# Neuwied

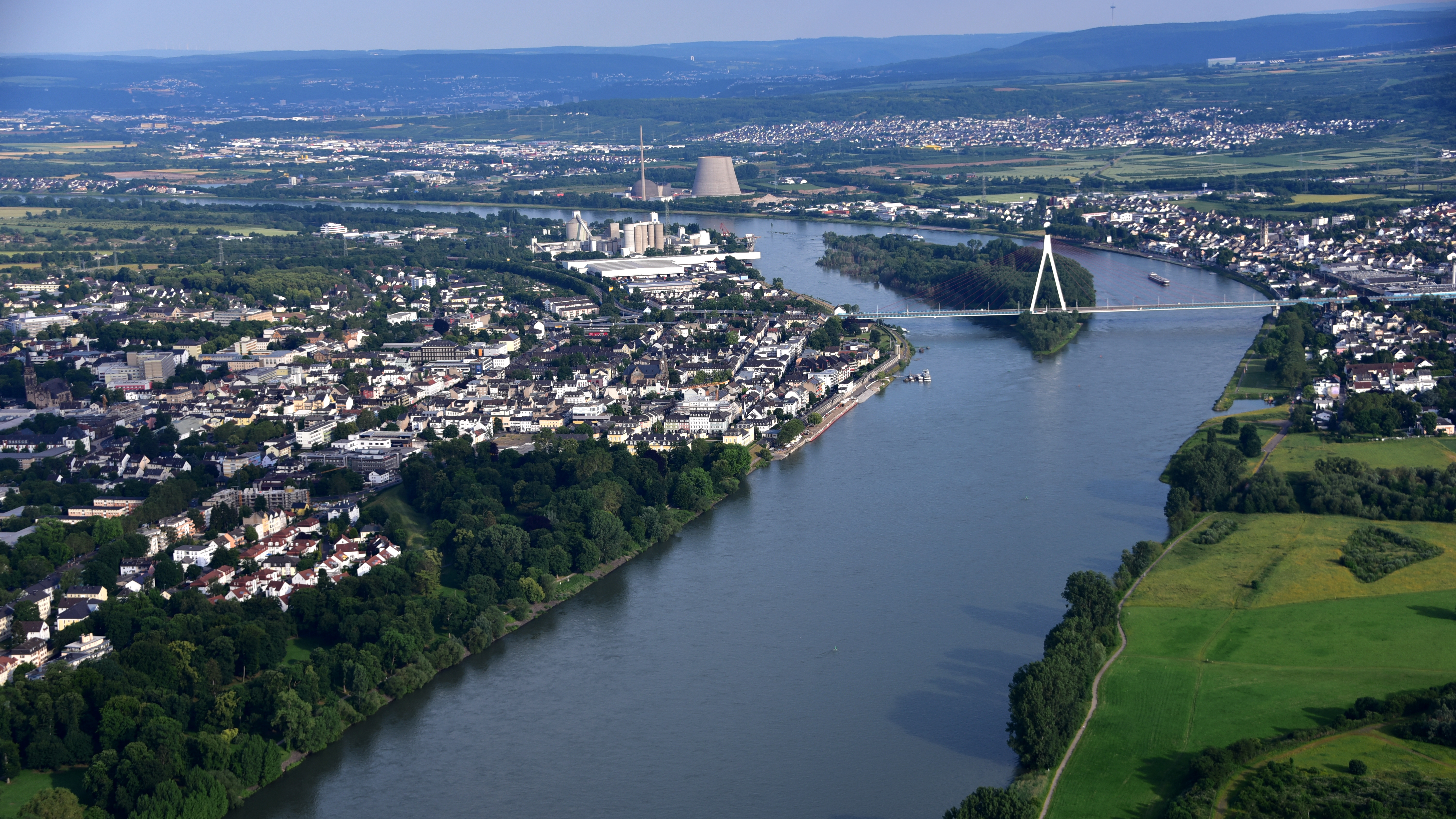
Neuwied 2019, Luftaufnahme

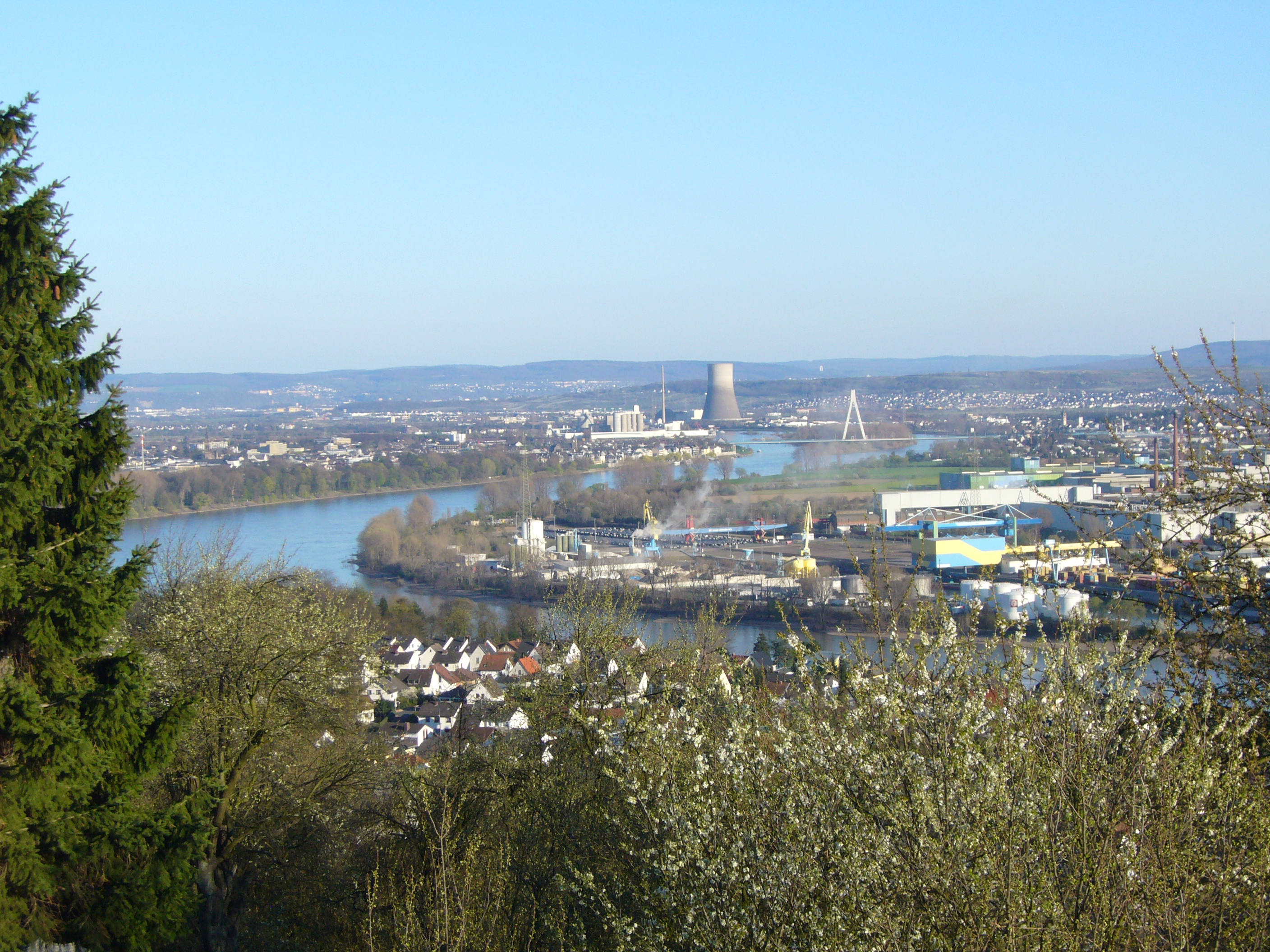
Blick auf Neuwied: rechts der Andernacher Hafen, im Hintergrund der Pylon der Raiffeisenbrücke und der Kühlturm des ehemaligen AKW Mülheim-Kärlich

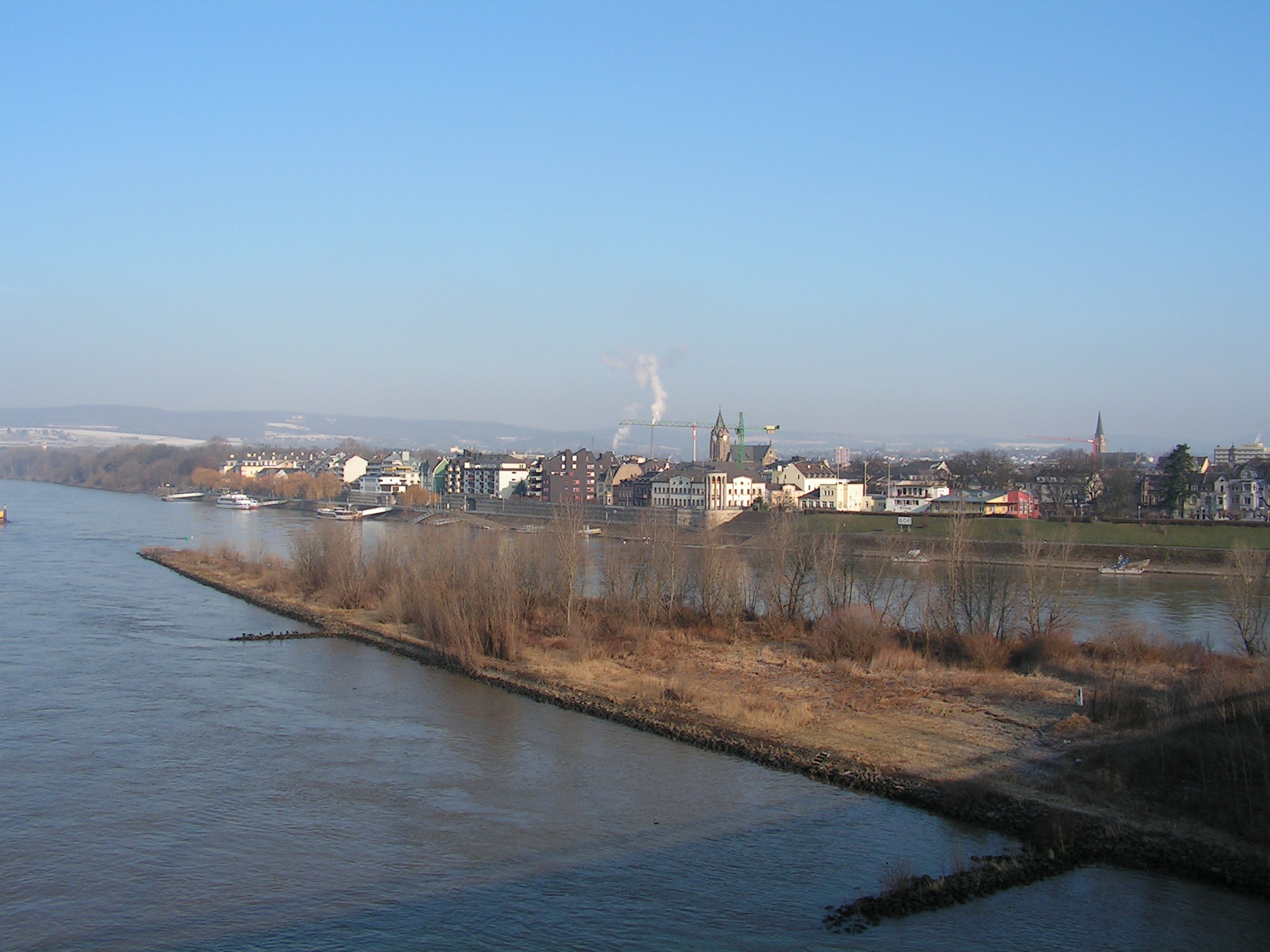
Blick auf Neuwied, von der Raiffeisenbrücke gesehen

Neuwied ist eine große kreisangehörige Stadt und Sitz der Kreisverwaltung des Landkreises Neuwied im Norden des Landes Rheinland-Pfalz. Sie liegt am Südrand des Landkreises am rechten Rheinufer, etwa zehn Kilometer nordwestlich von Koblenz, an der Mündung des im Westerwald entspringenden Flusses Wied. Mit rund 67.000 Einwohnern ist Neuwied die siebtgrößte Stadt in Rheinland-Pfalz und zugleich die größte kreisangehörige Stadt des Landes. Gemäß Landesplanung ist Neuwied als Mittelzentrum ausgewiesen.
Im Jahr 1653 als Planstadt gegründet, wurde Neuwied nach 1662 zu einer der ersten Freistätten für Religionsflüchtlinge in Deutschland. Auch dank der Toleranzpolitik der Grafen zu Wied entwickelte sich deren Residenz seit Mitte des 18. Jahrhunderts zu einem der frühesten Industriestandorte des Landes. Neuwied ist mit fast 50 Schulen als „Stadt der Schulen“ bekannt. Die Vielfalt der ansässigen Konfessionen sowie der zahlreichen Schulen und Industriebetriebe prägen die Stadt bis heute.

## Geographie und Klima

### Geographische Lage
Neuwied liegt am rechten Ufer des Rheins am Fuße des Westerwalds in Höhe der Mündung des Flusses Wied. Im Gegensatz zu den sonst schmalen Tälern des Mittelrheins weichen die Berghänge im Neuwieder Becken einige Kilometer zurück. Die Bundesstadt Bonn liegt rund 50 Kilometer nordwestlich von Neuwied, die Großstadt Koblenz liegt 10 km südöstlich.

### Ausdehnung des Stadtgebiets
Das Stadtgebiet hat eine Fläche von 86,5 Quadratkilometern. Es umfasst etwa die rechtsrheinische Hälfte des Beckens ab etwa Rheinkilometer 600,3 (etwa 400 m rheinabwärts der Mündung des Saynbaches und knapp 200 m vor Beginn der Ortslage Engers) stromabwärts bis etwa 15 m vor Rheinkilometer 612,6 (etwa 150–200 m unterhalb der Ortslage Fahr) sowie die ersten Höhenbereiche des Niederwesterwaldes.
Der südlichste Punkt des Landkreises Neuwied, und damit zugleich der Stadt Neuwied, befindet sich im Rhein auf 50° 24′ 42,59″ N, 7° 29′ 16,92″ O, nahe Rheinkilometer 605,1, zwischen dem Urmitzer Werth und dem Weißenthurmer Werth. Der nördlichste Punkt der Stadt Neuwied befindet sich auf 50° 30′ 31,81″ N, 7° 23′ 39,98″ O im Nonnenbachtal, nördlich der Wüstung Rockenfeld. Der westlichste Punkt der Stadt Neuwied befindet sich auf 50° 30′ 2,77″ N, 7° 22′ 59,88″ O im Tal des Rockenfelder Baches, westlich der Wüstung Rockenfeld. Der östlichste Punkt der Stadt Neuwied befindet sich auf 50° 27′ 50,36″ N, 7° 34′ 59,86″ O im Saynbachtal, nordwestlich des Ortsteiles Stromberg der Stadt Bendorf.

### Topographie

#### Gelände
Das Gebiet der Innenstadt ist Teil eines alten Nebenarms des Rheins und in höchstem Maße hochwassergefährdet. Im schwersten Hochwasser (Hochwasser 1784) stand die Rheinflut in den Straßen über vier Meter hoch. Nach drei schweren Hochwassern 1920, 1924 und 1925/1926 begannen Planungen für einen Deichbau, der den gesamten alten Rheinarm absperren sollte. Bereits 1931 wurde dieser Deich fertiggestellt.
An der Stelle, an der der Rhein das Gebiet der Stadt Neuwied verlässt, fließt er – je nach Wasserstand – auf einer Höhe von etwa 53 m ü. NN und ist damit die tiefste Stelle des Gebietes. Die Höhendifferenz des Rheins vom Eintritt in das Gebiet der Stadt Neuwied bis zum Austritt beträgt etwa 4 m.

#### Erhebungen
Die mit 368,75 m ü. NHN höchste Erhebung im Gebiet der Stadt Neuwied befindet sich auf dem Rhein-Wied-Rücken des Niederwesterwaldes, in der Gemarkung Rockenfeld, in der Flur Kreutzheck, südlich der Wüstung Rockenfeld, nahe der Stadtgrenze und nahe dem dort unmittelbar jenseits dieser verlaufenden Obergermanisch-Raetischen Limes, mit dem auf dieser Erhebung befindlichen Kleinkastell „Am Forsthofweg“.
Einige weitere Erhebungen im Gebiet der Stadt Neuwied sind:
- namenloser Gipfel (363,3 m) auf dem Rhein-Wied-Rücken des Niederwesterwaldes, in der Gemarkung Rockenfeld, im Rockenfelder Wald,
- namenloser Gipfel (356,2 m) auf der Sayn-Wied-Hochfläche des Niederwesterwaldes, in der Gemarkung Heimbach, nahe der Grenze zur Gemarkung Gladbach, im Heimbacher Wald, nahe der Grenze zum Gladbacher Wald, am Wachposten 1/41 des Obergermanisch-Raetischen Limes nahe dem Kleinkastell Anhausen,
- Lückenberg (314,1 m) auf dem Rhein-Wied-Rücken des Niederwesterwaldes, in der Gemarkung Hüllenberg, nordwestlich von Feldkirchen,
- Harmorgenberg (297,0 m) auf der Sayn-Wied-Hochfläche des Niederwesterwaldes, in der Gemarkung Weis, im Weiser Wald, nordöstlich des Ortsteils Weis der zum Stadtteil Heimbach-Weis gehört, über dem Saynbachtal,
- Oben auf dem Köppel (234,2 m), auf der Sayn-Wied-Hochfläche des Niederwesterwaldes, in der Gemarkung Oberbieber, zwischen dem Engelsbach und dem Aubach, nordnordöstlich von Oberbieber,
- Köppel (Unten auf dem Köppel) (182,3 m) auf dem Wollendorf-Gladbacher Beckenhang des Mittelrheinischen Beckens, in der Gemarkung Oberbieber, zwischen dem Engelsbach und dem Aubach, nahe dem Stausee im Aubachtal, nordöstlich von Oberbieber,
- Wingertsberg (181,1 m) auf dem Wollendorf-Gladbacher Beckenhang des Mittelrheinischen Beckens, in der Gemarkung Oberbieber, am nordöstlichen Rand von Oberbieber, über dem Aubachtal,
- Kreuzberg (177,0 m) auf dem Wollendorf-Gladbacher Beckenhang des Mittelrheinischen Beckens, in der Gemarkung Altwied, nordnordöstlich der Siedlung Kümmelberg und südlich von Melsbach.

### Klima
Der Jahresniederschlag beträgt 664 mm.

## Stadtgliederung
Die Stadt Neuwied besteht aus 14 Ortsbezirken, die jeweils durch einen Ortsbeirat und einen Ortsvorsteher vertreten werden.
- Altwied
- Block
- Engers
- Feldkirchen
- Gladbach
- Heddesdorf
- Heimbach-Weis
- Innenstadt
- Irlich
- Niederbieber
- Oberbieber
- Rodenbach
- Segendorf
- Torney

Die Innenstadt und Heddesdorf wurden mit Ablauf der Kommunalwahlperiode 2019–2024 als zusätzliche Ortsbezirke gebildet, wodurch sich ihre Anzahl von 12 auf 14 erhöhte. Seitdem ist das gesamte Stadtgebiet in Ortsbezirke gegliedert.

## Nachbargemeinden
Die folgenden Städte und Gemeinden grenzen an die Stadt Neuwied:
- auf der rechten Rheinseite im Uhrzeigersinn, beginnend am Rhein im Nordwesten, die im Landkreis Neuwied liegenden Ortsgemeinden Leutesdorf, Hammerstein, Rheinbrohl, Datzeroth, Ehlscheid, Melsbach, Rengsdorf, Anhausen, Meinborn und Isenburg sowie die zum Landkreis Mayen-Koblenz gehörende Stadt Bendorf;
- linksrheinisch die gegenüberliegenden Ortsgemeinden Kaltenengers und Urmitz sowie die Städte Mülheim-Kärlich, Weißenthurm und Andernach, alle dem Landkreis Mayen-Koblenz angehörig.

## Geschichte
Als barocke Neugründung ist Neuwied im Vergleich zu anderen rheinischen Städten relativ jung, steht aber auf geschichtsträchtigem Boden.

### Vorgeschichte und Römerzeit
Der älteste Nachweis menschlicher Besiedlung auf dem Gebiet der heutigen Stadt Neuwied stammt vom Fundplatz Gönnersdorf, der bei Grabungen im Stadtteil Feldkirchen (in der Gemarkung des Ortsteiles Gönnersdorf) entdeckt und auf das 16. Jahrtausend v. Chr. datiert wurde. Die Funde aus diesen Ausgrabungen sind im archäologischen Forschungszentrum und Museum für menschliche Verhaltensevolution Monrepos ausgestellt, das sich in der, inzwischen dafür erweiterten, Villa „Waldheim“ in Monrepos – das zum Stadtteil Segendorf gehört – befindet.
Spätestens seit keltischer und römischer Zeit war das Gebiet permanent besiedelt. Bodenfunde weisen darauf hin, dass Julius Caesar seinen ersten Rheinübergang, den er in De Bello Gallico erwähnt, um 55 v. Chr. mithilfe einer Pionierbrücke ausführte, deren rechtsrheinischer Brückenkopf auf Neuwieder Gebiet lag. Vom 1. bis zum 3. Jahrhundert bestanden römische Kastelle in Heddesdorf und Niederbieber, die der Sicherung des römisch-germanischen Limes dienten, der, den Rheinhöhen folgend, durch das heutige Stadtgebiet verlief. Nach der Rückverlegung der Grenze an den Rhein im Jahr 260 bestand im Stadtteil Engers ein Burgus, der der römischen Rheinflotte als Stützpunkt diente.

### Stadtgebiet im Mittelalter
Nach dem Abzug der römischen Legionen wurde das Stadtgebiet ab dem 5. Jahrhundert Teil des fränkischen Machtbereichs. Einige Stadtteile Neuwieds wurden bereits 773 urkundlich erwähnt. Die Dokumente aus dem 8. Jahrhundert ordnen das Stadtgebiet dem Engersgau zu. Die Gaugrafen nannten sich ab 1129 Grafen von Wied. Später zerfiel der Engersgau. Nach dem Aussterben des ersten Grafenhauses von Wied 1244 und der darauf folgenden Zersplitterung der Herrschaft brachte Graf Wilhelm von Isenburg-Braunsberg (später Wied) das spätere Stadtgebiet unter seine Kontrolle. Engers erhielt 1357 Stadtrecht, fiel aber nach kriegerischen Auseinandersetzungen an Kurtrier. Residenz der Grafschaft Wied war die Burg Altwied.

### Stadtgründung

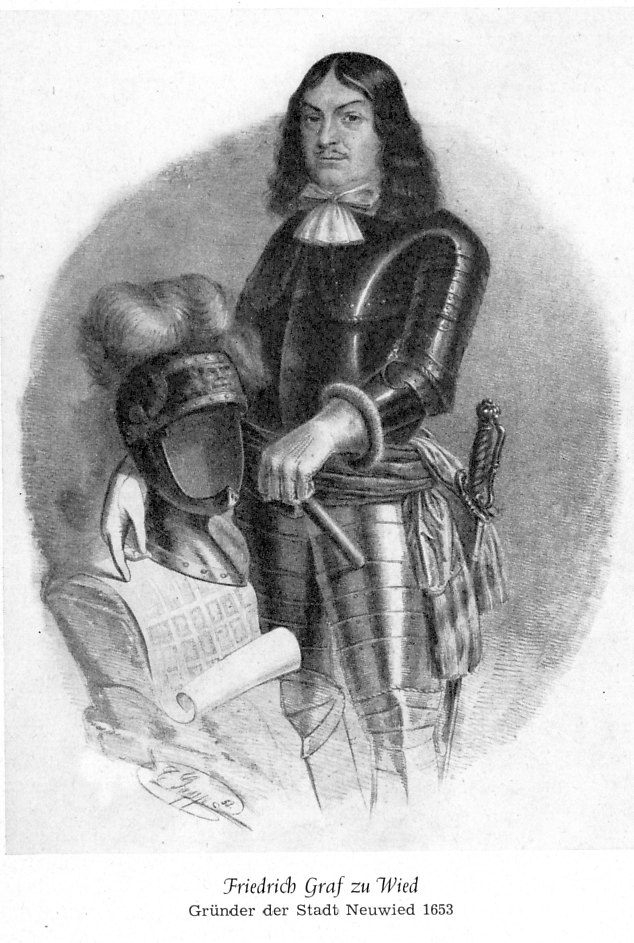
Friedrich III. zu Wied gründete die Stadt 1653

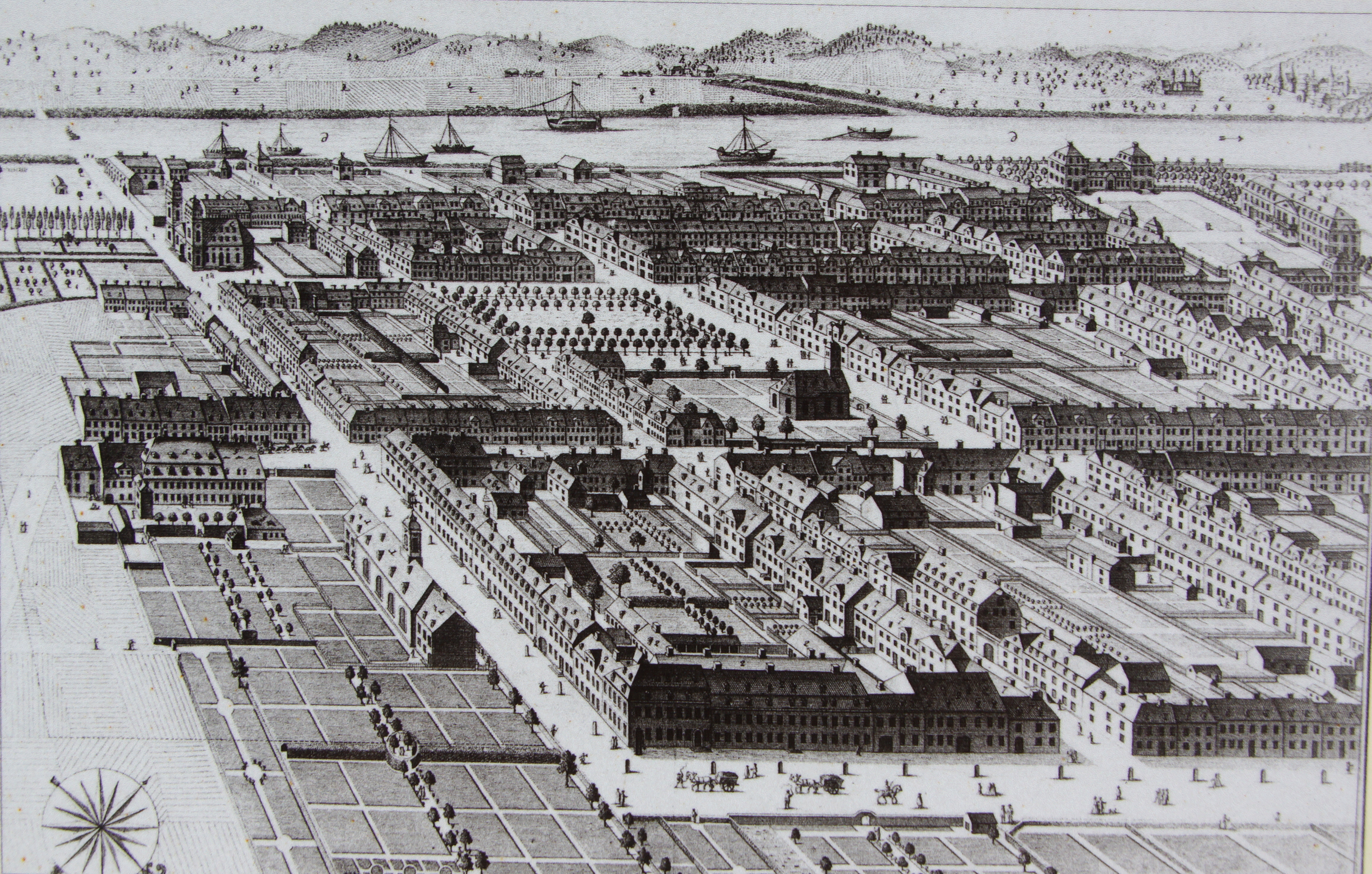
Neuwied 1784

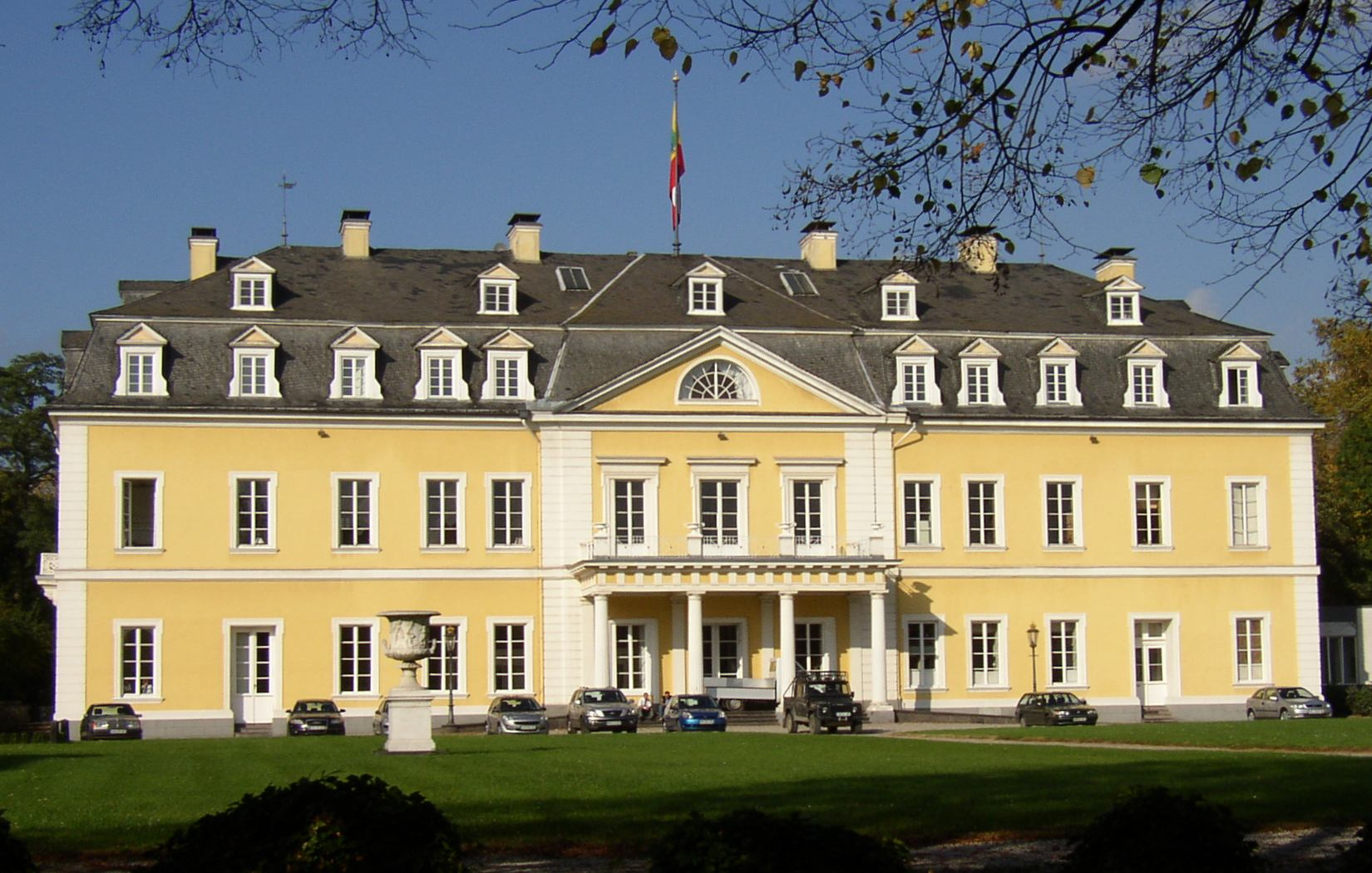
Residenzschloss der Fürsten zu Wied

Die Grafschaft war im Dreißigjährigen Krieg weitgehend verarmt. Von der Teilhabe am Rheinhandel versprach sich Graf Friedrich III. zu Wied wirtschaftliche Impulse. Daher ließ er ab 1646 an der schmalen, wegen häufiger Überschwemmungen eigentlich ungünstig gelegenen Rheinfront seiner Grafschaft, an der Stelle des zerstörten Weilers Langendorf eine kleine Befestigungsanlage errichten. Für das nahe der Wiedmündung gelegene Haus Newen Wiedt und für die kleine Siedlung, die es umgab, erwirkte er am 26. August 1653 die Übertragung der Stadtrechte von der kleinen Stadt Nordhofen im Westerwald durch Kaiser Ferdinand III. zu Regensburg, wovon noch heute der Pfau im Wappen von Neuwied zeugt. Dieser Tag gilt als das Gründungsdatum der Stadt Neuwied. Die rasterförmig angelegte Planstadt, die ein fast rechtwinkliges Viereck mit gitterförmigem Straßennetz bildete, wurde 1694 während des Pfälzischen Erbfolgekriegs von französischen Truppen zerstört. Im Jahr 1706 wurde mit dem Bau der heutigen dreiflügeligen Schlossanlage begonnen.

#### Grafen und Fürsten ab Stadtgründung
Neuwied war von seiner Gründung bis 1806 Residenzstadt der Grafschaft, seit 1784 des Fürstentums Wied, eines eigenständigen Territoriums im Verband des Heiligen Römischen Reichs. Das Fürstentum Wied blieb von 1815 bis zur Märzrevolution als Standesherrschaft innerhalb Preußens bestehen. Am 30. Oktober 1848 verzichtete Hermann Fürst zu Wied für sich und seine Nachkommen auf alle Regierungsrechte. Dessen ungeachtet zählte das Geschlecht bis 1918 weiter zum deutschen Hochadel. Nach Abschaffung der Monarchie in Deutschland 1918 kam dem Fürstenhaus keine politische Bedeutung mehr zu.
| Amtszeit  |      | Name                                               |
| --------- | ---- | -------------------------------------------------- |
| 1638–1698 | Graf | Friedrich III. (Wied), Begründer der Stadt Neuwied |
| 1698–1737 | Graf | Friedrich Wilhelm (Wied-Neuwied)                   |
| 1737–1784 | Graf | Johann Friedrich Alexander (Wied-Neuwied)          |

Johann Friedrich Alexander zu Wied-Neuwied war regierender Graf in der Niedergrafschaft Wied-Neuwied und wurde am 29. Mai 1784 von Kaiser Joseph II. in den erblichen Fürstenstand erhoben und war der 1. Fürst zu Wied-Neuwied.
| 1784–1791 | 1. Fürst | Johann Friedrich Alexander (Wied-Neuwied)            |
| 1791–1802 | 2. Fürst | Friedrich Karl (Wied-Neuwied)                        |
| 1802–1836 | 3. Fürst | Johann August Karl zu Wied*                          |
| 1836–1864 | 4. Fürst | Hermann zu Wied                                      |
| 1864–1907 | 5. Fürst | Wilhelm zu Wied                                      |
| 1907–1945 | 6. Fürst | Friedrich zu Wied                                    |
| 1945–2000 | 7. Fürst | Friedrich Wilhelm zu Wied                            |
| 2000–2015 | 8. Fürst | Friedrich August Maximilian Wilhelm Carl zu Wied     |
| seit 2015 | 9. Fürst | Franz Alexander Friedrich Wilhelm Maximilian zu Wied |

- 1806 mediatisiert, von da an unter nassauischer, ab 1815 als Standesherr unter preußischer Oberherrschaft, seit 1824 Fürst des mit Wied-Runkel wiedervereinigten Fürstentums Wied.

### Neuwied als Exulantenstadt

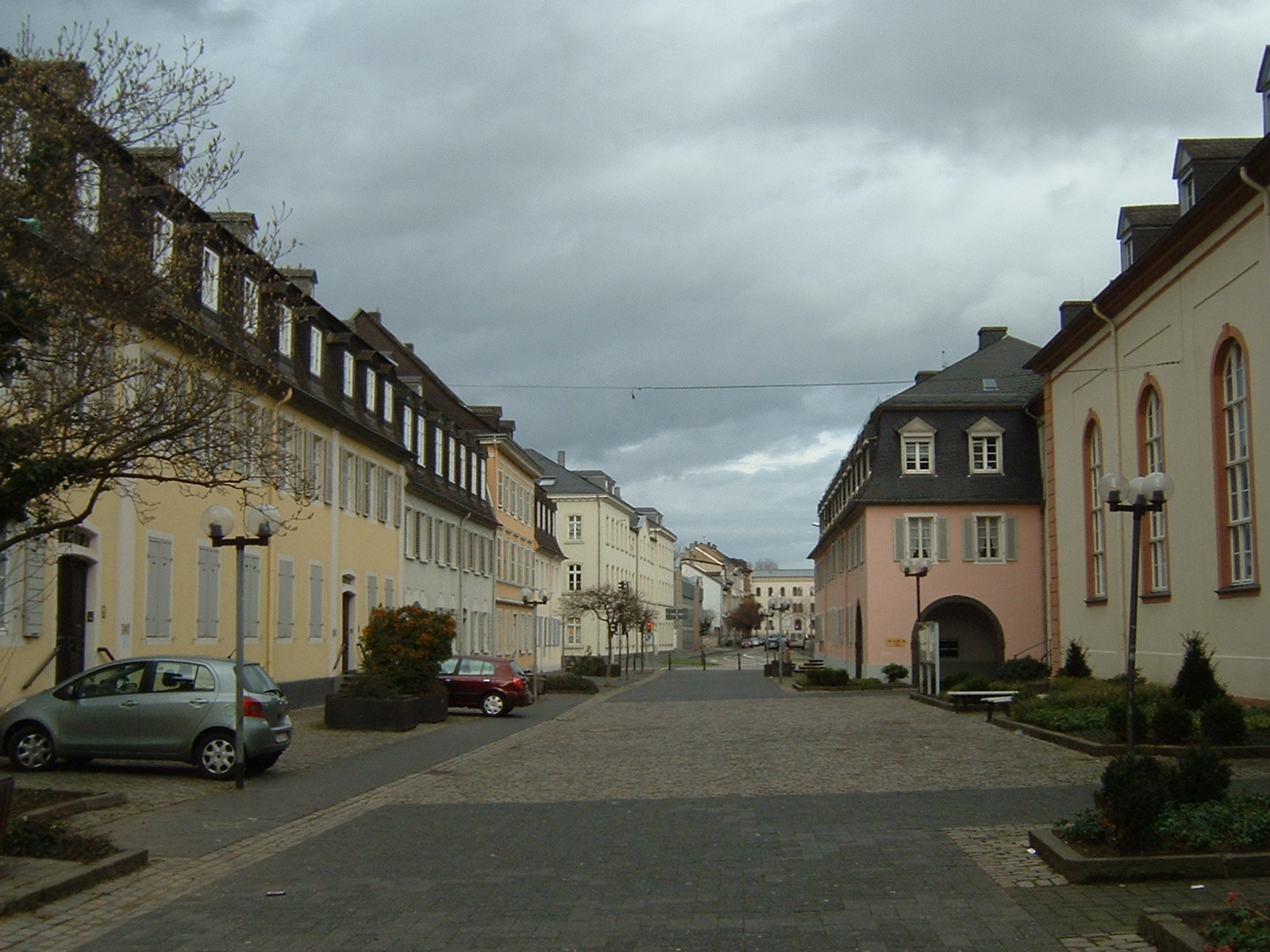
Herrnhuter-Viertel, rechts die Kirche

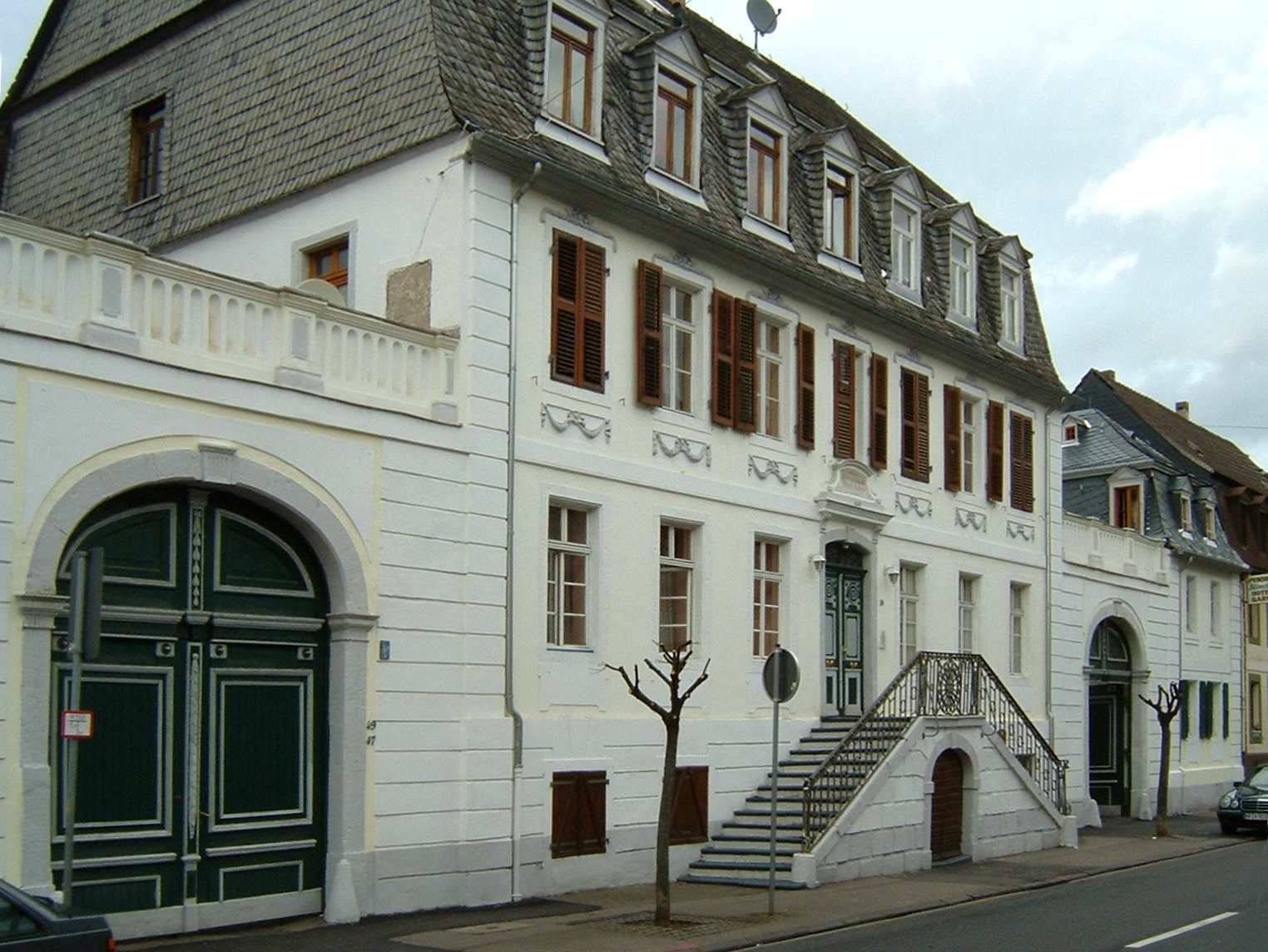
Wohn- und Arbeitsstätte von David Roentgen

Um mehr Bewohner in die nur langsam wachsende Stadt zu locken, verlieh ihr Graf Friedrich III. 1662 ein Stadtrechtsprivileg, das den Einwohnern von Neuwied zahlreiche Freiheiten garantierte, darunter das Recht der Magistratswahl, der niederen Gerichtsbarkeit, der Steuererhebung, der Freiheit von Frondiensten und – außergewöhnlich für die damalige Zeit – das Recht auf weitgehende Religionsfreiheit. In der religiösen Freistatt Neuwied war der reichsrechtliche Grundsatz „cuius regio, eius religio“, nach dem allein der Landesherr das religiöse Bekenntnis seiner Untertanen bestimmte, weitgehend außer Kraft gesetzt. Dies bewog Religionsflüchtlinge unterschiedlicher Konfessionen zur Ansiedlung in der Stadt, die infolgedessen rasch wuchs. Die Eigenschaft als Exulantenstadt machte Neuwied im 17. und 18. Jahrhundert zu einer Besonderheit unter den deutschen Städten.
Der Sohn Friedrichs III., Graf Friedrich Wilhelm zu Wied-Neuwied, behielt die Politik religiöser Toleranz im Wesentlichen bei. Wegen der hohen Kosten für den Neubau des Residenzschlosses kam es zu Beginn des 18. Jahrhunderts jedoch zu Streitigkeiten zwischen dem Grafen und dem Neuwieder Magistrat um die städtischen Einnahmen, die nach dem Privileg von 1662 zwischen ihnen aufgeteilt werden sollten. Der Magistrat strengte daraufhin vor dem Reichskammergericht einen Untertanenprozess gegen den Grafen an, der 1721 in einem für beide Seiten annehmbaren Kompromiss endete: In der „Wetzlarer Punctation“ wurden nicht nur die finanziellen Streitfragen geregelt, sondern auch die wiedische Toleranzpolitik reichsrechtlich anerkannt.
Religiöse Toleranz und verbriefte Freiheiten lockten immer mehr Zuwanderer in die junge Stadt. Unter dem Enkel des Stadtgründers, Johann Friedrich Alexander, der 1784 in den Reichsfürstenstand erhoben wurde und ein Vertreter des Aufgeklärten Absolutismus war, lebten im 18. Jahrhundert Angehörige von sieben verschiedenen Religionsgemeinschaften in Neuwied. Neben Calvinisten, denen auch das Grafenhaus angehörte, waren dies Lutheraner, Katholiken, Mennoniten, Inspirierte, Herrnhuter und Juden. Als Alexander von Humboldt und sein niederländischer Studienfreund Steven Jan van Geuns 1789 Neuwied besuchten waren beide beeindruckt von dem friedlichen Miteinander unterschiedlicher Konfessionen.

### Judentum
Juden gehören zu den frühesten Einwohnern Neuwieds. Während die christlichen Glaubensgemeinschaften kollektive Konzessionen zur Niederlassung, zur Bildung von Gemeinden und zum Bau von Gottehäusern erhielten, wurde Juden die Ansiedelung nur aufgrund individueller Schutzbriefe gestattet. Ihre Aufnahme war also nicht Ausfluss der wiedischen Toleranzpolitik, sondern entsprach der Handhabung des so genannten Judenregals in den meisten anderen Territorien des Reichs. Unter Graf Friedrich Alexander aber drängte die wiedische Regierung die Juden 1744 selbst zur Gründung einer Gemeinde und zum Bau einer Synagoge. Dies geschah zum Teil aus Gründen der religiösen Toleranz, zum Teil aber auch aus dem Wunsch heraus, die Erhebung von Abgaben und Schutzgeldern zu vereinfachen, die eine wesentliche Einnahmequelle für die Grafschaft darstellten.
Im Beisein des Grafen weihte Rabbiner Lazarus Salomon am 13. August 1748 die erste Synagoge ein, die zum Prototyp späterer Stadtsynagogen im Rheinland wurde. Im Lauf des 19. Jahrhunderts entstanden außer in Neuwied selbst weitere jüdische Gemeinden innerhalb des heutigen Stadtgebiets: in Oberbieber, Niederbieber, Wollendorf und Engers. In der Zeit des Nationalsozialismus wurden alle ihre Synagogen infolge der Novemberpogrome 1938 zerstört. Die Nazis schlossen 1939 gewaltsam die Jüdische Schule der Stadt und deportierten 1942 alle verbliebenen Neuwieder Juden. Etwa 200 von ihnen fielen der Shoah zum Opfer.
Von 2008 bis 2021 bestand die Jüdische Gemeinde Neuwied-Mittelrhein, die sich in der Alten Synagoge in Saffig versammelte und der Union progressiver Juden in Deutschland angehörte.

### Aufklärung und Frühindustrialisierung
Die an anderen Orten verfolgten Zuwanderer brachten vielfach neue Gewerbezweige und Fertigkeiten mit, die Neuwied eine wirtschaftliche Blüte bescherten und zu einer vergleichsweise frühen Industrialisierung verhalfen. Die Möbel aus der Manufaktur der Herrnhuter Abraham und David Roentgen oder die kunstvollen Uhren von Peter Kinzing waren an den Fürstenhöfen ganz Europas gefragt. Das von Graf Johann Friedrich Alexander 1738 gegründete und bis heute bestehende Hüttenwerk Rasselstein – seit 1784 im Besitz des Unternehmers Carl Wilhelm Remy – entwickelte sich zu einem der führenden deutschen Stahl- und Walzwerke. Dort wurden unter anderem die Schienen für die erste mit Lokomotiven betriebene deutsche Eisenbahnstrecke hergestellt.
Dank seiner toleranten Atmosphäre wurde Neuwied im 18. Jahrhundert zu einem Zentrum der Aufklärung am Mittelrhein. Ein Beispiel dafür war die Gründung der Neuwieder Freimaurerloge Karoline zu den Drei Pfauen, der u. a. Ludwig van Beethovens wichtigster Bonner Lehrer, der Musikdirektor Christian Gottlob Neefe angehörte. Der württembergische Pietist und Theosoph Friedrich Christoph Oetinger (1702–1782) veröffentlichte in dieser „Freistatt“ seine Schrift Die Eulerische Und Frickerische Philosophie Ueber Die Music, Als ein Grund zum Neuen Philosophischen System, die u. a. in die Bibliothek des Freimaurers Wolfgang Amadeus Mozart in Wien gelangte.
Das Ende der Stadt als wiedische Residenz kam mit den französischen Revolutionskriegen: In der Schlacht von Neuwied, die auf dem Arc de Triomphe in Paris vermerkt ist, errangen 1797 französische Revolutionstruppen unter General Lazare Hoche gegen die österreichische Armee den ersten größeren Sieg in den Koalitionskriegen.

### Politische Entwicklung Neuwieds im 19. Jahrhundert
Im Zuge der Säkularisation und der Mediatisierung nach dem Reichsdeputationshauptschluss von 1803 fiel zunächst der kurtrierische Teil des heutigen Stadtgebiets und 1806 auch das wiedische Gebiet und dessen Residenzstadt an das Herzogtum Nassau. 1815 wurde das gesamte Stadtgebiet Preußen zugeschlagen. Neuwied wurde Verwaltungssitz des gleichnamigen preußischen Landkreises innerhalb der Rheinprovinz; die Grafen übten aber noch bis 1848 Rechte als Standesherren aus.

### Entwicklung der Neuwieder Wirtschaft im 19. und 20. Jahrhundert

Karte von Neuwied und Umland (um 1790)

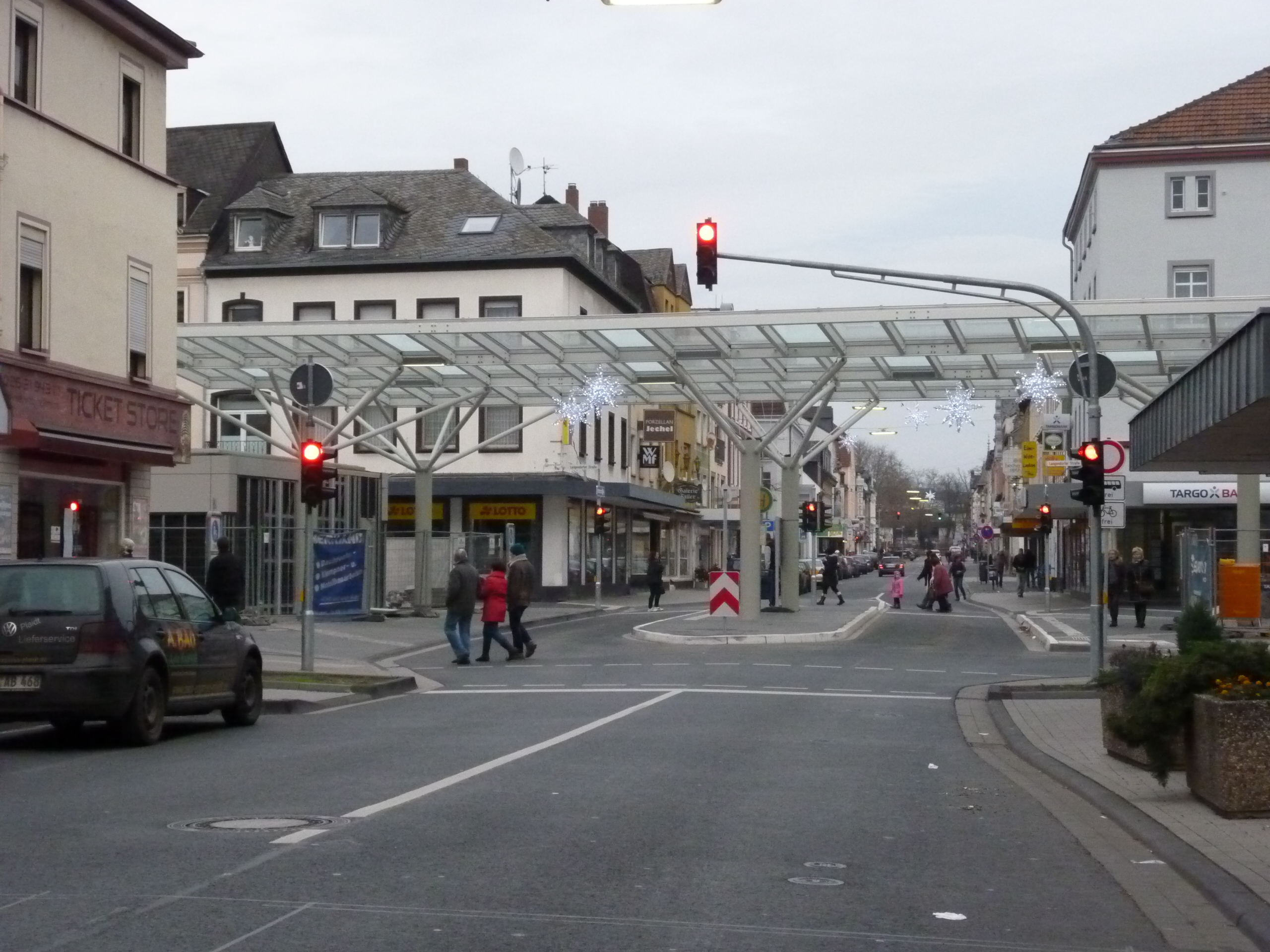
Mini-ZOB mitten in der Marktstraße

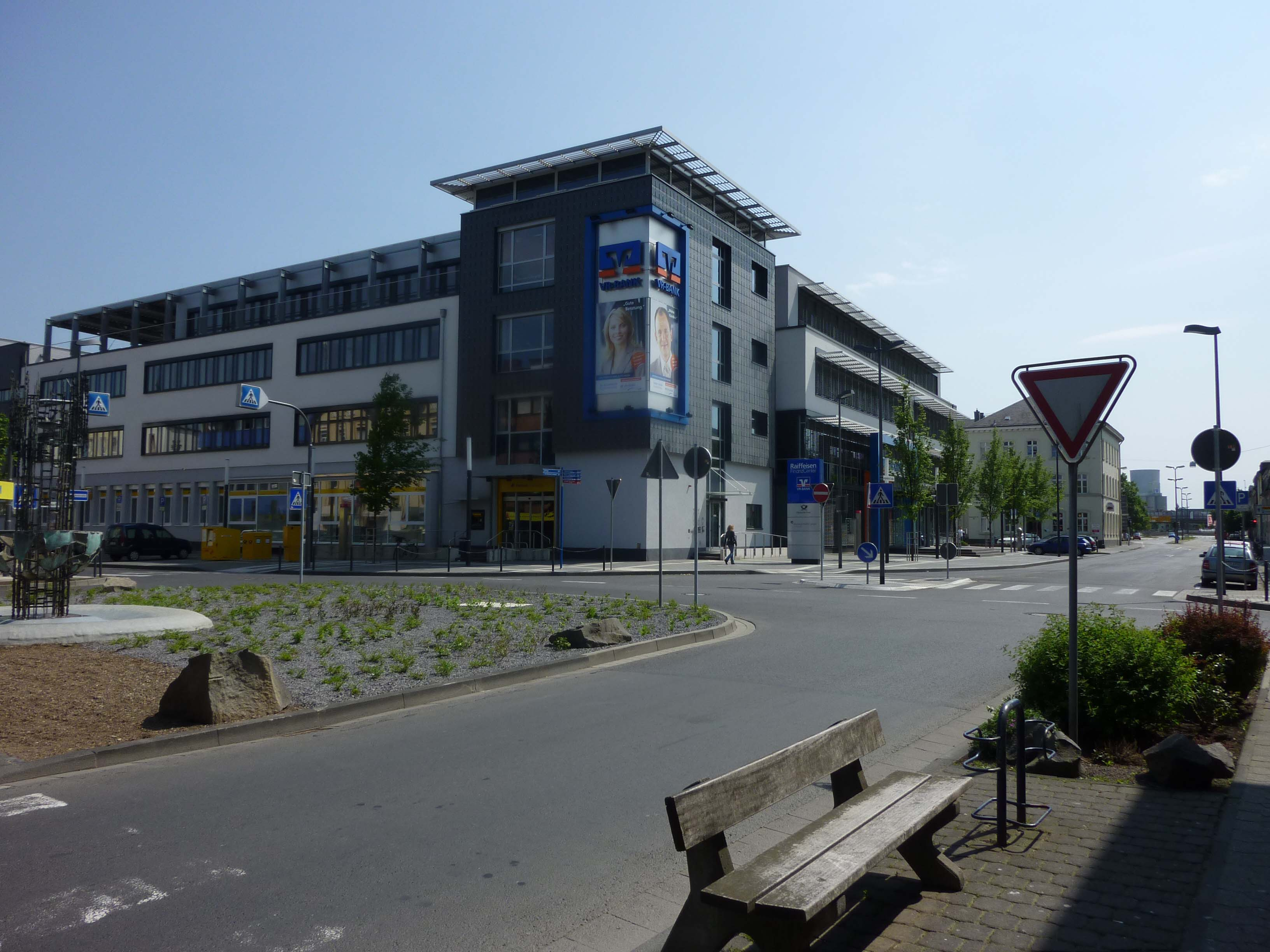
Finanzzentrum VR-Bank

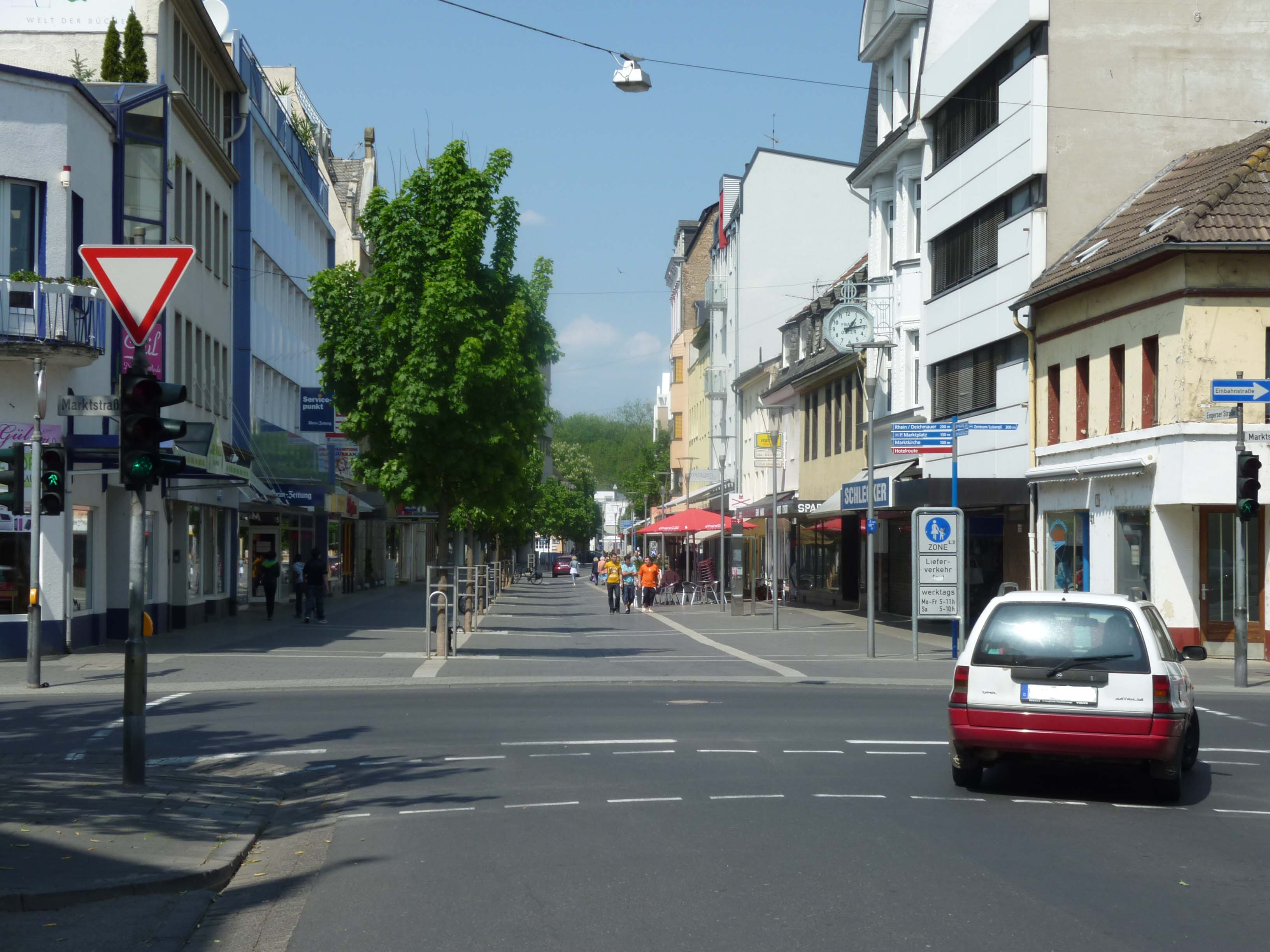
Fußgängerzone Engerser Straße

Obwohl Neuwied mit der Gründung des Eisenwalzwerks Rasselstein im 18. Jahrhundert zu den frühesten Industriestandorten Deutschlands zählte, war es im frühen 19. Jahrhundert noch immer stark von der Landwirtschaft geprägt, darunter vor allem Obst- und Gemüsegärten. Während der Ackerbau nur von geringer Bedeutung war, spielte die Viehzucht gar keine Rolle. Da die Stadt Neuwied nicht in der Lage war sich selbst ausreichend mit Nahrungsmitteln zu versorgen, wurden diese aus den umliegenden Dörfern bezogen. Das galt insbesondere für Irlich und die Orte auf dem linken Rheinufer.
Die allmähliche Industrialisierung Neuwieds erhielt einen Schub, als der Neuwieder Tischler Christoph Heinrich Reusch (1783–1866) 1807 damit begann, südlich der Stadt Zichorien anzubauen. Diese ließ er in einer Fabrik zu einem Kaffeeersatz verarbeiten. Das Produkt wurde unter dem Namen „Neuwieder Pfau-Kaffee“ im ganzen Rheinland zu einem großen Erfolg, da nach Einführung der Kontinentalsperre 1806 der Import von Kaffee praktisch unmöglich geworden war. Nach dem Ende der Kontinentalsperre 1813 behielt der Zichorieanbau und dessen Verarbeitung in Neuwied seine Bedeutung, da Kaffee bis weit in die zweite Hälfte des 19. Jahrhunderts für viele Menschen unerschwinglich blieb.
Mitte des 19. Jahrhunderts gründete der englische Unternehmer John Player das Hütten- und Walzwerk Albion, das Schwarzblech herstellte. Nach dem Konkurs 1856 wurde das Werk 1857 von Buderus übernommen und firmierte bis zu seiner Schließung 1883 als Schwarz- und Weißblechwerk Germania. Auf dem Gelände siedelten sich 1918 die Gockel-Werke an, die dort Eisenbahnwaggons bauten und sie für das gesamte Reichsbahngebiet instand hielten.
In unmittelbarer Nähe, am südlichen Stadtrand, direkt am Rhein gelegen, stand das Eisenwerk Hermannshütte, 1855 gegründet von der Bergbaugesellschaft Louis Vogts & Co. aus Weilburg. 1871 übernahm Alfred Krupp, Essen, das Werk und nutzte es bis 1925 als Produktionsstandort. Seit 1928 entstanden an derselben Stelle die Wikingwerke, die später von Dyckerhoff-Zement übernommen wurden. Im Jahr 1911 siedelte sich in diesem Industriegebiet das Furnierwerk Hobraeck an.
Ein weiteres großes Unternehmen waren die Mauser-Werke, das anfänglich Blechfässer, später Blechbadewannen und Stahlrohr-Büromöbel produzierte. Seit 1913 besteht die Maschinenfabrik Winkler & Dünnebier, die Spezialmaschinen zur Papierverarbeitung herstellt, früher Maschinen zur Süßwarenfabrikation (heute Winkler und Dünnebier Süßwarenmaschinen GmbH in Rengsdorf). Beide Unternehmen zählen zu den Weltmarktführern auf ihrem Gebiet. Erster Kunde von Winkler & Dünnebier war die 1889 gegründete Neuwieder Couvertfabrik Willy Strüder. Deren Gründer war der Sohn von Wilhelm Strüder, der 1843 in Neuwied den Verlag Strüder ins Leben gerufen hatte.
Durch das reichhaltige Vorkommen von Bims im Neuwieder Becken entwickelte sich ab der Mitte des 19. Jahrhunderts in Neuwied die Bimsindustrie zur Herstellung von Mauersteinen. Bereits 1892/93 wurden 132 Millionen Steine hergestellt, die bis nach Bayern, Württemberg, Schleswig-Holstein und in die Schweiz geliefert wurden. Durch die fortschreitende maschinelle Herstellung wurden 20 Jahre später schon 333 Millionen Steine hergestellt. 1931 zählte man im Neuwieder Becken rund 800 Betriebe mit 6000 Beschäftigten. Im Jahr 1952 wurden 3,95 Millionen Tonnen Bimsbaustoffe hergestellt und eine Million Tonnen Bims exportiert. Diese Menge reichte aus, um 250.000–270.000 Wohnungen zu bauen. Mittlerweile sind die Bimsvorkommen fast erschöpft, sodass dieser Industriezweig an Bedeutung verloren hat.
Im 19. Jahrhundert war Neuwied nicht nur als Industriestandort, sondern auch als Schulstadt mit angesehenen Erziehungsanstalten von überregionaler Bedeutung.

### Entwicklung der Neuwieder Verkehrsinfrastruktur im 19. und 20. Jahrhundert

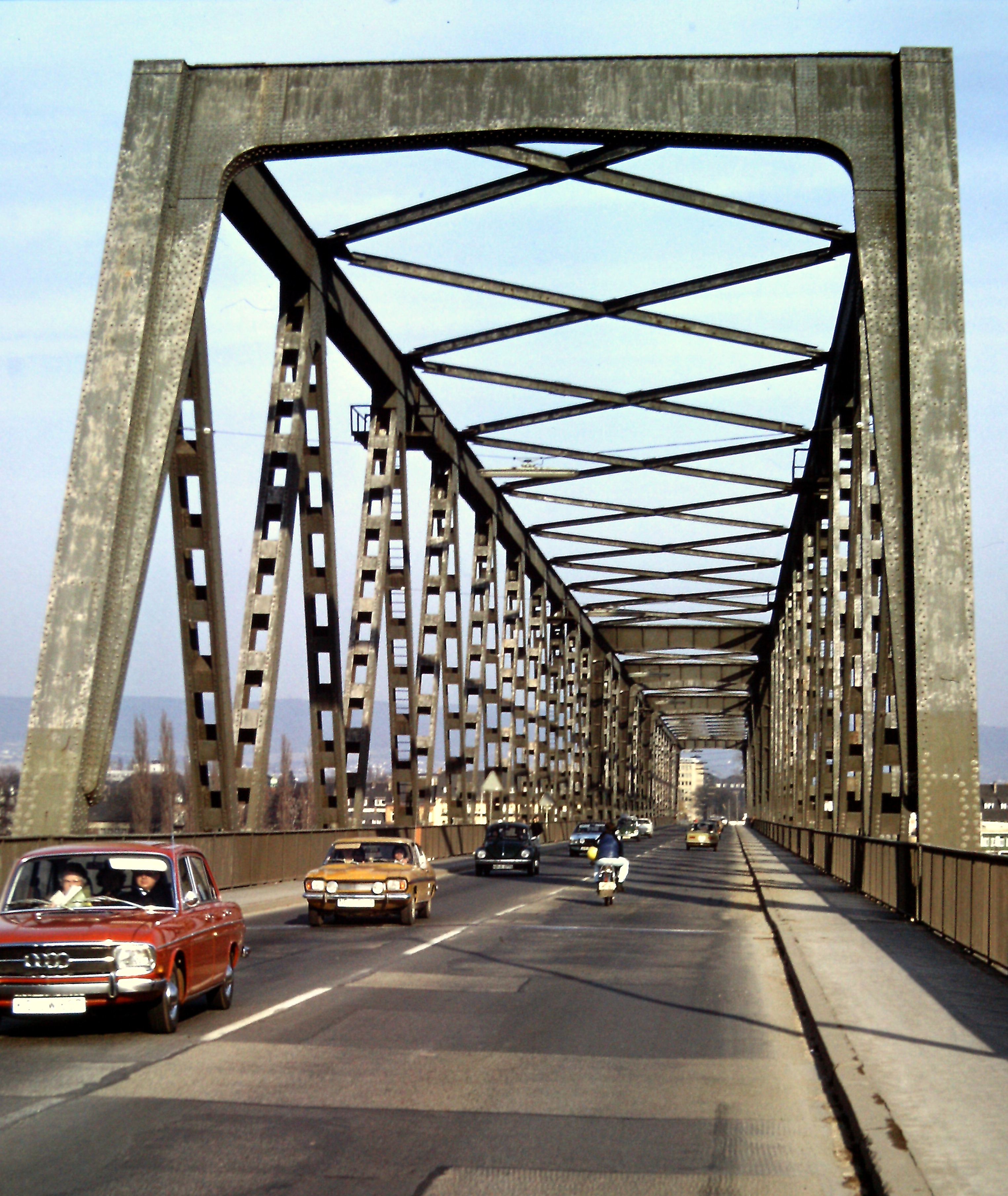
Alte Neuwieder Brücke 1975

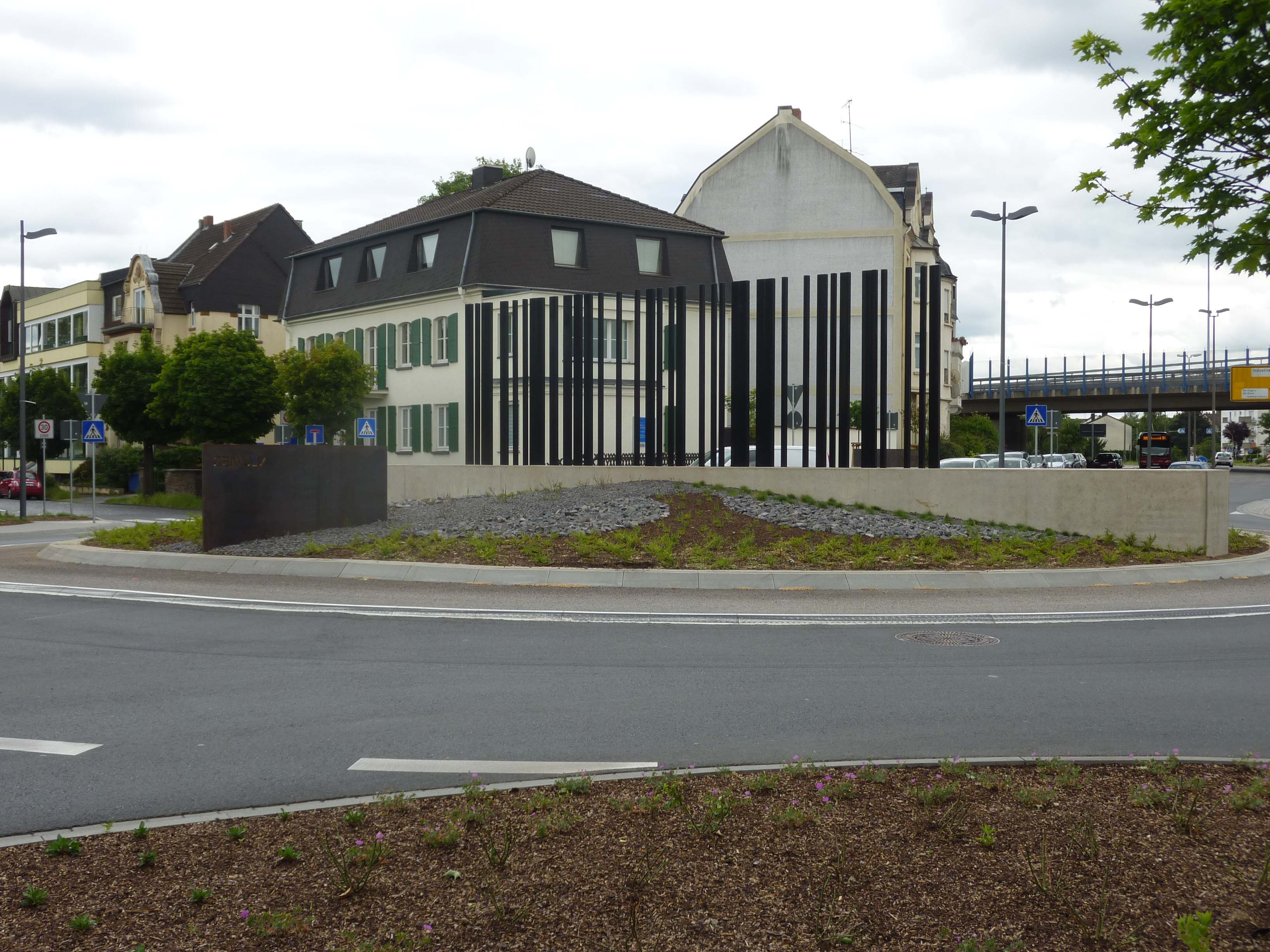
Verkehrskreisel mit Denkmal Barcode Neuwied

Seit 1870 hat Neuwied Anschluss an die rechtsrheinische Eisenbahnlinie, und 1918 wurde die Urmitzer Eisenbahnbrücke zwischen dem heute zu Neuwied gehörenden Engers und dem linksrheinischen Urmitz fertiggestellt.
Im Jahr 1901 richteten die Neuwieder Kreisbahnen die erste Straßenbahnverbindung nach Oberbieber ein. 1909 gingen auch Strecken über Engers nach Gladbach und vom Bahnhof Neuwied zum Rheinufer in Betrieb. Die Straßenbahnverbindungen wurden 1949 und 1950 durch O-Busse ersetzt, die bis Anfang der 1960er-Jahre im Einsatz waren.
Am 22. Dezember 1947 kam es zum Eisenbahnunfall von Neuwied, einem der schwersten Zugunglücke der deutschen Nachkriegsgeschichte: Beim Zusammenprall zweier D-Züge bei Neuwied-Irlich starben 41 Menschen und zahlreiche wurden verletzt. Als Helfer in der Not erwiesen sich die französischen Besatzungstruppen und die Firma Lohmann-Verbandsstoffe. Diese hat ihren Sitz unmittelbar bei der Unglücksstelle.
Am 28. September 1978 wurde die Raiffeisenbrücke nach vierjähriger Bauzeit offiziell dem Verkehr übergeben. Sie verbindet Neuwied mit dem linken Rheinufer bei Weißenthurm und ersetzte eine bereits in der Weimarer Republik geplante und 1935 fertiggestellte Vorgängerbrücke.

### Politische Entwicklung Neuwieds im 20. Jahrhundert
Im Jahr 1904 vergrößerte sich die Stadt Neuwied erheblich durch die Eingemeindung des benachbarten Heddesdorf. Dessen früherer Bürgermeister Friedrich Wilhelm Raiffeisen hatte zu den Begründern des deutschen Genossenschaftswesens gehört. Um Neuwied vor den fast alljährlichen Hochwasserkatastrophen zu schützen, wurde auf Initiative des Bürgermeisters Robert Krups von 1928 bis 1931 ein 7,5 Kilometer langer Schutzdeich angelegt, dessen Bau auch als Arbeitsbeschaffungsmaßnahme während der Weltwirtschaftskrise diente.
In der Zeit des Nationalsozialismus wurden zahlreiche Angehörige der jüdischen Gemeinde deportiert und ermordet und Anhänger der in Neuwied traditionell stark vertretenen Freikirchen verfolgt. Im Zweiten Weltkrieg wurde die Stadt zu 18 Prozent von Bomben zerstört.
Seit 1946 gehören die Stadt und der Landkreis Neuwied zum damals neu gebildeten Land Rheinland-Pfalz. In der Nachkriegszeit gewann Neuwied seine Bedeutung als mittlerer Industriestandort zurück. Die Stadt verfügt heute über ausgedehnte Gewerbegebiete mit guter Verkehrsanbindung, unter anderem über einen Rheinhafen.
Im Jahr 1972 wurde der geplante Bau eines Kernkraftwerkes im Großraum Koblenz bekannt. Ein möglicher Standort bei Neuwied wurde wegen des Hochwasserschutzes verworfen. Stattdessen wurde das Kernkraftwerk Mülheim-Kärlich am linken Rheinufer realisiert.

## Stadtentwicklung

### Eingemeindungen
Das heute zur Innenstadt zählende Heddesdorf wurde bereits zum 1. April 1904 nach Neuwied eingemeindet.
Im Zuge der Mitte der 1960er-Jahre begonnenen rheinland-pfälzischen Gebiets- und Verwaltungsreform wurden durch das „Achte Landesgesetz über die Verwaltungsvereinfachung im Lande Rheinland-Pfalz“ vom 28. Juli 1970, das am 7. November 1970 in Kraft trat, die Städte Neuwied (31.232 Einwohner) und Engers (5.348) sowie die Gemeinden Altwied (673), Feldkirchen/Rhein (5.380), Gladbach (2.492), Heimbach-Weis (7.280), Niederbieber-Segendorf (7.464) und Oberbieber (3.819) aufgelöst und in die neue Stadt Neuwied eingegliedert.
Die früheren Gemeinden wurden in dem vorangegangenen Jahrzehnt mehrmals umstrukturiert, unter anderem waren viele bis zu diesem Zeitpunkt größtenteils eigenständig oder wurden Ortsteile anderer Gemeinden:
- Altwied war bis 1970 eine eigenständige Ortsgemeinde in der Verbandsgemeinde Niederbieber-Segendorf
- Block war bis 1970 ein Ortsteil von Heimbach-Weis
- Engers war bis 1970 eine eigenständige Stadt und Sitz der Verbandsgemeinde Engers
- Fahr, zuvor eine eigenständige Gemeinde, wurde 1966 ein Ortsteil von Feldkirchen
- Feldkirchen wurde am 1. August 1966 aus den Gemeinden Fahr, Gönnersdorf, Hüllenberg, Rockenfeld und Wollendorf gebildet; die Gemeinde erhielt am 28. November 1967 den Namenszusatz „Rhein“
- Gladbach war bis 1970 eine eigenständige Gemeinde in der Verbandsgemeinde Engers
- Gönnersdorf, zuvor eine eigenständige Gemeinde, wurde 1966 zu einem Ortsteil von Feldkirchen
- Heimbach-Weis war bis 1970 eine eigenständige Gemeinde in der Verbandsgemeinde Engers und wurde zum 1. September 1960 aus den Gemeinden Heimbach und Weis gebildet
- Hüllenberg wurde 1966 zu einem Ortsteil von Feldkirchen
- Irlich war eine eigenständige Ortsgemeinde in der Verbandsgemeinde Niederbieber-Segendorf und wurde bereits am 7. Juni 1969 eingemeindet
- Niederbieber war bis 1970 ein Ortsteil von Niederbieber-Segendorf in der gleichnamigen Verbandsgemeinde
- Oberbieber war bis 1970 eine eigenständige Gemeinde in der Verbandsgemeinde Niederbieber-Segendorf
- Reil ist ein im Dreißigjährigen Krieg untergegangenes Dorf, das am Rheinufer zwischen Langendorf und Engers lag.[26] Die erste schriftliche Erwähnung erfolgte im Jahr 1252.
- Rockenfeld wurde ein Ortsteil von Feldkirchen, befand sich seinerzeit jedoch bereits in Auflösung und ist heute eine Wüstung
- Rodenbach wurde am 7. Juni 1969 nach Niederbieber-Segendorf eingemeindet
- Torney war bis 1970 ein Ortsteil in der Gemeinde Niederbieber-Segendorf
- Segendorf war bis 1970 ein Ortsteil von Niederbieber-Segendorf
- Wollendorf wurde zu einem Ortsteil von Feldkirchen

Am 31. Dezember 1995 betrug die „amtliche Einwohnerzahl“ für Neuwied nach Fortschreibung des Statistischen Landesamtes Rheinland-Pfalz 67.374 (nur Hauptwohnsitze und nach Abgleich mit den anderen Landesämtern). Zum 30. Juni 2024 erreichte Neuwied mit 67.553 Einwohnern einen neuen historischen Höchststand.

### Einwohnerstatistik
Um 1700 hatte Neuwied nur rund 1500 Einwohner. Die Bevölkerung wuchs nur langsam und ging durch die zahlreichen Kriege, Seuchen und Hungersnöte immer weiter zurück. Erst mit Beginn der Industrialisierung im 19. Jahrhundert beschleunigte sich das Bevölkerungswachstum. Lebten 1831 erst 5600 Menschen in der Stadt, so waren es 1905 einschließlich des ein Jahr zuvor eingemeindeten Heddesdorf bereits 18.000.
Bis 27. Mai 1970 stieg die Bevölkerungszahl auf 31.400 und verdoppelte sich dann nach Bildung der „Neuen Stadt Neuwied“ unter Einbeziehung umliegender Orte am 7. November 1970 auf 63.000.
Die folgende Übersicht zeigt die Einwohnerzahlen nach dem jeweiligen Gebietsstand. Dabei handelt es sich um Volkszählungsergebnisse (1) oder amtliche Fortschreibungen des Statistischen Landesamtes. Die Angaben beziehen sich ab 1871 auf die „ortsanwesende Bevölkerung“, ab 1925 auf die Wohnbevölkerung und seit 1987 auf die „Bevölkerung am Ort der Hauptwohnung“. Vor 1871 wurde die Einwohnerzahl nicht nach einheitlichen Erhebungsverfahren ermittelt.
| Stand                    | Einwohner |
| ------------------------ | --------- |
| 1. Dezember 1831 (1)     | 5.635     |
| 1. Dezember 1840 (1)     | 5.995     |
| 3. Dezember 1855 (1)     | 7.130     |
| 1. Dezember 1871 (1)     | 8.664     |
| 1. Dezember 1875 (1)     | 9.500     |
| 1. Dezember 1880 (1)     | 9.700     |
| 1. Dezember 1885 (1)     | 10.192    |
| 1. Dezember 1890 (1)     | 11.062    |
| 2. Dezember 1895 (1)     | 10.596    |
| 1. Dezember 1900 (1)     | 11.011    |
| 1. Dezember 1905 (1) (2) | 18.177    |
| 1. Dezember 1910 (1)     | 19.104    |
| 1. Dezember 1916 (1)     | 16.382    |
| 5. Dezember 1917 (1)     | 16.446    |
| 8. Oktober 1919 (1)      | 18.676    |
| 16. Juni 1925 (1)        | 20.432    |
| 16. Juni 1933 (1)        | 21.540    |
| 17. Mai 1939 (1)         | 21.551    |
| 31. Dezember 1945        | 20.259    |
| 29. Oktober 1946 (1)     | 20.483    |

| Stand                  | Einwohner |
| ---------------------- | --------- |
| 13. September 1950 (1) | 24.284    |
| 25. September 1956 (1) | 25.920    |
| 6. Juni 1961 (1)       | 26.359    |
| 31. Dezember 1965      | 27.308    |
| 27. Mai 1970 (1)       | 31.400    |
| 31. Dezember 1975 (3)  | 62.029    |
| 31. Dezember 1980      | 60.485    |
| 31. Dezember 1985      | 58.471    |
| 25. Mai 1987 (1)       | 60.261    |
| 31. Dezember 1990      | 62.075    |
| 31. Dezember 1995      | 67.374    |
| 31. Dezember 2000      | 67.057    |
| 30. Juni 2005          | 66.455    |
| 30. Juni 2006          | 66.287    |
| 31. Dezember 2007      | 65.319    |
| 31. Dezember 2013      | 63.883    |
| 31. Dezember 2016      | 64.689    |
| 31. Dezember 2017      | 64.661    |
| 31. Dezember 2020      | 64.860    |
| 31. Dezember 2024      | 67.083    |

### Religionen
Derzeit bestehen in Neuwied drei katholische, fünf evangelische, eine Mennoniten- und eine Herrnhuter-Gemeinde. Daneben gibt es jeweils eine armenische Gemeinde, eine Gemeinde der Evangeliumschristen-Baptisten, Zeugen Jehovas, eine Freie Evangelische Christengemeinde, die Gemeinschaft der Siebenten-Tags-Adventisten, die Christliche Versammlung, den Bund Freikirchlicher Pfingstgemeinden, die Freie evangelische Gemeinde und die Freie evangelisch-lutherische Brüdergemeinschaft und die Neuapostolische Kirche. Von 2008 bis 2021 bestand die Jüdische Gemeinde Neuwied-Mittelrhein, die sich in der Alten Synagoge in Saffig versammelte und der Union progressiver Juden in Deutschland angehörte. Die Bürger islamischen Glaubens verfügen über 3 Moscheen; Bait-ur-Raheem, Omar Al Farouk und Rafza des DITIP.

### Konfessionsstatistik
Im Jahr 2011 waren laut Volkszählung 38,3 % römisch-katholisch, 28,0 % der Einwohner evangelisch und 33,6 % waren konfessionslos, gehörten einer anderen Glaubensgemeinschaft an oder machten keine Angabe. Ende Mai 2025 waren 27,2 % der Einwohner katholisch und 19,4 % evangelisch. 53,4 % gehörten entweder einer anderen Glaubensgemeinschaft an oder waren konfessionslos.

## Politik

### Stadtrat
Der Stadtrat in Neuwied besteht aus 48 ehrenamtlichen Ratsmitgliedern, die bei der Kommunalwahl am 9. Juni 2024 in einer personalisierten Verhältniswahl gewählt wurden, und dem Oberbürgermeister als Vorsitzendem.
| Wahl | SPD | CDU | Grüne | AfD | FDP | Linke | BSW | FWG | Ich tu’s | WGE | CSFL | Gesamt   |
| ---- | --- | --- | ----- | --- | --- | ----- | --- | --- | -------- | --- | ---- | -------- |
| 2024 | 11  | 13  | 4     | 8   | 2   | 1     | 3   | 3   | 2        | 1   | –    | 48 Sitze |
| 2019 | 12  | 15  | 7     | 5   | 2   | 2     | –   | 3   | 2        | –   | –    | 48 Sitze |
| 2014 | 17  | 18  | 4     | 3   | 1   | 2     | –   | 2   | 1        | –   | 0    | 48 Sitze |
| 2009 | 18  | 16  | 3     | –   | 4   | 2     | –   | 4   | –        | –   | 1    | 48 Sitze |
| 2004 | 17  | 22  | 3     | –   | 2   | –     | –   | 4   | –        | –   | –    | 48 Sitze |

- FWG = Freie Wählergruppe Neuwied e. V.
- Ich tu’s = Ich tu’s – Die Bürger – Initiative e. V.
- WGE = Wählergruppe Etscheidt
- CSFL = Christlich Soziale Freie Liste

Die 14 Ortsbezirke werden durch Ortsbeiräte und Ortsvorsteher vertreten.

### Bürgermeister und Stadtvorstand
Oberbürgermeister von Neuwied ist seit November 2017 Jan Einig (CDU). Er wurde am 15. Oktober 2017 in einer Stichwahl mit 59,56 % gewählt und trat die Nachfolge des im Sommer desselben Jahres gestorbenen Nikolaus Roth an. Bei der Oberbürgermeisterwahl am 23. Februar 2025 wurde Einig im ertsen Wahlgang gegen zwei Herausforderer mit rund 55 % der Stimmen wiedergewählt. Erster hauptamtlicher Beigeordneter und Bürgermeister ist seit dem 1. Januar 2021 Peter Jung (parteilos), der dem 2020 abgewählten Michael Mang (SPD) folgte. Zweiter hauptamtlicher Beigeordneter ist seit März 2020 Ralf Seemann (Bündnis 90/Die Grünen).
| Amtszeit  | Name                       |
| --------- | -------------------------- |
| 1960–1963 | Friedrich Buchheim (FDP)   |
| 1964–1978 | Ludwig Schön (SPD)         |
| 1978–1989 | Karl-Heinz Schmelzer (SPD) |
| 1990–2000 | Manfred Scherrer (SPD)     |
| 2000–2017 | Nikolaus Roth (SPD)        |
| seit 2017 | Jan Einig (CDU)            |

Seit dem 17. Jahrhundert sind die Namen der Bürgermeister („Heddesdorf“ als Vorläuferamt Neuwieds) in Urkunden überliefert. Es scheint, dass manchmal das Amt „erblich“ gewesen war. Von Peter Hof (1681) bis Peter Hof (1806) kamen allein 20 Bürgermeister aus dieser Familie. Mit dem Namen Jonas gab es sieben Bürgermeister. Mehrfach vertreten waren die Namen Hauprich, Siemeister, Bieber, Steltz, Kleinmann, Lichtenthäler, Rockenfeller und Tröller. In einer Gemeindeverfassung, erneuert „Anno 1608 auf St. Catharinentag“, wurde festgelegt, dass die Neuwahl des Bürgermeisters am Katharinentag (25. November) stattzufinden hat. Die ältesten der bekannten Bürgermeister waren Lutzges Thonges (1607) und Max Kirst (1616). In späterer Zeit finden wir eine Reihe von Bürgermeistern, deren Namen noch heute Heddesdorfer Familien tragen.
| Amtszeit  | Name                         |
| --------- | ---------------------------- |
| 1607–     | Lutzges Thonges              |
| 1616–     | Max Kirst                    |
| 1681–     | Peter Hof                    |
| 1708–     | Friedrich Hauprich           |
| 1713–     | Marx Kirst                   |
| 1722–     | Philipp Seuser               |
| 1752–     | Nikolaus Lichtenthäler       |
| 1765–     | Wilhelm Jonas                |
| 1766–     | Johann Philipp Siemeister    |
| 1766–     | Ernst                        |
| 1769–     | Johann David Rockenfeller    |
| 1806–     | Peter Hof                    |
| 1817–1826 | Johann Friedrich von Runkel  |
| 1826–1842 | Peter Ernst                  |
| 1842–1852 | Heinrich Joseph Kampers      |
| 1852–1865 | Friedrich Wilhelm Raiffeisen |
| 1865–1869 | Scopansky                    |
| 1869–1869 | Ingenohl                     |
| 1869–1886 | Reinhard                     |
| 1886–1919 | Richard Bidgenbach           |
| 1919–1920 | Hummerich                    |
| 1920–1945 | Woltmann                     |
| 1945–1960 | Lück                         |

Bedingt durch das an die Stadt Neuwied verliehene gräfliche Privileg zur Förderung einer städtischen Selbstverwaltung aus dem Jahre 1662 wurde 1680 der 1. Stadtrat mit dem geschäftsführenden „regierenden“ Bürgermeister gewählt.
| Amtszeit  | Name                                                                        |
| --------- | --------------------------------------------------------------------------- |
| 1680–     | Herbert Hachenberg, 1. Bürgermeister (wiedergewählt 1681, 1686, 1691, 1695) |
| 1683–     | Jean de Sevre, 2. Bürgermeister (wiedergewählt 1699, 1714)                  |
| 1741–     | Henrich de Sevre (wiedergewählt 1742)                                       |
| –1805     | Johann Georg Barthel                                                        |
| 1809–1811 | Friedrich Wilhelm Attendorn                                                 |
| 1812–1813 | Philipp Ludwig Roeder                                                       |
| 1814–1816 | Friedrich Wilhelm Attendorn                                                 |

Attendorn und Roeder sind die beiden letzten Bürgermeister unter nassauischer Herrschaft; 1819 beide als Ratsherren (Attendorn auch als Beigeordneter) im neuen Stadtrat.
1816 ist der Bürgermeister erster, geschäftsführender Ratsherr, vom Magistrat aus seiner Mitte auf 1 Jahr, später 2–3 Jahre gewählt.
| Amtszeit  | Name                     |
| --------- | ------------------------ |
| 1817–1835 | Carl Lebrecht Buchholz   |
| 1835–1845 | Friedrich Jakob Reinhard |
| 1845–1846 | Ludwig Mahrun            |
| 1846–1847 | Albrecht von Knoblauch   |
| 1847–1851 | Ludwig Mahrun            |

Die Fürstlich wiedischen Bürgermeister 1817–1851 werden von der preußischen Regierung ernannt und vom Fürsten zu Wied eingesetzt.
| Amtszeit  | Name                             |
| --------- | -------------------------------- |
| 1851–1864 | Gustav Adolf van der Beek        |
| 1864–1900 | Friedrich Wilhelm Oskar Waldeyer |

Die Königlich-preußischen Bürgermeister 1851–1900 wurden vom Stadtverordneten-Collegium auf 12 Jahre gewählt und von der preußischen Regierung bestätigt. 1864 wurde Eugen Richter einstimmig zum Bürgermeister von Neuwied gewählt; er konnte sein Amt jedoch aufgrund fehlender Bestätigung durch die preußische Regierung nicht antreten.
| Amtszeit  | Name                     |
| --------- | ------------------------ |
| 1900–1924 | Walter Geppert           |
| 1924–1936 | Robert Krups (parteilos) |
| 1936–1945 | Paul Haupt (NSDAP)       |
| 1945      | Wilhelm Heß              |
| 1945      | Gustav Ulrich            |
| 1945–1955 | Wilhelm Schweizer (SPD)  |
| 1956–1960 | Friedrich Buchheim (FDP) |

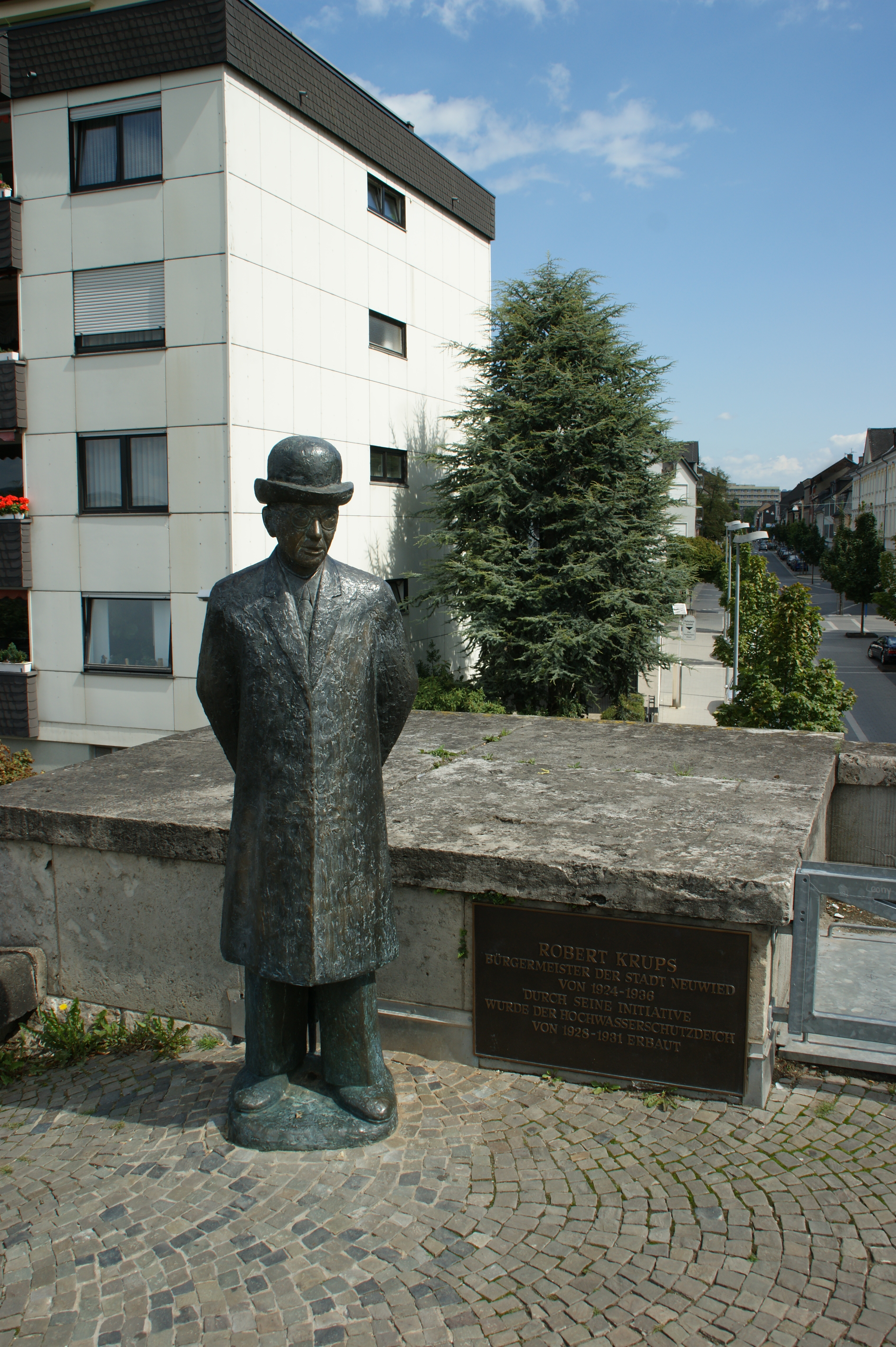
Deichdenkmal für den Bürgermeister Robert Krups

Die Bürgermeister der Stadt Neuwied wurden von der Stadtverordnetenversammlung ebenfalls auf 12 Jahre bzw. seit 1948 vom Stadtrat auf 10 Jahre gewählt. Dr. phil. Ernst Heinrich Peter Harald Bielfeld (* 14. Juni 1863; † 15. September 1933), Oberbürgermeister der Stadt Arnstadt, wurde Ende Juni 1900 zum Bürgermeister von Neuwied gewählt. Er nahm das Amt jedoch nicht an.
| Amtszeit  | Name                       |
| --------- | -------------------------- |
| 1971–1978 | Karl-Heinz Schmelzer (SPD) |
| 1971–1978 | Heinz Peters (CDU)         |
| 1971–1990 | Hans Trees (SPD)           |
| 1971–1978 | Richard Grigo (SPD)        |
| 1971–1978 | Rolf Langhard (SPD)        |
| 1979–1989 | Rudolf Borgdorf (CDU)      |
| 1990–1997 | Erwin Ehlscheid (SPD)      |
| 1997–2000 | Nikolaus Roth (SPD)        |
| 2000–2016 | Rainer Kilgen (CDU)        |
| 2016–2017 | Jan Einig (CDU)            |
| 2017–2020 | Michael Mang (SPD)         |
| seit 2021 | Peter Jung (parteilos)     |

Wegen der Eingemeindung verschiedener, teilweise selbständiger Ortschaften wurde in einer konstituierenden Sitzung vom 19. Dezember 1970 beschlossen, dass ab 1971 neben dem Oberbürgermeister übergangsweise fünf Bürgermeister gekürt werden sollten. Damit erhoffte man eine höhere Akzeptanz der Eingemeindungen in der Bevölkerung.

### Landtagsabgeordnete
- Wahlkreis Neuwied: Lana Horstmann (SPD)
- Landesliste: Jan Bollinger (AfD), Stephan Wefelscheid (Freie Wähler)

### Bundestagsabgeordnete
- Wahlkreis Neuwied: Ellen Demuth (CDU)[52]
- Landesliste: Andreas Bleck (AfD)

### Städtepartnerschaften

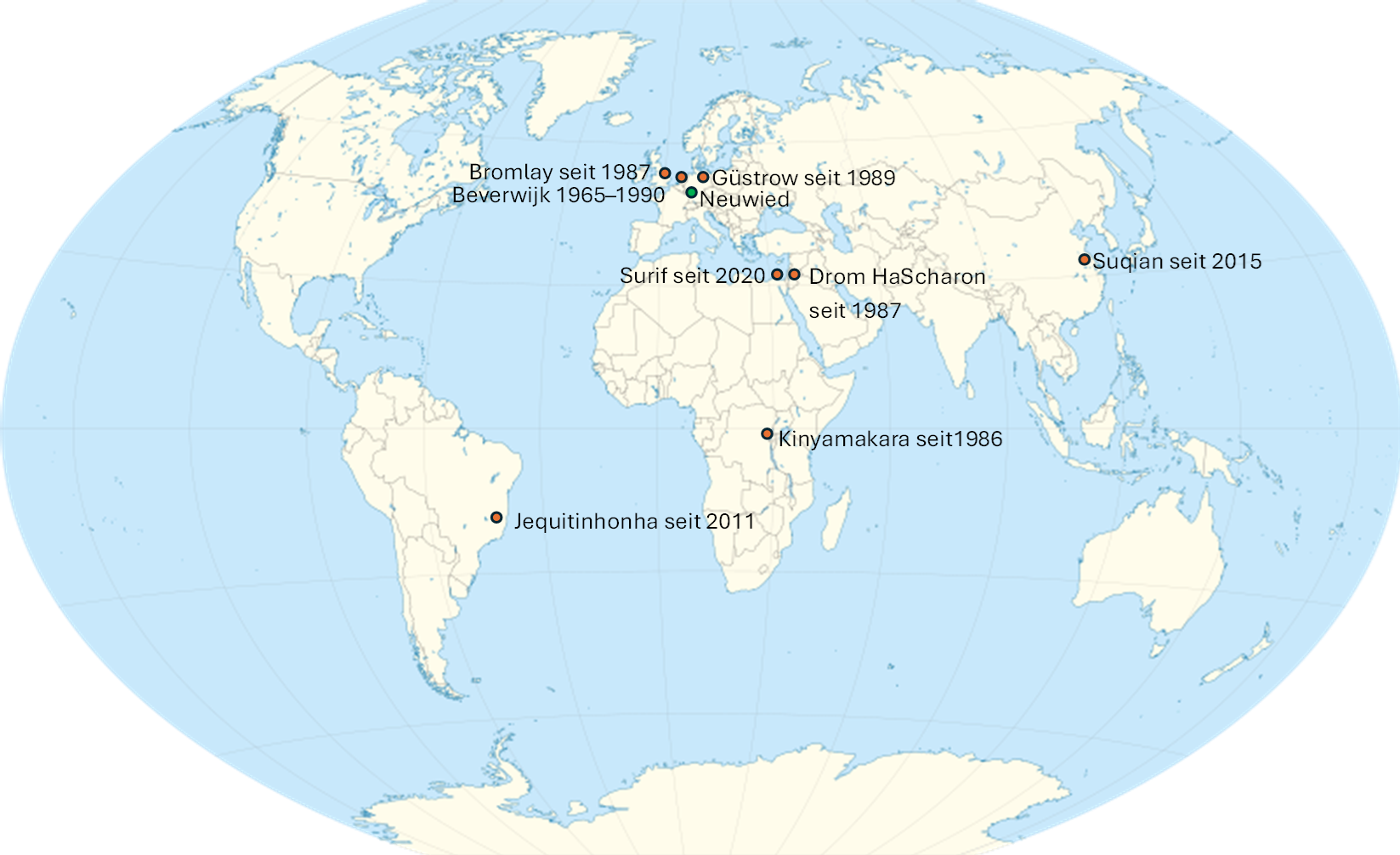
Neuwieder Partnerstädte

- Beverwijk, Niederlande, 1965–1990 (heute freundschaftliche Beziehungen)
- Kinyamakara, Ruanda, seit 1986 lose Partnerschaft
- Bromley (England), Großbritannien, seit 1987
- Drom HaScharon, Israel, seit 1987
- Güstrow (Mecklenburg-Vorpommern), seit 1989
- Jequitinhonha, Bundesstaat (föderaler Staat) Minas Gerais Brasilien, seit 2011

Jequitinhonha feierte vom 13. bis 15. Mai 2011 ihr zweihundertjähriges Bestehen mit einer Hommage an Maximilian zu Wied-Neuwied und den Botokuden Joachim Quäck, die beide Teil der Geschichte von Neuwied und Jequitinhonha sind. Jequitinhonha möchte sich mit Neuwied befreunden und eine Städtepartnerschaft mit Jugendaustausch aufbauen. Der Verein ANEJE (Freundschaft Neuwied-Jequitinhonha e. V.) wird in Erinnerung an Quäck die Freundschaft zwischen Neuwied und Jequitinhonha pflegen.
- Suqian, Volksrepublik China, seit 2015
- Surif, Gouvernement Hebron, Palästina, seit 2020 Projektpartnerschaft, die als Vorstufe einer möglichen Städtepartnerschaft gilt.[55]

### Wappen
| Wappen von Neuwied | Blasonierung: „Unter erniedrigtem, von Gold und Silber gespaltenem Wellenschildhaupt – darin vorn eine durchgehende, fünfzinnige schwarze Mauer mit offenem Tor, überhöht von einem dreizinnigen schwarzen Turm mit zwei offenen Fenstern, hinten ein durchgehendes rotes Balkenkreuz – in Gold vier rote Schrägbalken, belegt mit einem linkshin schreitenden blauen Pfau mit geschlossenem Schweif.“ |
| Wappen von Neuwied | Wappenbegründung: Die Dreiteilung des Wappens verweist auf die dreifache Zusammensetzung der neuen Stadt Neuwied aus der früheren Stadt Neuwied und den beiden Verbandsgemeinden Engers und Niederbieber-Segendorf seit dem 7. November 1970. Die wellenförmige Begrenzung des Schildhauptes symbolisiert die Lage der Stadt am Rhein, zugleich ihre Rheinufergrenze. Der Pfau mit den vier Schrägbalken (dazu auf dem Schildrand eine fünfzinnige Mauerkrone) bildete das Wappen der alten Stadt Neuwied von der 2. Hälfte des 19. Jahrhunderts bis 1970, in Heroldsbild und Figur identisch mit dem Stammwappen der Grafen zu Wied. Der Mauerturm als Symbol für die hiesigen Römerkastelle und zugleich für die Burg Altwied, Stammburg der wiedischen Grafen, ist dem Wappen der ehemaligen Verbandsgemeinde Niederbieber-Segendorf entnommen. Das dem Wappen der ehemaligen Verbandsgemeinde Engers entnommene rote Kreuz verweist auf die kurtrierische Vergangenheit des Gebiets. Das Wappen ist rechtsgültig seit dem 2. Januar 1974. |

## Kultur, Sehenswürdigkeiten

### Theater, Musik, Festspiele

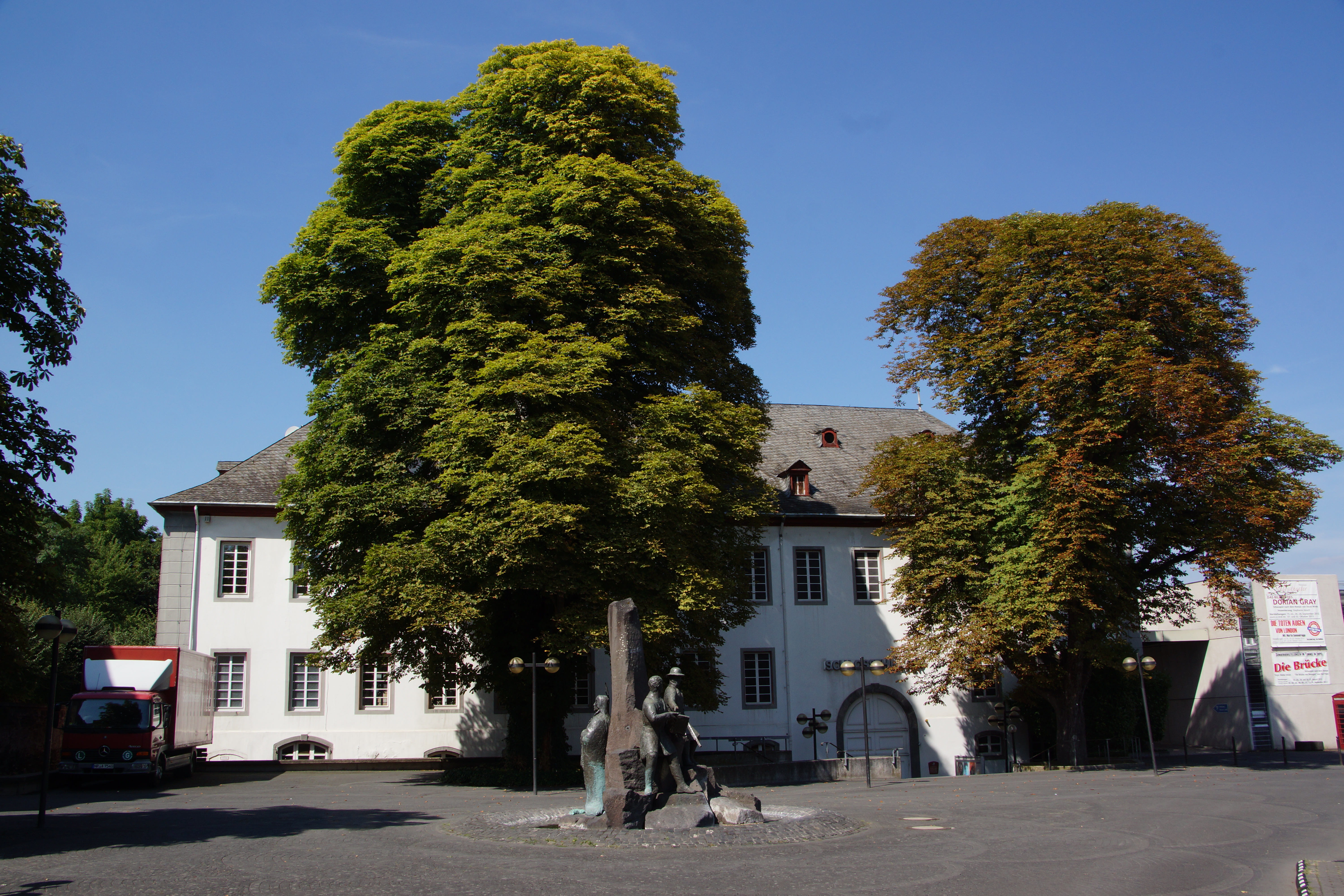
Schlosstheater Neuwied

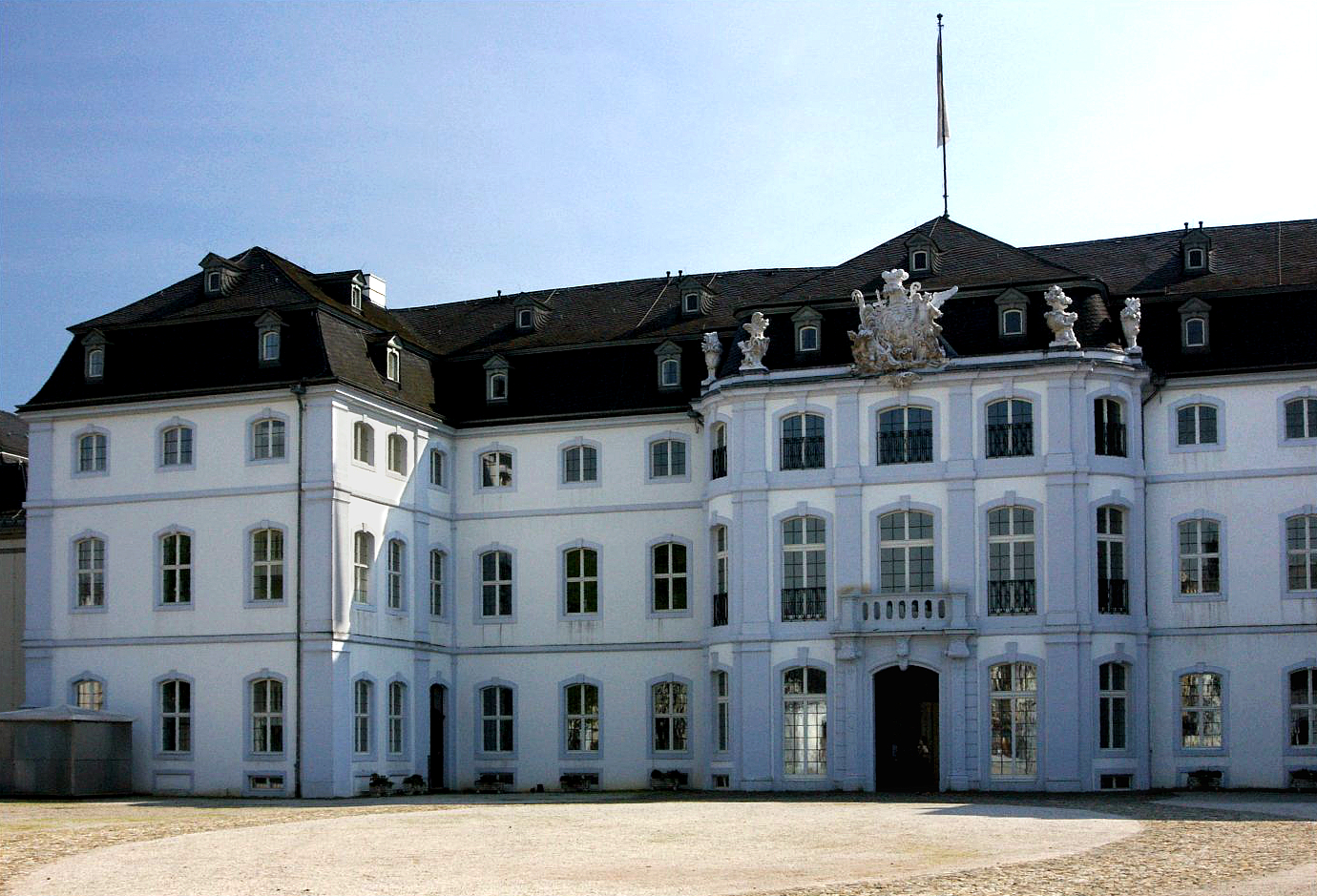
Schloss Engers

Das Gebäude des Schlosstheaters wurde 1799 errichtet und 1840 zum Privat- und Residenztheater umgebaut. 1977 wurde es renoviert und ist seitdem Sitz der Landesbühne Rheinland-Pfalz. Das Theater mit Platz für 300 Besucher befindet sich in einem Nebengebäude des Neuwieder Schlosses und bietet ein umfassendes Programm aus Klassikern und modernen Stücken, Revuen und Jugendtheater.
In der ehemaligen Prämonstratenserabtei Rommersdorf veranstaltet das Kulturbüro der Stadt Neuwied im Mai die „Kreuzgang-Konzerte“ (klassisch) und im Sommer die Rommersdorf-Festspiele mit Kindertheater.
Im Stadtteil Engers befindet sich im sogenannten „Meisterhaus“ die Landesmusikakademie Rheinland-Pfalz, die als musikalische Fort- und Weiterbildungseinrichtung Kurse und Seminare anbietet. Im Schloss Engers ist die Landesstiftung Villa Musica untergebracht, die Open-Air-Veranstaltungen mit klassischer Musik und ein jährliches Barockfest veranstaltet.
Ein weiterer Kulturträger ist die Kantorei der Marktkirche. Für Jugendliche und junge Leute gibt es Konzerte und andere Veranstaltungen; ein guter Teil davon wird vom lokalen Jugendbeirat und dem Kinder- und Jugendbüro organisiert.
Vielfach ausgezeichnet und einzigartig in Deutschland ist das „Minski“ (Mittwoch ins Kino), das aus dem „Doki“ (Donnerstag Kino) hervorging. Hier werden „hochwertige“ Filme im Schauburg-Kino jenseits des Mainstreams gezeigt, zu vergünstigten Preisen.
In der „Stadthalle Heimathaus“ finden Veranstaltungen aller Art statt, wie das Jazzfestival Neuwied im November oder Karnevalssitzungen der Funken-Rot-Weiß 1884 Neuwied e. V. oder der Ehrengarde. Auch namhafte Künstler treten im Heimathaus auf.
Neuwied hat seit 1994 ein Bürgerfernsehen, den Offenen Kanal Neuwied. Seit Sommer 2012 nennt er sich OK4, zusätzlich sind Adenau und Koblenz mit angeschlossen und er ist im digitalen Kabelfernsehen zu empfangen.

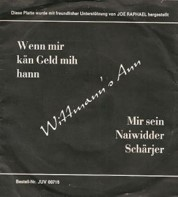
Schallplatte von „Wittmanns Ann“

Anna Wittmann, geb. Römer, genannt Wittmanns Ann (* 10. November 1887 in Neuwied; † 3. März 1961 ebenda), war ein populäres Neuwieder „Straßensänger-Original“, welche aus ärmlichen Verhältnissen stammte und als Alleinerziehende Gitarre spielend und singend auf der Straße sowie bei Festen auftrat und damit ihren Lebensunterhalt verdiente, aber auch einen Großteil davon wieder an Bedürftige weitergab. Ein vom Steinmetz- und Bildhauermeistern Erich Piotrowski 1979 auf ihrem Grab auf dem Friedhof an der Elisabethstraße gestalteter Gedenkstein ist nach Ablauf der Ruhefrist unauffindbar. An Wittmanns Ann erinnert insbesondere das Schärjerlied, darüber hinaus auch Wenn mir kän Geld mih hann. Von beiden gibt es eine Vertonung auf Schallplatte (Texte und Musik Helmut Flohr).
Aus Neuwied stammt die Deutschpunk-Band Toxoplasma.

### Museen und Gedenkstätten

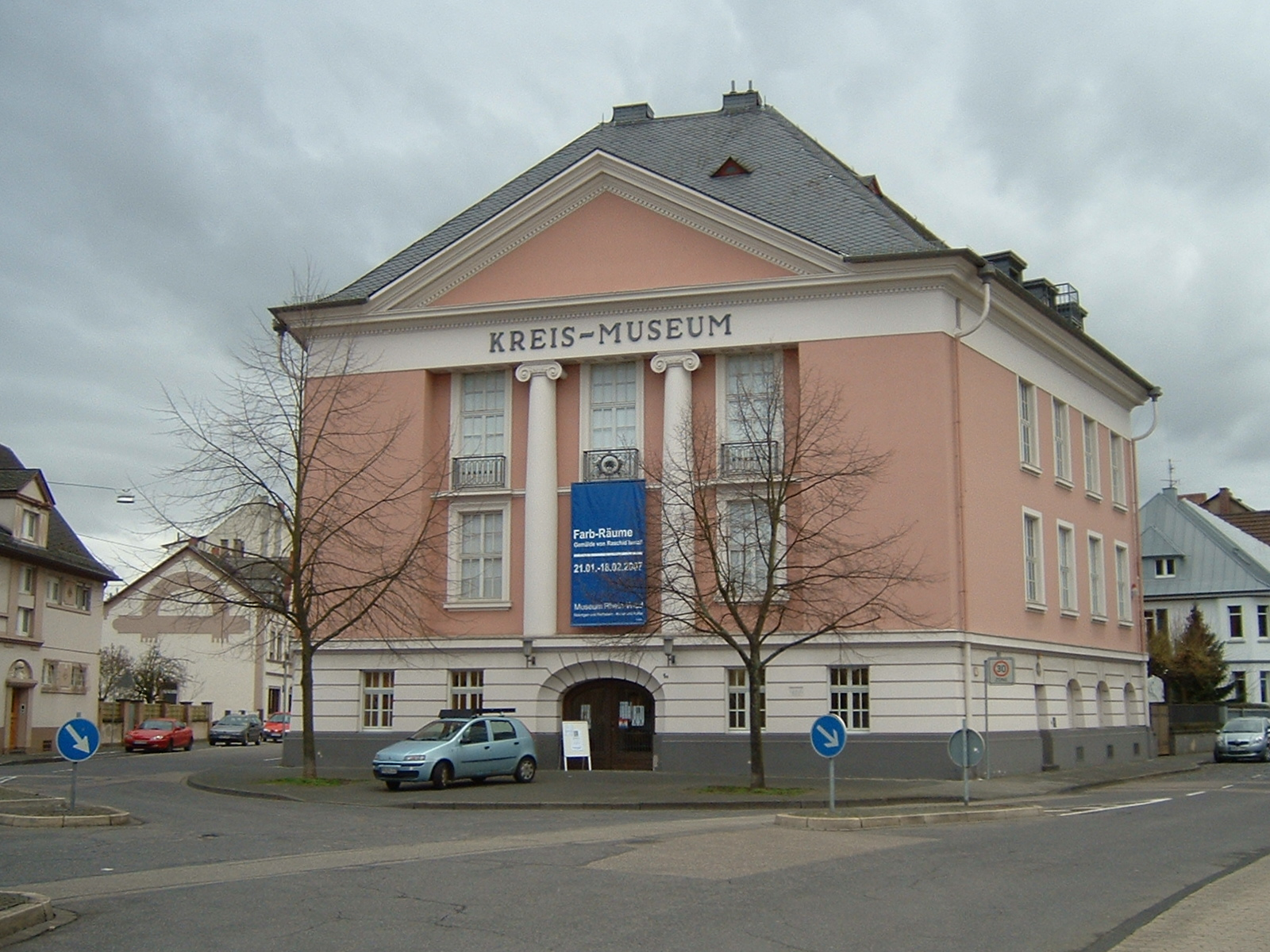
Roentgen-Museum Neuwied

Im Roentgen-Museum werden als Schwerpunkte der lokalen Geschichte Arbeiten von Abraham und David Roentgen gezeigt sowie das Wirken Friedrich Wilhelm Raiffeisens dargestellt. Das frühere Kreismuseum führte zwischenzeitlich den Namen Museum Rhein-Wied und wurde im Juni 2007 in Roentgen-Museum umbenannt.
Das Monrepos – Archäologisches Forschungszentrum und Museum für menschliche Verhaltensevolution ist eine Außenstelle des Römisch-Germanischen Zentralmuseums und bietet Informationen über die Frühgeschichte. Im Sommer werden verschiedene Aktionen für Familien und Kinder durchgeführt.
Das Deichinformationszentrum Neuwied (Deichmuseum) erläutert das Hochwasserschutzsystem der Stadt Neuwied und zeigt viele Fotos und Dokumente aus der Zeit vor dem Deichbau.
Die Galerie Mennonitenkirche bietet wechselnde Ausstellungen mit regionalen und überregionalen Künstlern.
Das Deutsche Flippermuseum zeigt über 60 Flipperautomaten aus der Zeit seit den 1930er-Jahren.
Das Borgward-Automobil-Museum präsentierte von 1975 bis 1996 Automobile der Marken Borgward, Goliath, Hansa und Lloyd.

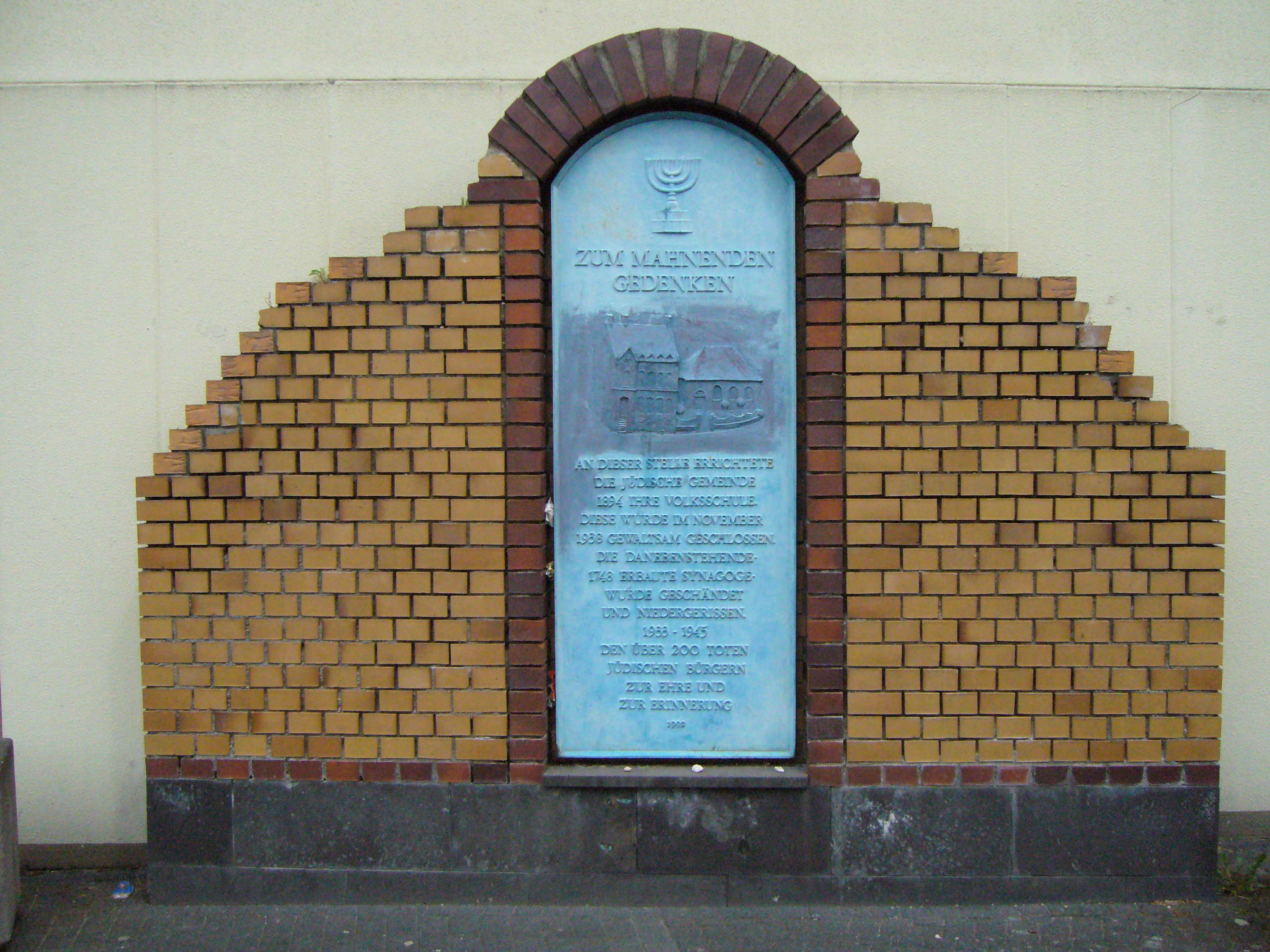
Gedenktafel zur Judenverfolgung, an dieser Stelle war früher die Synagoge

#### Gedenkstätten für die Opfer des Nationalsozialismus
Am 23. November 1960 wurde am ehemaligen jüdischen Schulhaus eine Gedenktafel enthüllt. Das Schulgebäude wurde 1980 abgerissen. Die Gedenktafel von 1960 wurde an einer Seitenwand des an derselben Stelle errichteten Neubaus angebracht und am 30. Juni 1983 erneut enthüllt.
Die 1748 erbaute Neuwieder Synagoge wurde durch die „Novemberpogrome 1938“ stark beschädigt und kurz darauf abgerissen. Die Engerser Straße zwischen Schlossstraße und Theaterplatz wurde auf Beschluss des Stadtrats vom 30. Juni 1983 in „Synagogengasse“ umbenannt.
Auf Antrag des Deutsch-Israelischen Freundeskreises in Neuwied stehen seit Mai 1989 alle jüdischen Friedhöfe im Landkreis Neuwied unter Denkmalschutz. Auf dem wahrscheinlich über 400 Jahre alten jüdischen Friedhof im Neuwieder Stadtteil Niederbieber sind symbolische Gräber für jene jüdischen Bürger von Neuwied angelegt, die in Konzentrationslagern ums Leben kamen.
2003 wurden in der Innenstadt bronzene „Stolpersteine“ des Kölner Künstlers Gunter Demnig ins Pflaster vor Häusern eingelassen, in denen Opfer des Nationalsozialismus (vor allem Juden, Sinti und Roma) wohnten.

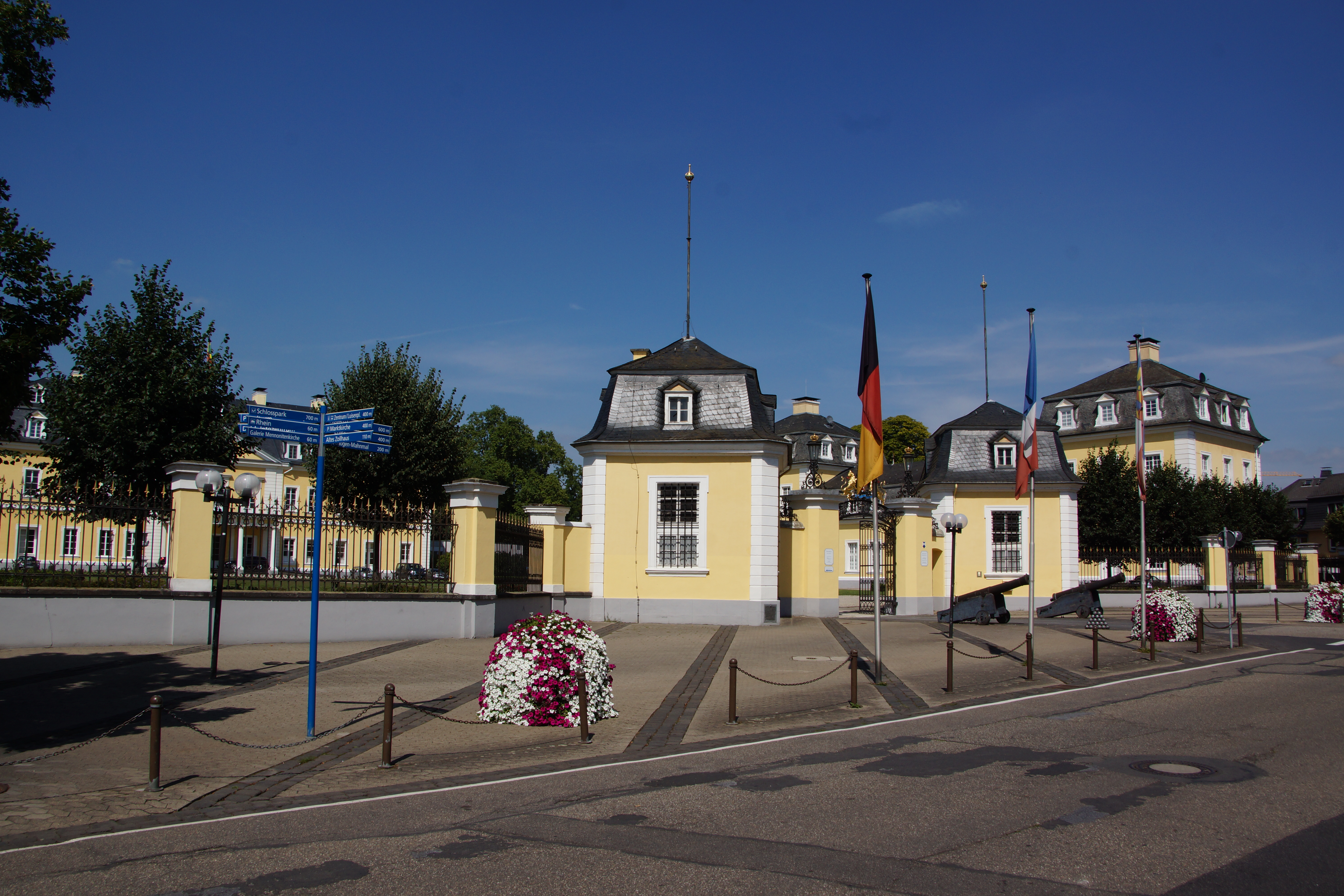
Eingangsbereich vor dem Schloss Neuwied

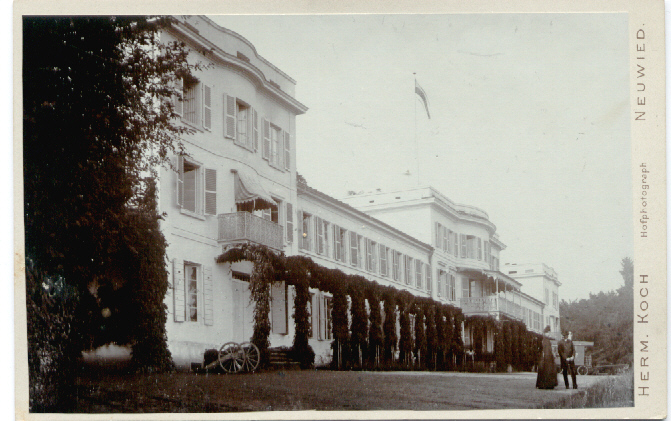
Schloss Monrepos vor 1918

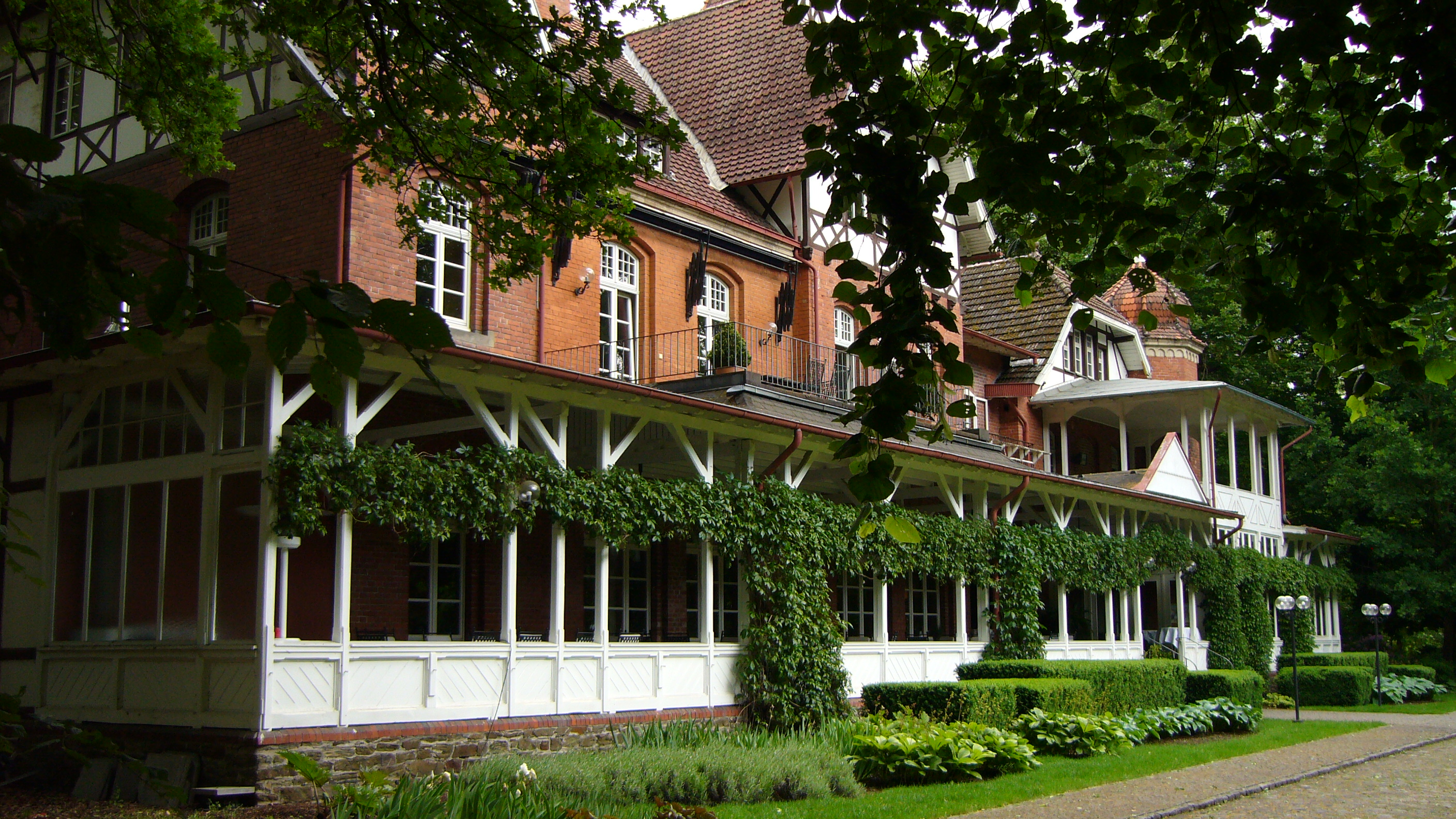
Ehemaliges Jagdschloss Nodhausen

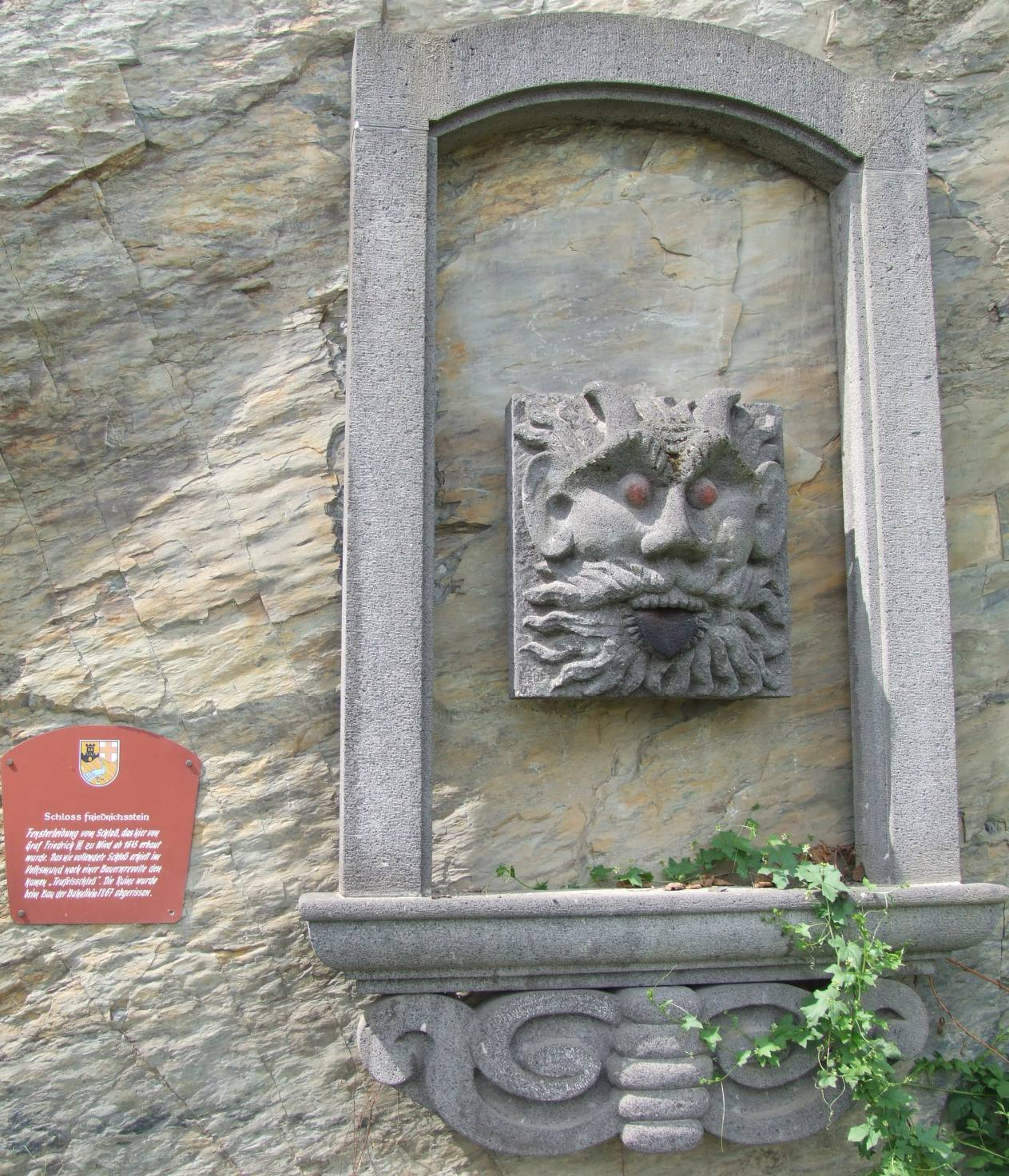
Gedenkstein an der B 42, Schloss Friedrichstein

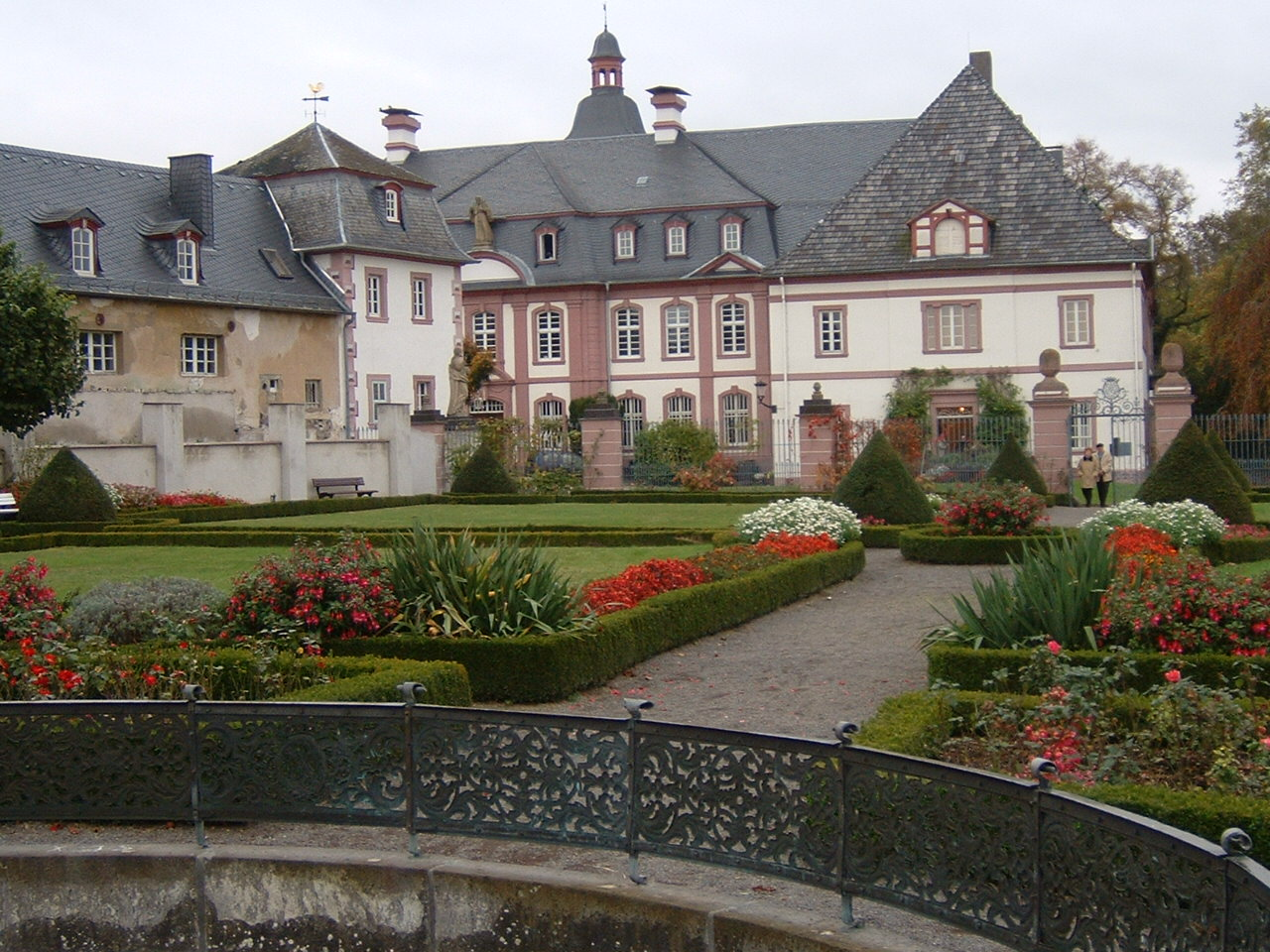
Abtei Rommersdorf mit Garten

### Schlösser und Burgen
- Burg Altwied: Die ursprünglich als „Burg Wied“ bezeichnete heutige Ruine war Stammsitz der Grafen zu Wied. Die Burg wurde im Jahr 1129 gegründet und im 17. Jahrhundert nach der Gründung von Neuwied verlassen.
- Burg Braunsberg: Sie wurde um 1200 erbaut. Auf dem Gelände der Ruine ist eine Revierförsterei der fürstlich-wiedischen Forstverwaltung angesiedelt.
- Schloss Engers: Das im Stadtteil Engers unmittelbar am Rhein gelegene spätbarocke Jagd- und Lustschloss aus dem 18. Jahrhundert beheimatet die Geschäftsstelle der Landesmusik-Stiftung (Villa Musica).
- Schloss Neuwied: Das im nördlichen Teil der Innenstadt liegende Residenzschloss der Fürsten zu Wied wurde in der heutigen Form im 18. Jahrhundert erbaut. Bis 1804 war es Regierungssitz des Fürstentums Wied.

#### Ehemalige Schlösser
- Schloss Friedrichstein: Im 17. Jahrhundert begann auf dem felsigen Rheinuferstreifen am Fuß der Hohen Ley oberhalb des Stadtteils Fahr der Bau eines unbefestigten Schlosses, das vermutlich nicht fertiggestellt wurde. Beim Bau der rechtsrheinischen Eisenbahn wurde die Ruine 1868 abgerissen. Ein neben der Bundesstraße 42 angebrachter Gedenkstein, Teil des Fenstergesimses des Schlosses, erinnert an das Schloss, das auch als „Teufelsschloss“ bezeichnet wurde.
- Schloss Monrepos: Es wurde im 18. Jahrhundert als Sommersitz der Grafen und späteren Fürsten zu Wied errichtet. Im Volksmund hieß es auch das „Weiße Schloss“. Das später verfallene Gebäude wurde 1969 abgebrannt, da eine Instandsetzung zu teuer erschien. Heute ist in dem sogenannten Waldheim, auch als Prinzessinnenhaus von Monrepos bekannt, das Monrepos – Archäologisches Forschungszentrum und Museum für menschliche Verhaltensevolution untergebracht.
- Ehemaliges Jagdschloss Nodhausen der Fürstenfamilie in Segendorf, in dem sich heute das Parkrestaurant Nodhausen befindet.

### Limes und Römerkastelle
Der im nahe gelegenen Rheinbrohl beginnende Obergermanische Limes führte einige Kilometer durch das heutige Stadtgebiet. In den Stadtteilen Rodenbach, Niederbieber-Segendorf, Altwied, Oberbieber, Gladbach, Heimbach-Weis gab es zwei Kastelle, ein Kleinkastell und über 30 Wachttürme und Burgi.
- Kastell Heddesdorf: Das Steinkastell von 2,8 ha Fläche hat einen nahezu rechteckigen Grundriss von etwa 160 m × 180 m und war von einem 8 m breiten Graben umgeben. Das Kastell lag im heutigen Stadtteil Heddesdorf und ist durch die Überbauung mit Wohnhäusern, Gärten oder Straßenzügen weitgehend zerstört.
- Kastell Niederbieber: Das Steinkastell von 5,2 ha Fläche hat einen rechteckigen Grundriss von etwa 265 m × 198 m und war von einem 6 m breiten Spitzgraben umgeben. Das Kastell lag nordöstlich des heutigen Ortskernes von Niederbieber und ist durch Wohnhäuser und Gärten überbaut. Sichtbare Reste sind die Grundmauern des Kastellbades und des nördlichen Zugangstores.
- Kleinkastell Anhausen: Das ehemalige Kleinkastell Anhausen war ein Steinkastell von 0,17 ha Grundfläche und lag auf dem Gebiet des heutigen Neuwieder Stadtteils Heimbach-Weis. Eine genaue Datierung war bisher nicht möglich.

### Klöster, Kirchen und Kapellen
- Evangelische Kirche Oberbieber: Die Kirche wurde auf den alten Fundamenten der Nikolauskapelle aus dem 11. Jahrhundert erbaut. Von dieser Kapelle ist die romanische, zweigeschossige Apsis als Chor erhalten, der als das älteste kirchliche Baudenkmal im Landkreis Neuwied gilt.
- Evangelische Kirche Niederbieber: Romanischer Chor und Flankenturm aus dem 13. Jahrhundert mit Langhaus aus dem 15. Jahrhundert. Unter dem Altar Grablege des Kölner Erzbischofs Hermann V. von Wied.
- Evangelische Marktkirche von 1884: Die Kirche wurde von August Hartel aus Krefeld erbaut. Zu dem Neubau kam es, weil die Kirche der Lutherischen Gemeinde (1789 erbaut) abgebrannt und die alte Kirche der Reformierten Gemeinde (1687 erbaut) baufällig war und deswegen abgerissen wurde. 2017 wurde sie zur Kirche des Jahres gewählt.[63]
- Evangelische Kirche in Heddesdorf mit der ältesten Glocke aus dem 14. Jahrhundert im Geläut.
- Evangelische Johanneskirche in der Heddesdorfer Sonnenstraße, die im Oktober 2013 entwidmet wurde und zu einer Kindertagesstätte umgebaut wurde.
- Evangelische Pfarrkirche in Engers von 1900: Die in neospätgotischen Formen gebaute Kirche wird überragt von einem Turm mit spitzem Pyramidendach. Sie steht seit 2003 unter Denkmalschutz.
- Die Feldkirche (Neuwied) aus dem 12. Jahrhundert: Sie liegt im heutigen Stadtteil Feldkirchen und wurde vermutlich auf einer vorzeitlichen Kultstätte erbaut.
- Katholische Pfarrkirche St. Margaretha in Heimbach-Weis von 1772: Erbaut wurde die Kirche vom Trierer Baumeister Johannes Seiz. Der Kirchturm aus dem Mittelalter mit bis zu zwei Meter dicken Mauern trägt einen geschraubten Helm.
- Katholische Pfarrkirche Maria Himmelfahrt in Gladbach von 1904: Erbaut im nachgotischen Stil, mit einem für das Rheinland ungewöhnlichen Zwiebelturm. Sehenswert ist der Seitenaltar mit einer Madonnenfigur.
- Katholische Pfarrkirche St. Martin in Engers von 1896: Sie wurde in neospätromanischen Formen an der Stelle einer Vorgängerkirche gebaut. Architekturgliederungen rheinischer Prägung aus Backstein und Tuff.
- Katholische Pfarrkirche St. Matthias von 1901: Erbaut von Heinrich Krings aus Köln. Die neugotische Ausmalung wurde 1979 neu geschaffen, die ursprüngliche Ausstattung ist nur zum Teil erhalten.
- Katholische Kirche Heilig Kreuz, erbaut 1960–63 nach Plänen von Alfons Leitl, bemerkenswert besonders durch ihren Turm.
- Katholische Liebfrauenkirche in Heddesdorf von 1958.
- Katholische Pfarrkirche St. Peter und Paul in Irlich von 1835: Die Kirche in Formen des späten Klassizismus ersetzt die aus dem Mittelalter stammende und Ende des 19. Jahrhunderts abgebrochene St.-Georgs-Kirche.
- Katholische Pfarrkirche St. Michael in Feldkirchen von 1967.

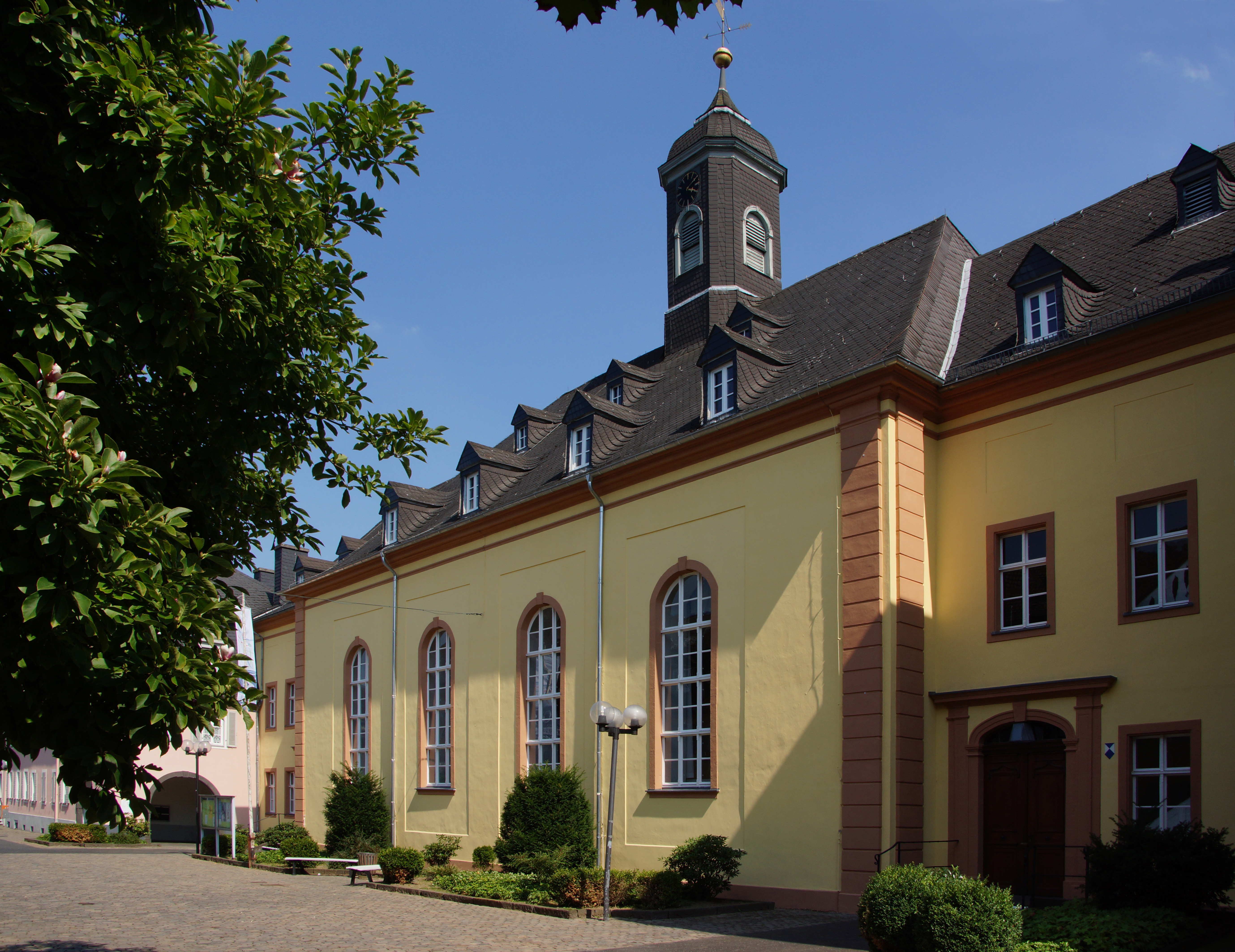
Kirche der Herrnhuter Brüdergemeine

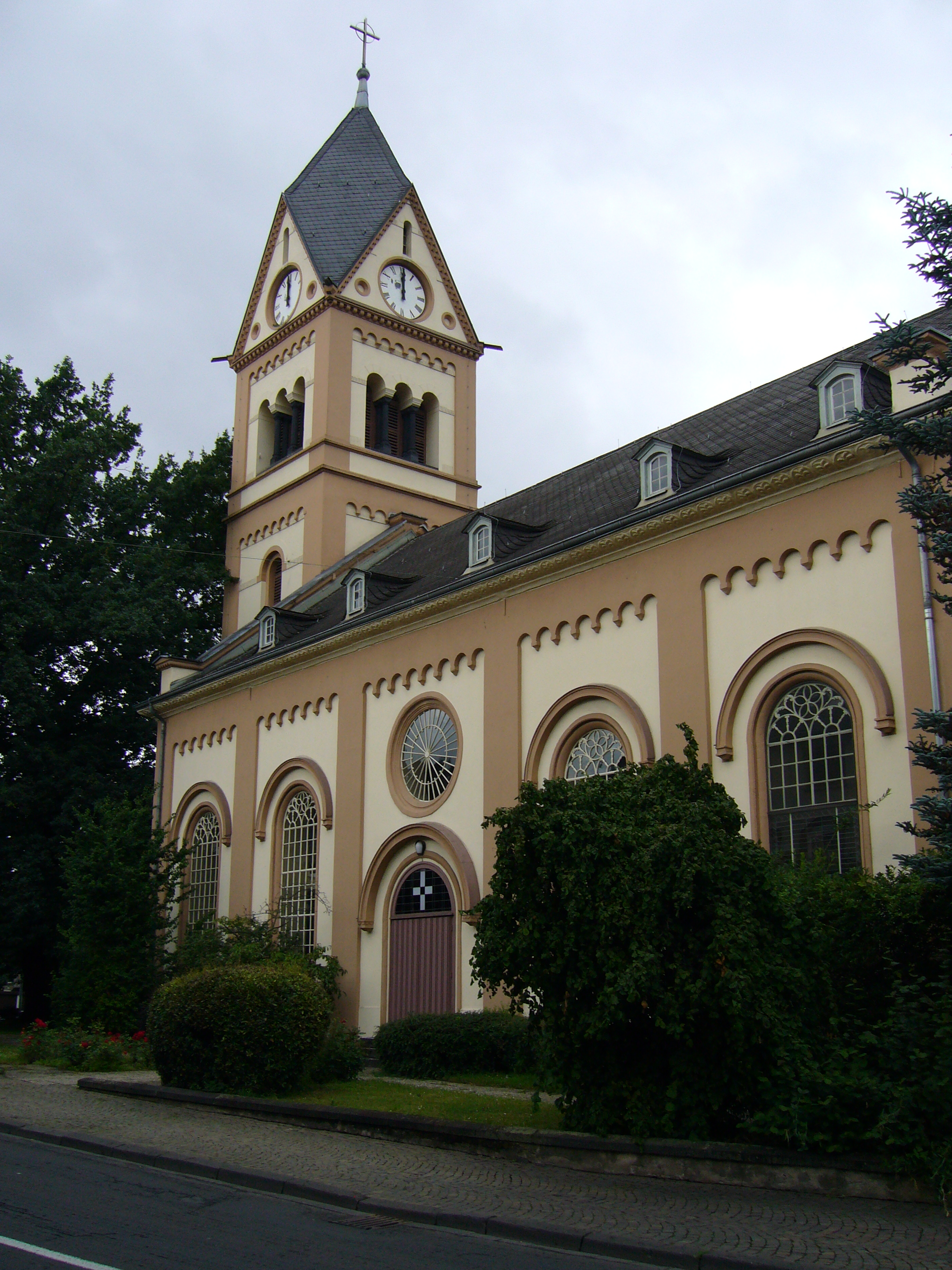
Evangelische Kirche in Heddesdorf

- Kirchensaal der evangelischen Herrnhuter Brüdergemeine: spätbarocke Saalkirche von 1785 im Herrnhuter Viertel. Zwei Emporen, schmuckloses weißes Inneres.
- Katholische Pfarrkirche St. Bonifatius in Niederbieber von 1964
- Mennonitenkirche von 1768: Die Mennoniten siedelten bereits vor 1680 in Neuwied. Nach einem Brand im Jahr 1985 wurde das Gebäude wieder aufgebaut und ist seitdem eine städtische Galerie mit wechselnden Kunstausstellungen.
- Ehemalige Prämonstratenserabtei Rommersdorf aus dem 12. Jahrhundert: Die älteste Niederlassung dieses Ordens auf dem Gebiet des alten Erzbistums Trier. Die Abtei wurde 1117 gegründet und war zunächst ein Benediktinerkloster.
- Wülfersberg-Kapelle in Gladbach aus dem 12. Jahrhundert: Eine ehemalige Klosterkapelle des Klosters Wülfersberg, nahe der Abtei Rommersdorf.

### Hochwasserschutzdeich

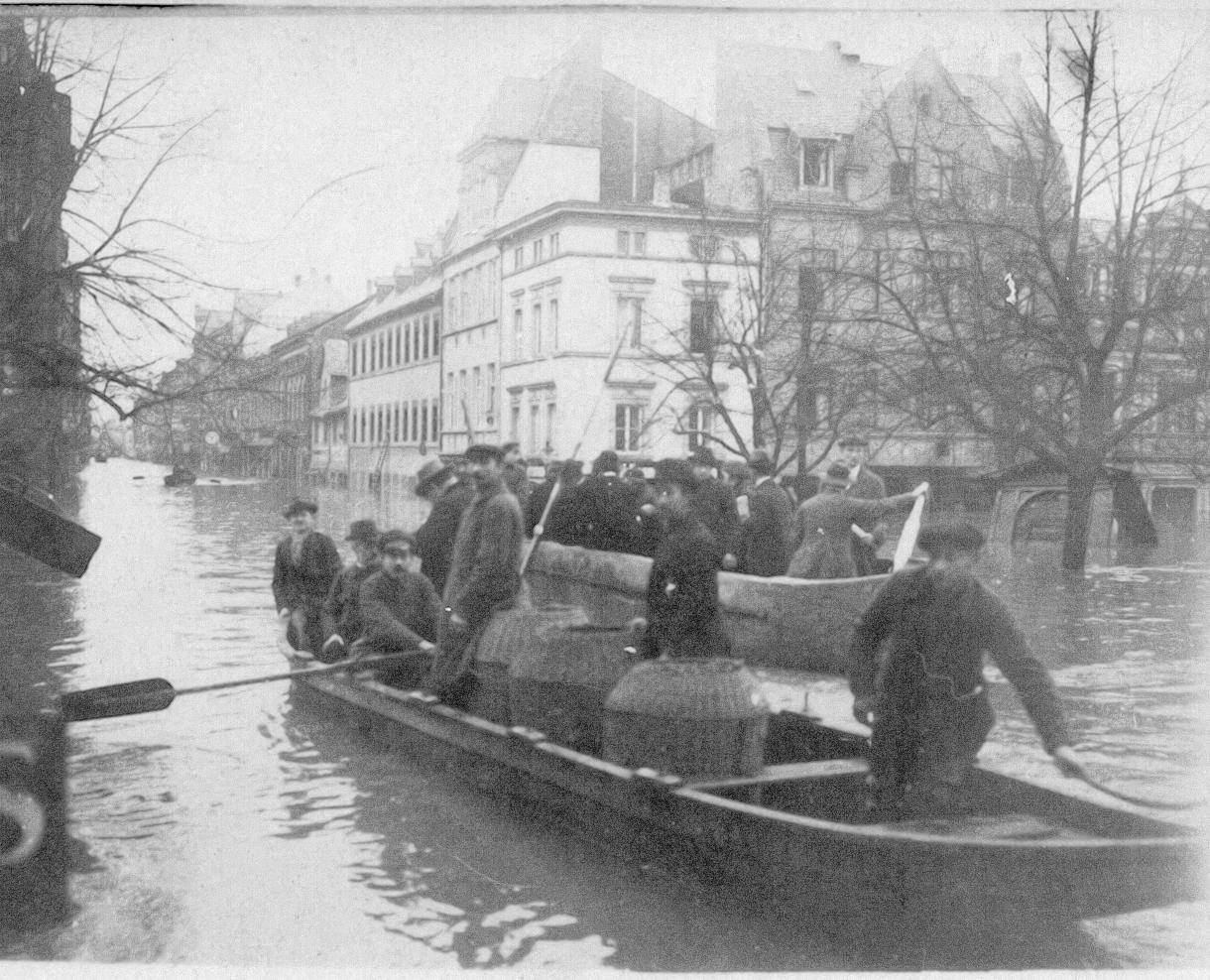
Mit dem Boot durch die Stadt, 1920

Das markanteste Bauwerk ist wohl der von den Einheimischen als die Deichmauer bezeichnete Neuwieder Deich. Mit einer Länge von insgesamt 7,5 km zieht er sich von der Wiedmündung bis zur Eisenbahnbrücke Engers-Urmitz. Im Bereich der Innenstadt steht die mit Steinen verkleidete 500 m lange Deichmauer, an deren Nordende sich eine der drei Pumpstationen, die zur Absenkung des Grundwassers dienen, befindet. Zudem ist dort ein kleines Deichmuseum eingerichtet. In der Mitte der Deichmauer steht das Restaurant „Deichkrone“ und am Südende erhebt sich das Wahrzeichen Neuwieds, der Pegelturm. Der Deich ist so ausgelegt, dass er die Stadt vor Hochwasser bis zu 9 m über normalem Wasserstand schützt. Um das vor dem Deich liegende Gelände zu erreichen, wo früher Schiffe be- und entladen wurden, sind drei Hochwassertore eingebaut. Nach dem Zweiten Weltkrieg sprengten amerikanische Truppen die Deichkrone und bauten eine hölzerne Behelfsbrücke über den Rhein. Diese stürzte am 24. Februar 1947 infolge starken Eisgangs ein. Über die Deichmauer oder vor ihr her führt der Deichwanderweg.
Zur Rheinseite hin ist im Mauerwerk an der Deichkrone ein Vers Goethes eingelassen: Allen Gewalten zum Trutz sich erhalten, nimmer sich beugen, kräftig sich zeigen, rufet die Arme der Götter herbei!

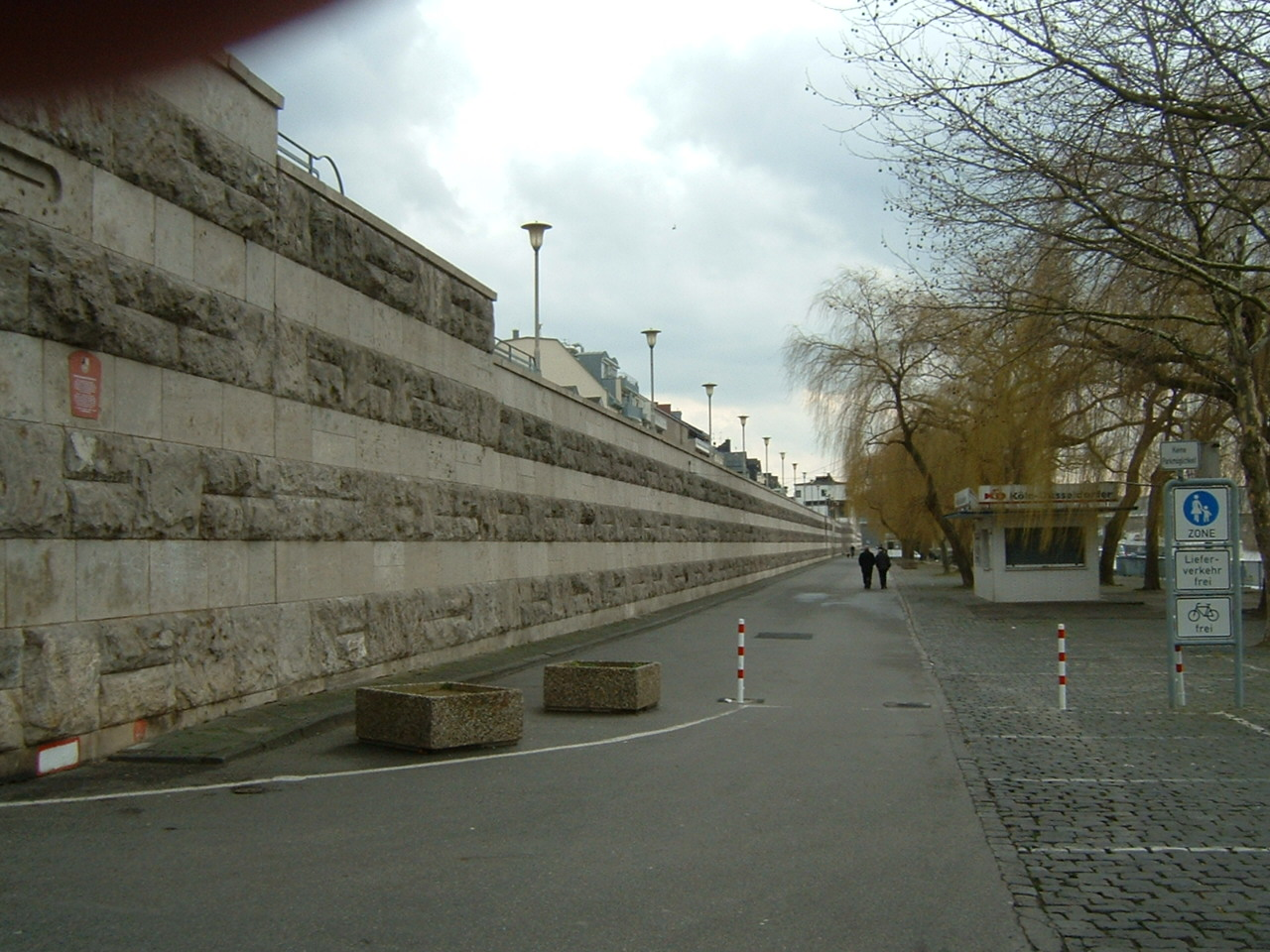
Deichmauer, Blick nach Süden
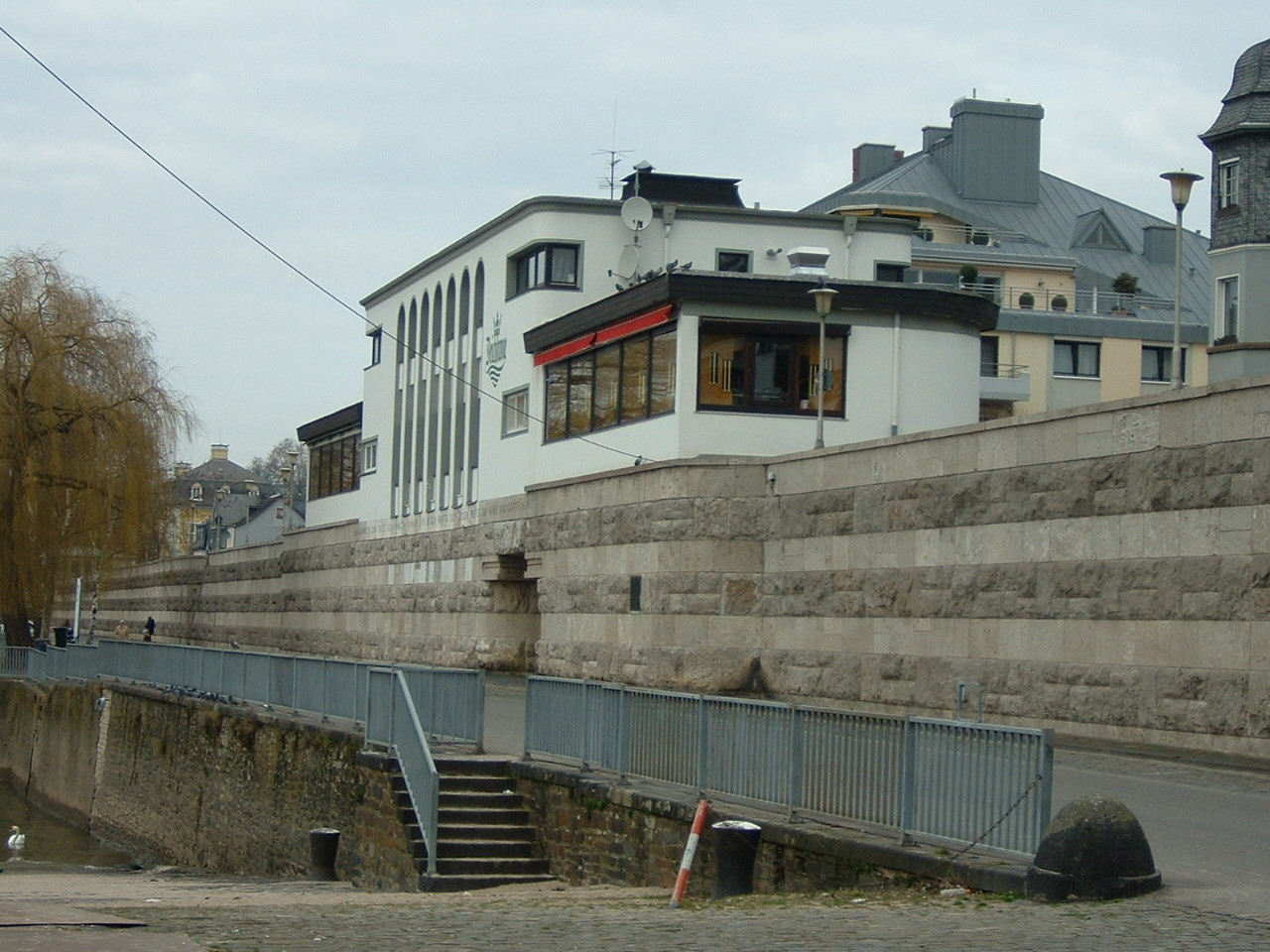
Restaurant Deichkrone, Rheinseite
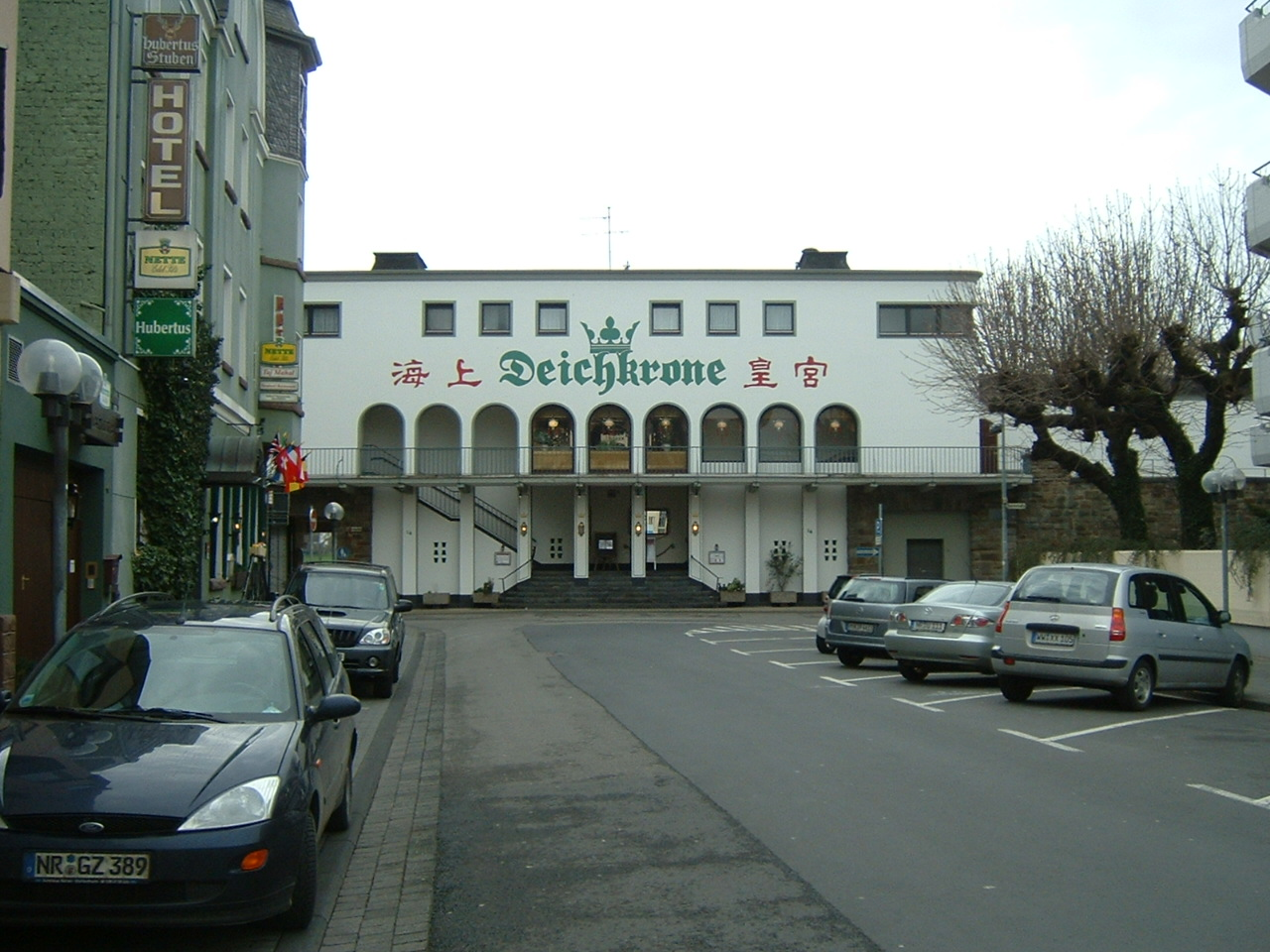
Restaurant Deichkrone, Stadtseite
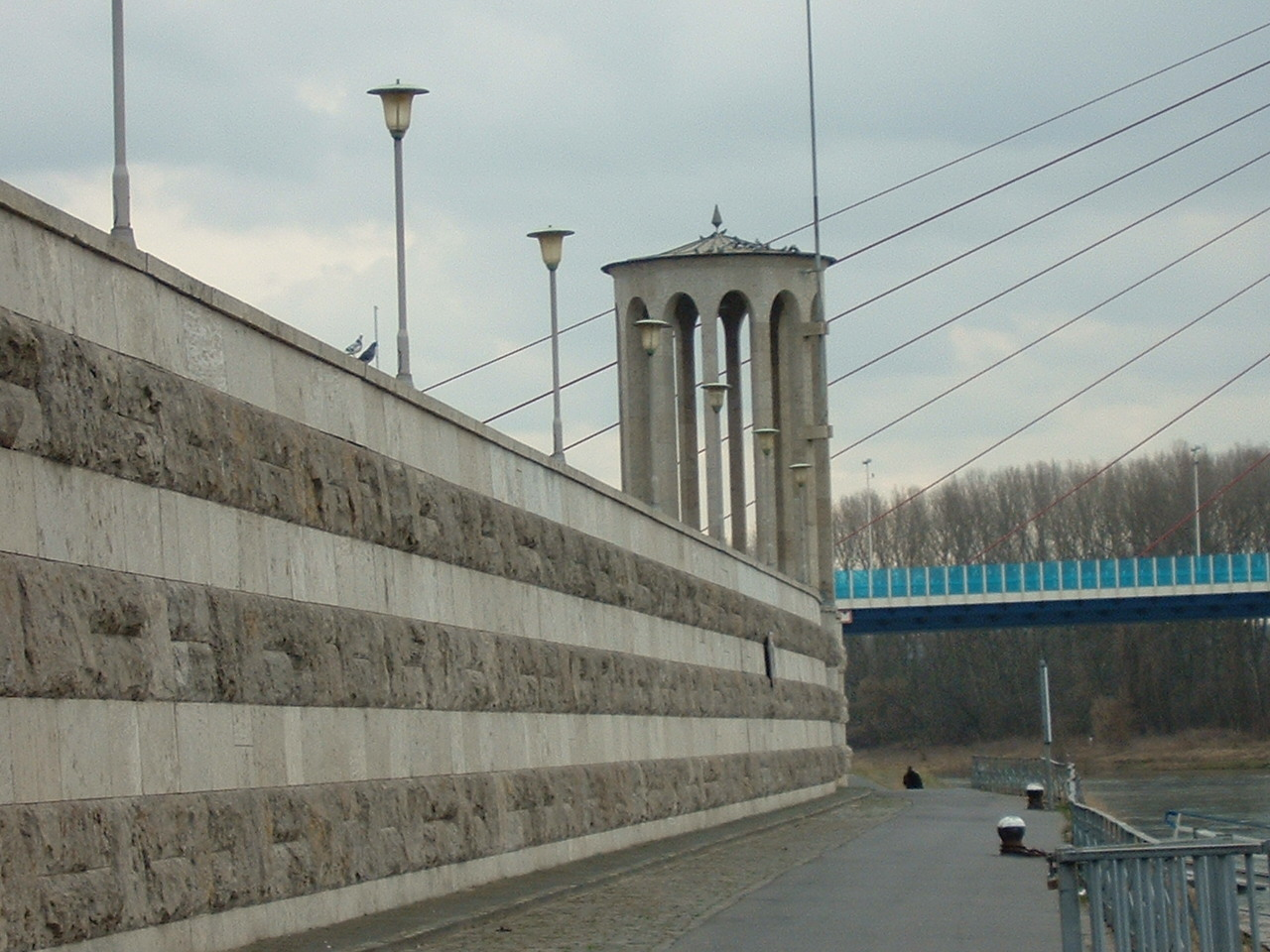
Deichmauer mit Pegelturm, im Hintergrund Raiffeisenbrücke

### Weitere Bauwerke

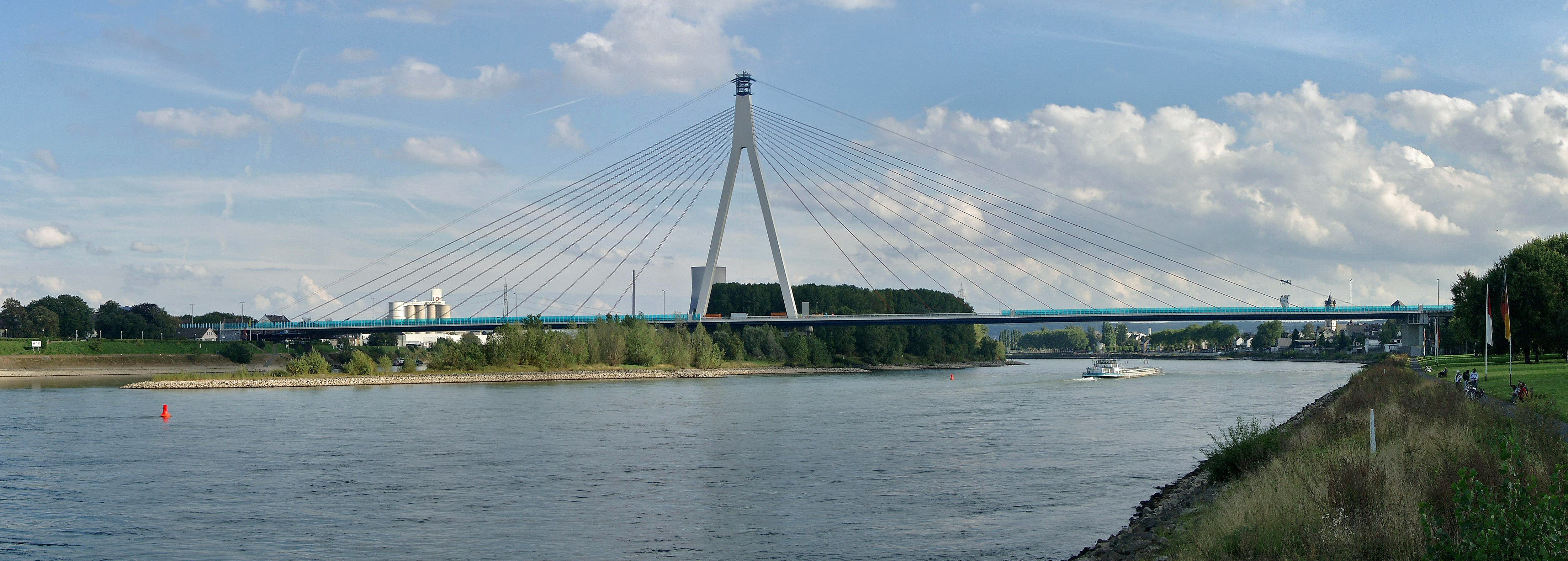
Raiffeisenbrücke zwischen Neuwied und Weißenthurm

Das historische Hallenbad 1908

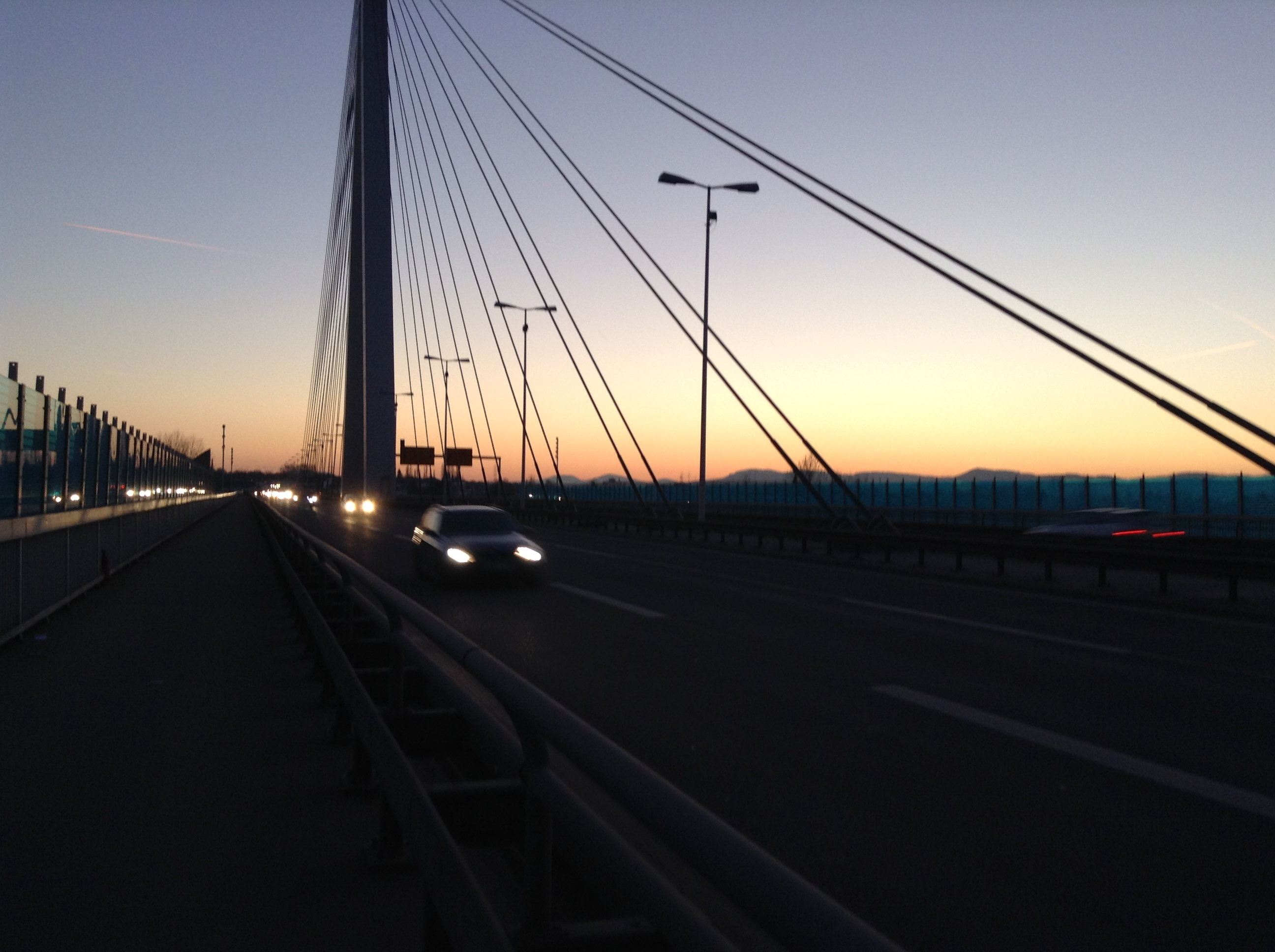
Die Raiffeisenbrücke Neuwied bei Nacht

- Altes Brauhaus von 1694: Eines der ältesten Häuser von Neuwied, einst eine Brauerei, die 1835 das Schankrecht erhielt.
- Altes Rat- und Backhaus in Niederbieber von 1736: Im Fachwerkobergeschoss mit dem Glockentürmchen tagte der Gemeinderat, im steinernen Unterbau backte die Gemeinde noch bis 1908 ihr Brot.
- Altes Rathaus in Engers von 1642 und Schlossschenke von 1621: Häusergruppe vor dem Schlosshof
- Altes Rathaus in Neuwied von 1740: Früher Herrenhaus, soziale Einrichtung für Arme und Waisen
- Altes Zollamt von 1696: Ursprünglich wurde hier das von den Grafen zu Wied per Schiff importierte Salz verzollt, gelagert und mit Steueraufschlag verkauft. Das Gebäude war bis 1969 Zollamt.
- Bahnhof Engers aus dem Jahr 1869
- Ehemaliges Casino von 1825
- Grauer Turm in Engers aus dem 14. Jahrhundert: Teil der Stadtbefestigung
- Ehemaliges königlich-preußisches-Lehrerseminar, heute Werner-Heisenberg-Gymnasium
- Raiffeisenbrücke über den Rhein in das linksrheinische Weißenthurm von 1978: Die Schrägseilbrücke ist eines der Wahrzeichen der Stadt, über sie verkehren täglich bis zu 35.000 Fahrzeuge
- Ehemaliges Roentgenhaus von 1776: Wohn- und Arbeitsstätte von Abraham Roentgen
- Ehemaliges Hallenbad in der Marktstraße, erbaut 1906–1908 im Jugendstil, heute unter Denkmalschutz
- Herrnhuterviertel und Betsaal der Brüdergemeine von 1784/1785

### Yachthafen

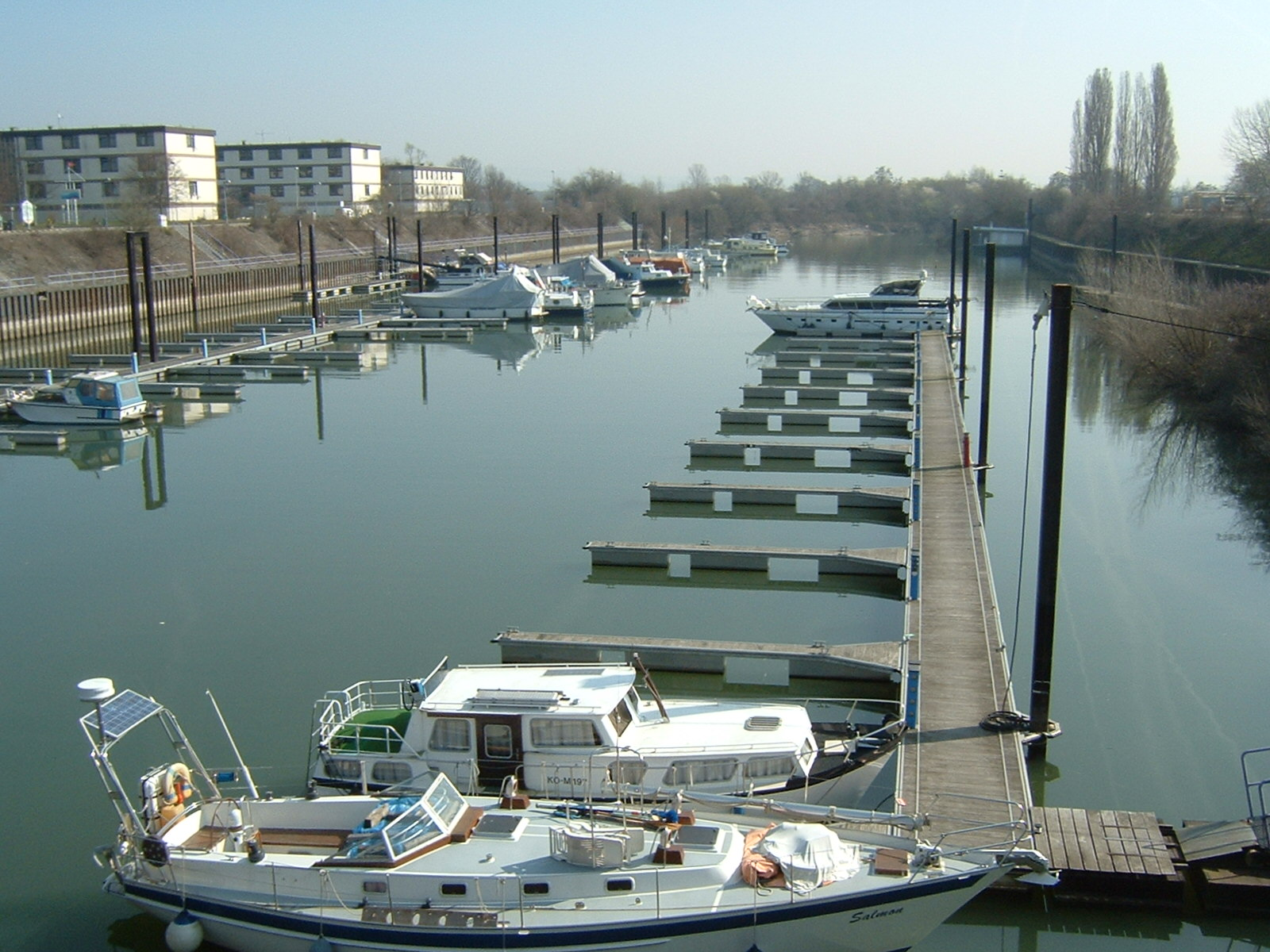
Steganlage Yachthafen Neuwied

Der Motor-Yacht-Club Neuwied besitzt einen großen Yachthafen mit 30.000 m² Wasserfläche. Er befindet sich im ehemaligen Pionierhafen und hat hochwasserfreie Liegeplätze für 180 Boote bis zu 20 m Länge. Außerdem gibt es Winterliegeplätze für 250 Boote an Land, teilweise in Hallen.
Der Hafen verfügt über eine Slipanlage bis zu 160 Tonnen, eine Bootstankstelle, einen Boots- und Motoren-Servicebetrieb, eine Bootswerft und eine clubeigene Gastronomie. 1998 wurde der Club erstmals mit der „Blauen Europa“ für vorbildlichen Umweltschutz ausgezeichnet.

### Zoo
Im Stadtteil Heimbach-Weis befindet sich der Zoo Neuwied, der auf einer Gesamtfläche von rund 13,5 Hektar rund 1.200 Tiere aus 155 Arten hält.

### Natur und Parkanlagen
Neuwied hat insgesamt 20 öffentliche Parks und Grünanlagen. Im Norden des Stadtgebiets beginnt der Naturpark Rhein-Westerwald. Neben den Fernwanderwegen Rheinsteig und Rheinhöhenweg bieten rund 220 Kilometer Rad- und Wanderwege eine Vielzahl von attraktiven Wandermöglichkeiten.

#### Schlosspark
1715 wurde in Verlängerung der Schlossachse und parallel zum Rhein ein symmetrischer Barockgarten angelegt. Volieren, Springbrunnen, Grotten und eine Fasanerie vervollständigten die Anlage. Ende des 17. Jahrhunderts wurde der Park nach Art der englischen Landschaftsgärten umgestaltet. Es wurden viele exotische Gewächse angepflanzt, die möglicherweise von den Amerikareisen des Prinzen Maximilian zu Wied stammten.
Heute hat der Park durch Verlust von Bäumen und unzureichende Pflege viel von seiner Qualität als Erholungsgebiet verloren. Bis auf 6 Hektar, die die Fürstenfamilie selbst nutzt, ist der Park an die Stadt verpachtet. 2003 wurde damit begonnen, den Park unter Berücksichtigung seiner historischen Bedeutung zu einem Erholungs-, Spiel- und Freizeitgelände umzugestalten. In der Parkanlage sind viele botanische Raritäten zu bewundern.
Weitere bedeutende Anlagen sind der Englische Garten und der Kräutergarten der Abtei Rommersdorf, die für die Öffentlichkeit jederzeit zugänglich sind.

### Sport

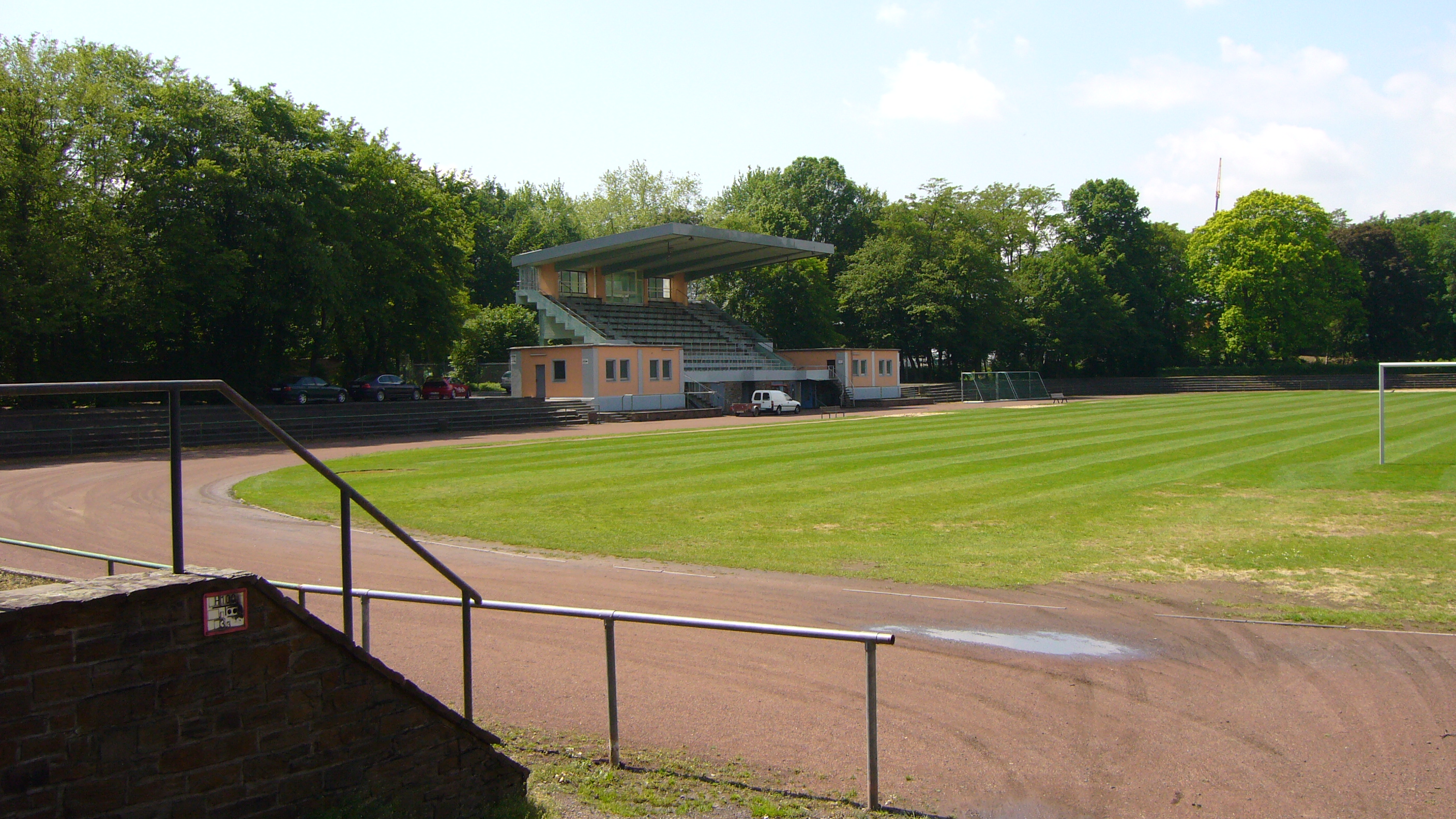
Raiffeisen-Stadion

Zu den vielen Sportarten, die in Neuwied ausgeübt werden können, gehören unter anderem American Football, Badminton, Basketball, Billard, Boxen, Eishockey, Fechten, Fußball, Golf, Kanusport, Leichtathletik, Minigolf, Pferdesport, Radsport, Rudern, Schießsport, Schwimmen, Tennis, Volleyball. Eine wesentliche Rolle spielen der Behindertensport und der Seniorensport. Neuwied hat knapp 100 Sportvereine und in allen Stadtteilen entsprechende Sportanlagen.
Das städtische Stadion mit 8000 Steh- und 500 Sitzplätzen war bis 2005 nach dem in Neuwied geborenen ehemaligen ersten DFB-Präsidenten Ferdinand Hueppe benannt und heißt heute Raiffeisen-Stadion. Hier wurde 2006 ein DFB-Pokalspiel zwischen der SV Rossbach/Wied und Borussia Mönchengladbach ausgetragen. Von den über 10 Fußballvereinen der Stadt ist der Oberliga Rheinland-Pfalz/Saarland-Verein FV Engers 07 am bekanntesten und mit dem VfL Neuwied e. V (Bezirkskreisliga) und dem TuS Rodenbach e. V (Regionalliga) gibt es zwei Frauenfußballmannschaften in der Stadt.
Fußball spielt in Neuwied eine besondere Rolle. Hier soll eines der ersten Fußballspiele in Deutschland stattgefunden haben. Aus dem Jahr 1865 wurde berichtet, dass englische Internatsschüler an der damaligen Herrnhuter Knabenanstalt das Spiel mit an den Rhein brachten.
Der Frauenfußball erlebt auch in Neuwied einen enormen Aufschwung. Neben der Regionalliga-Mannschaft des TuS Rodenbach e. V. wird sowohl in Vereinen als auch in vielen Schulen Frauen- und Mädchenfußball gespielt.
Die Damenmannschaft Neuwied konnte sich 2006 als einzige Bezirksligamannschaft für die Endspiele in Daun qualifizieren. Sie unterlag nur knapp im Halbfinale gegen die damalige Zweitliga-Mannschaft SC 07 Bad Neuenahr II mit 1 : 3. In Neuwied fanden bereits drei Vorrunden der Rheinland-Hallenmeisterschaften statt. Diese Hallenmeisterschaften und der Rheinland-Pokal sind die beiden wichtigsten Turniere im Frauenfußball des FV Rheinland. Am 29. Februar 2012 war Neuwied Ausrichter des Endspiels um die Rheinland-Hallenmeisterschaften der Frauen.
Die Volleyball-Frauenmannschaft des VC Neuwied 77 spielte seit 2015 in der 2. Bundesliga Süd und spielt seit der Saison 2021/22 in der 1. Bundesliga.

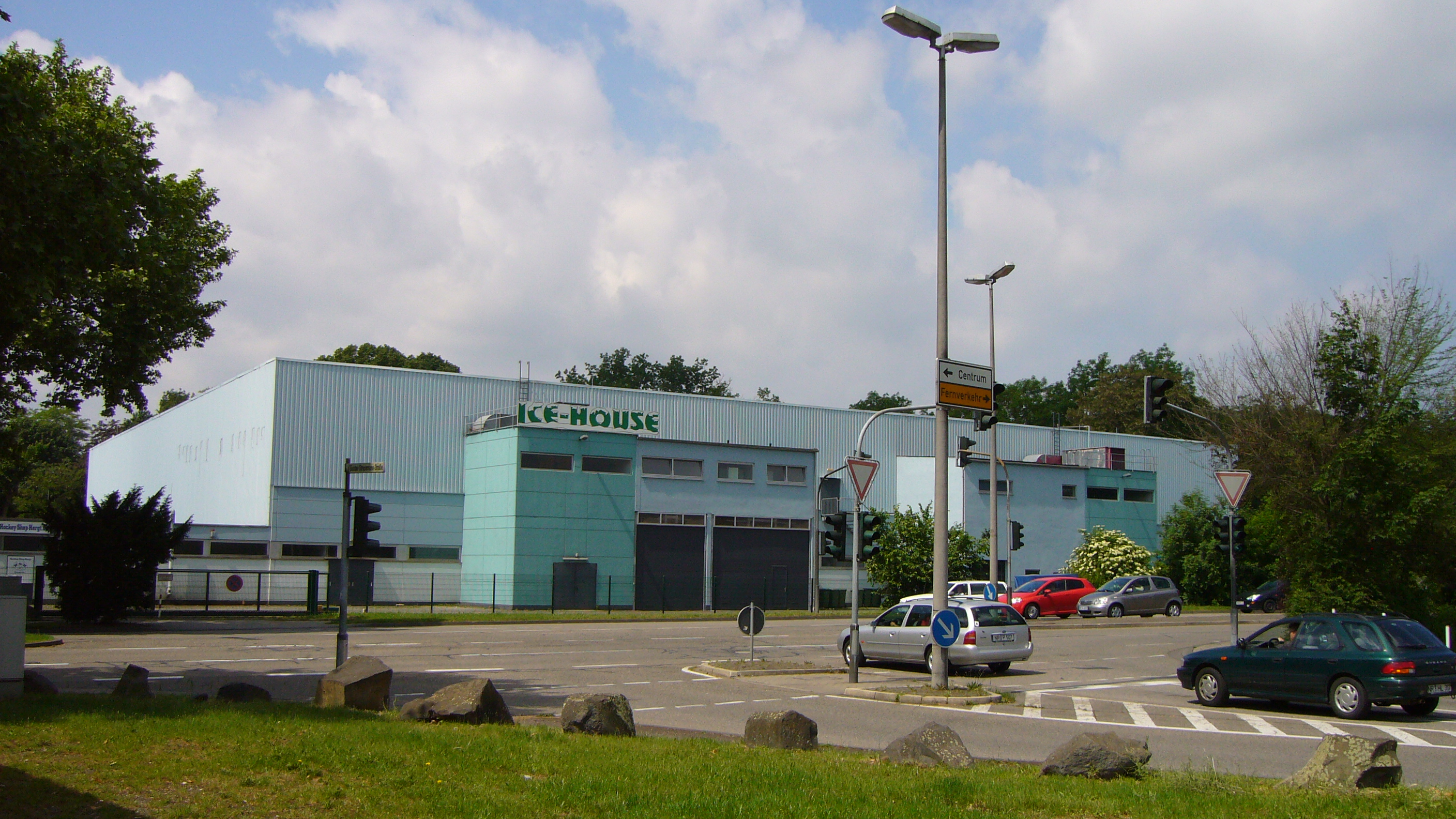
Eissporthalle Neuwied

Neuwied ist eine der wenigen Städte in Rheinland-Pfalz, die über eine Eishalle im Privatbesitz verfügen. Seit 1980 wird in Neuwied Eishockeysport betrieben. Vor allem der alte EHC Neuwied (1980 bis 2000), der von 1994 bis zur Saison 1999/2000 in der jeweils zweithöchsten deutschen Eishockeyliga vertreten war und dort in den Jahren 1997 und 1998 die Meisterschaft sowie 1997 den DEB-Ligapokal gewann, machte die Stadt in dieser Zeit bundesweit bekannt. Daher galt der Neuwieder Eishockeysport lange Zeit als der „größte Werbeträger“ der Stadt. Nachdem der EHC während der Saison 1999/2000 Insolvenz beantragt hatte, wurde zwei Wochen nach Eröffnung des Insolvenzverfahrens der Nachfolgeverein SC Mittelrhein (ab 2001 in SC Mittelrhein-Neuwied umbenannt) gegründet. Er spielte zunächst eine Saison in der Regionalliga und ab 2001 bis zur Einstellung des Spielbetriebes wegen Problemen mit der Heimspielstätte („Icehouse Neuwied“) nach der Saison 2005/06 in der drittklassigen Oberliga. Damit verlor die Stadt Neuwied eine ihrer erfolgreichsten Sportarten. Der Eishockeysport wurde in der Saison 2006/2007 vom VFE Neuwied weiter betrieben, dem ab der Saison 2007/2008 ein Nachfolgeverein unter dem alten Namen EHC Neuwied folgte. Seit der Saison 2012 spielt der EHC Neuwied mit der ersten Mannschaft wieder in der Oberliga und mit der zweiten Mannschaft in der Regionalliga Rheinland-Pfalz (siehe auch: Eishockey in Neuwied).
Der älteste Sportverein ist die Neuwieder Schützengesellschaft von 1833. Der größte Verein ist der TV Feldkirchen mit rund 1200 Mitgliedern.
Weniger bekannt sind in Neuwied Sportangebote wie Poolbillard. Der VfB Neuwied vertritt als einziger Verein die Stadt Neuwied im Poolbillard und bis 2014 im Snooker. Seit fast 30 Jahren stellt der VfB Neuwied mit aktuell vier Mannschaften bis hin zur höchsten Spielklasse einen der größten Vereine im Billardverband Rheinland-Pfalz. In der Geschichte des Billardsports in Rheinland-Pfalz ist es innerhalb einer Saison (2013/14) bisher nur dem VfB Neuwied gelungen, die Oberligameisterschaft in den Sparten Poolbillard und Snooker zu gewinnen.
Der Wassersport hat in Neuwied eine lange Tradition. Bereits 1882 wurde der Gymnasial Turn- und Ruderverein Neuwied (GTRVN) gegründet. 1883 folgte die Neuwieder Ruder-Gesellschaft (NRG), 1909 der Neuwieder Schwimmverein 09, aus dem der Neuwieder Wassersportverein, der ebenfalls eine Kanuabteilung unterhält, hervorging. Seit 1920 besteht der Neuwieder Kanu-Club (NKC). Alle vier Ruder- bzw. Kanu-Vereine haben ihre Bootshäuser hinter dem Rheindeich, zwischen Pegelturm und Rheinbrücke. Der Neuwieder Schwimmverein 09 hat seine Vereinsräume im Hallenbad Heimbach.

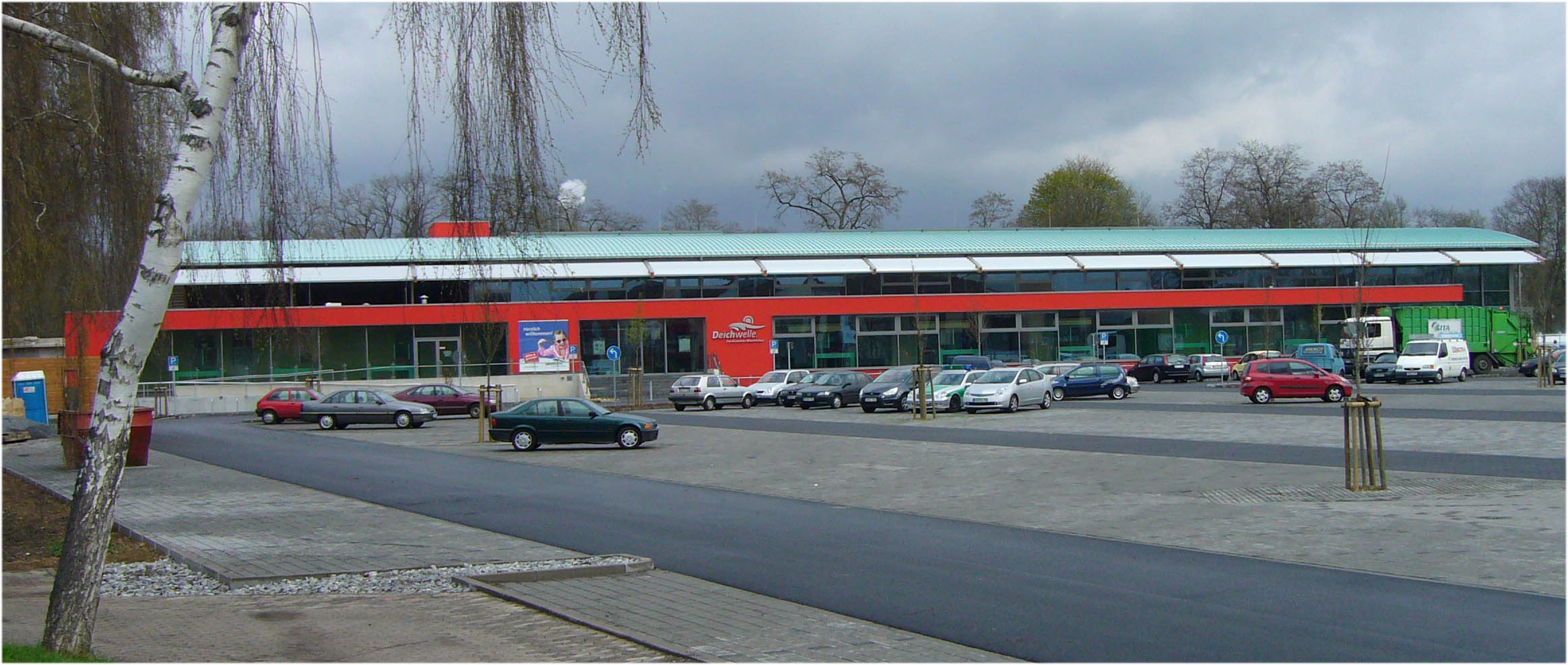
Freizeitbad Deichwelle

Ein Freibad gibt es im Stadtteil Oberbieber, ein Hallenbad in Heimbach-Weis. In der Kernstadt befindet sich das Allwetter-Freizeitbad „Deichwelle“, das Mitte März 2008 eröffnet wurde. Das ehemalige Freibad im Stadtteil Feldkirchen (Wollendorf) wurde in einen Wasserpark umgebaut, einen Erlebnisspielraum mit Wasser in Neuwied-Feldkirchen.
Andere beliebte Sportarten sind Tennis in mehreren Vereinen und auf mehreren Plätzen, Schwimmen und Streethockey. Oberhalb des Stadtteils Heimbach-Weis bietet sich die Möglichkeit zum Golfspiel auf einem 18-Loch-Platz. Ebenfalls in Heimbach-Weis befindet sich seit Mai 2005 das 1. DSV-Nordic-Walking-Aktivzentrum im Norden von Rheinland-Pfalz mit drei vom Deutschen Skiverband homologierten Nordic-Walking-Routen. In Oberbieber gibt es zudem das Landesleistungszentrum für Reitsport.

### Regelmäßige Veranstaltungen
Am letzten Januar-Wochenende findet Deutschlands 1. „Festival der Currywurst“ statt, das weit über die Grenzen Neuwieds bekannt ist.
Der traditionelle rheinische Karneval ist in Neuwied durch verschiedene Umzüge und Saalveranstaltungen vertreten, vor allem aber durch den Veilchendienstagsumzug von Heimbach-Weis, einen der größten Umzüge zwischen Köln und Mainz.
An Ostern findet auf der Kirmeswiese eine Kirmes statt, aber viel kleiner als die Pfingstkirmes.
Ebenfalls ein alljährliches Großereignis ist die Heddesdorfer Pfingstkirmes, die ein breites Publikum aus dem ganzen Umkreis anlockt. Am Pfingstdienstag findet, nach einem Wettritt der Heddesdorfer Burschen, der erstmals 1669 urkundlich erwähnte Ritt zur Abtei von Rommersdorf und nach Engers statt, um dort symbolisch den fürstlichen Tribut einzutreiben. Diese Tradition der Heddesdorfer Pfingstreiter ist noch nie unterbrochen worden, da ansonsten das Tributrecht für immer verfiele.
Im Mai findet seit einigen Jahren „Kunst im Karee“ statt, in dem Künstler ihre Werke rund um die Marktkirche und in verschiedenen Hinterhöfen ausstellen.
2019 wird erstmals ein lokaler Ableger der chocolART, dem größten Schokoladenfestivals Deutschlands, organisiert.
Bereits seit 1978 wird jährlich am zweiten Wochenende im Juli das mehrtägige Deichstadtfest als großes Stadtfest mit Musik der verschiedensten Stilrichtungen und kulinarische Spezialitäten aus den verschiedensten Ländern Europas in der Innenstadt begangen.
Seit 1963 findet im August/September eine Verbrauchermesse statt, die 2007 unter dem neuen Namen „Regionara“ die vorherige IHAGA ablöste. Aber auch diese wurde mangels Besucher eingestellt. Die IHAGA war eine der größten Verbrauchermessen in Rheinland-Pfalz.
Es gibt einige verkaufsoffene Sonntage, die dann von zusätzlich Veranstaltungen, wie einem Gartenmarkt, einer Oldtimerschau, und einem Schlemmermarkt begleitet werden.
In der Weihnachtszeit gibt es von Ende November bis Hl. Abend den „Knuspermarkt“ (Weihnachtsmarkt) auf dem Luisenplatz. Bereits seit 1976 findet jährlich am 2. Dezember-Wochenende am und im Schloss Engers der sehr idyllische Nussknackermarkt statt.

### Weitere Vereine
Seit 1977 besteht der Tierschutzverein Neuwied und Umgebung e. V. Er betreibt ein Tierheim, das zunächst im Stadtteil Hüllenberg eingerichtet war und 1996 auf den Ludwigshof im Stadtteil Segendorf umzog.
Die 1985 von Jutta Gräfin Praschma gegründete Katzenhilfe Neuwied e. V. nimmt sich herrenloser Katzen an. Nach eigener Aussage des Vereins sind es gleichzeitig bis zu 30 Tiere, die bis zu ihrer Vermittlung an einen Halter ehrenamtlich versorgt werden. Seit Herbst 2021 ist die Katzenhilfe in Heimbach-Weis ansässig.
In der 2007 gegründeten Rentnergemeinschaft Neuwieder Geländerverein e. V. haben sich Senioren und Rentner zusammengeschlossen, die sich in der Museumstraße (ehemaliges Jugendheim) treffen.

## Wirtschaft und Infrastruktur

### Wirtschaft

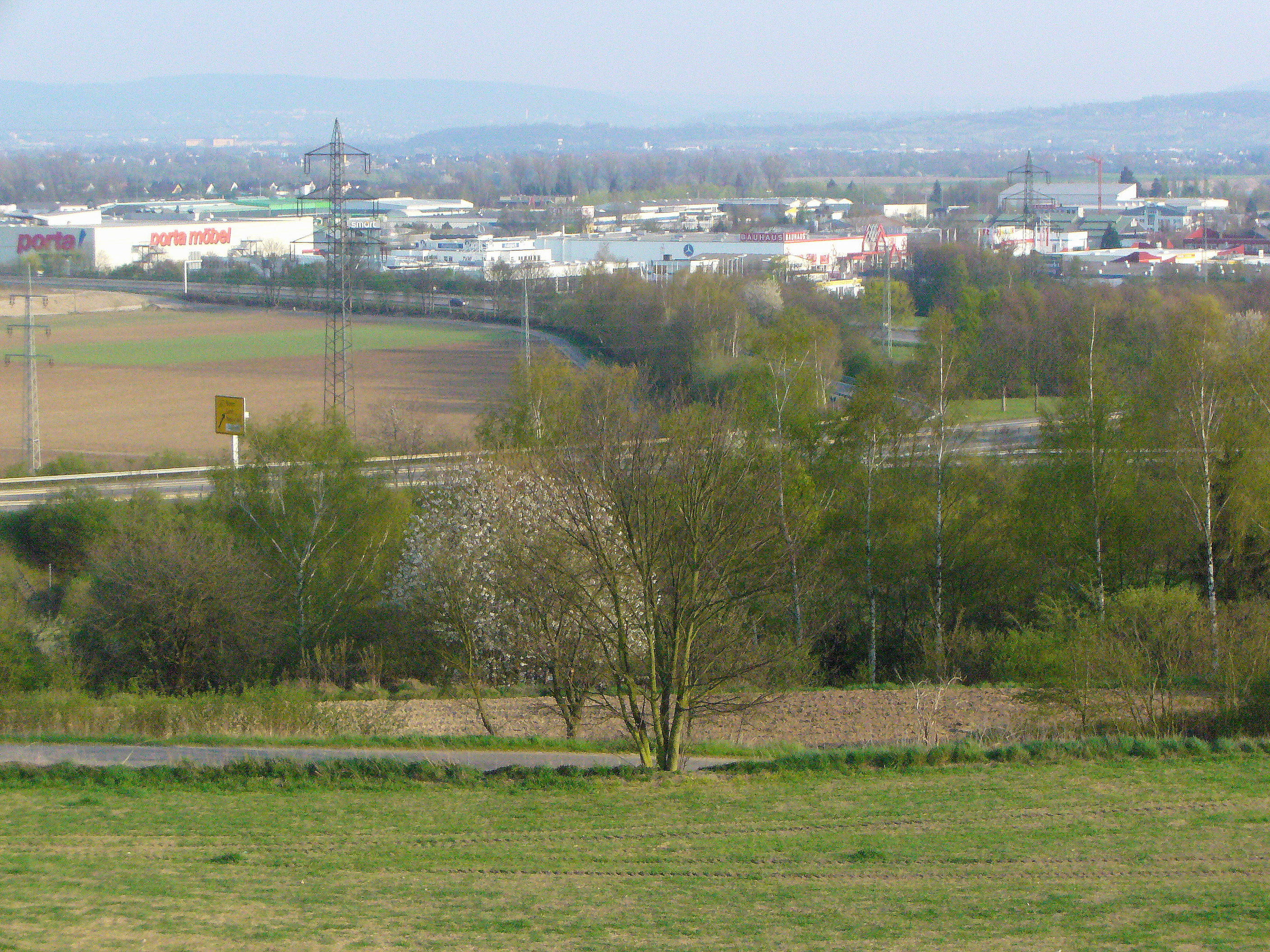
Überblick über ein Neuwieder Gewerbegebiet

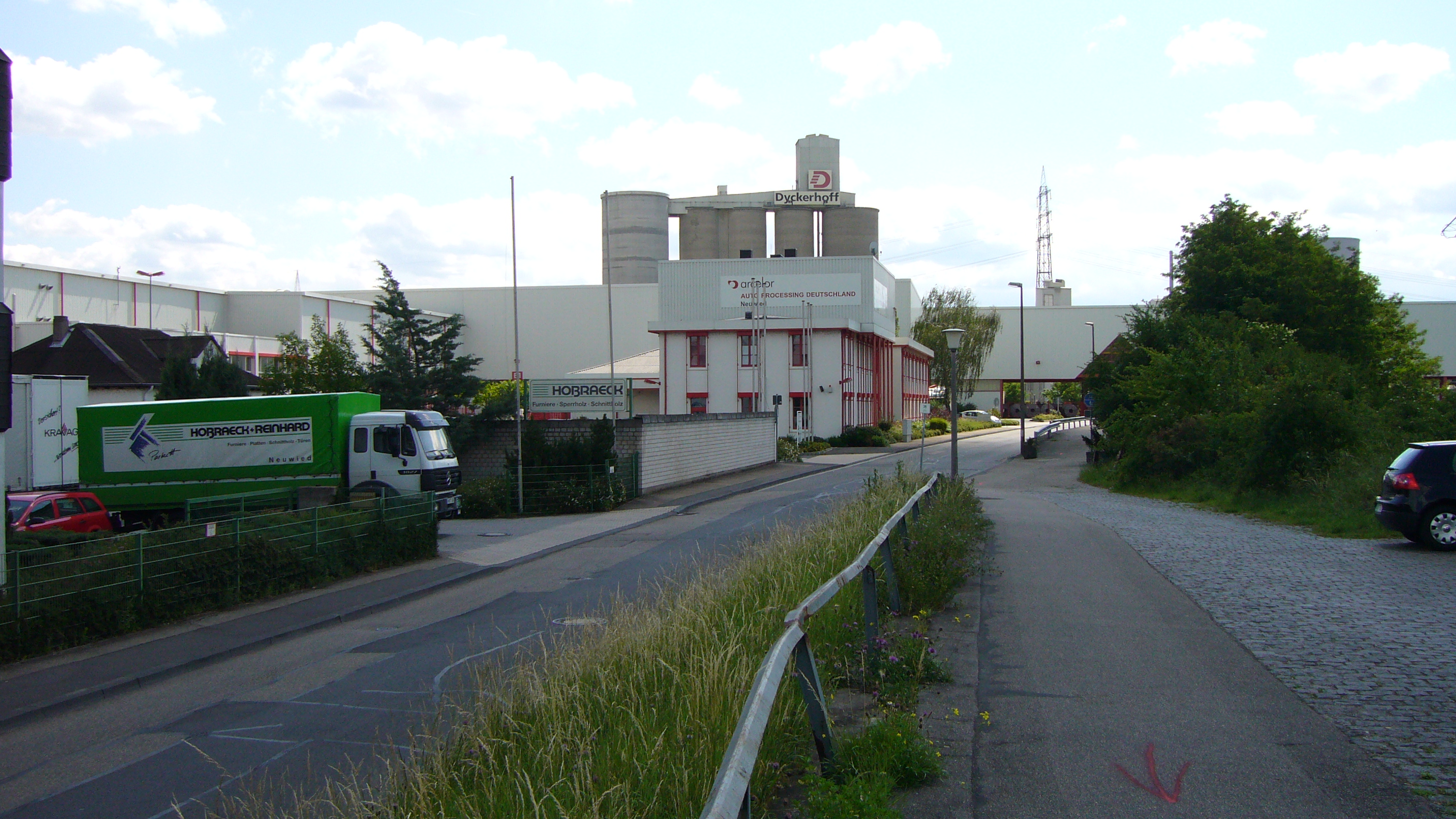
Industriegebiet am Rhein

Neuwied ist eine industriell geprägte Stadt mit vielen Industrie- und Gewerbegebieten. Die im 20. Jahrhundert noch herausragende Stellung der Baustoffindustrie (Abbau und Produktion von Bimsstein) ist verblasst. Metallverarbeitung, Maschinenbau und Anlagenbau, Zementherstellung, Druckindustrie, Verbandmittelherstellung, Automobil-Zulieferer, Papierverarbeitung, Paketzentrum, Großlager eines Lebensmitteldiscounters und Chemie haben heute die größten Anteile.
- Stadtgebiet: Distelfeld, Friedrichshof, Sohler Weg, Rheinstrasse
- Irlich: Heldenberg
- Block: Meerpfad
- Engers: Schützengrund und Wasemweg
- Oberbieber: Mühlengrund.
- dazu kommen Einzelstandorte wie Rasselstein, Reuther und Lohmann & Rauscher.

Korruptionsskandal im Jahr 2006: Durch Pressemeldungen von SpiegelOnline wurde bekannt, dass der Energieversorger E.ON Politikern nicht nur Ausflüge nach Spanien oder Norwegen bezahlt hatte. Der Energiekonzern hatte außerdem in großem Stil Meilen aus dem Vielfliegerprogramm Miles&More von der Lufthansa gekauft und diese an seine Kunden weitergereicht. In diesem Zusammenhang war auch Neuwied in die Schlagzeilen geraten; allein an die dortigen Stadtwerke (SWN) sollen 2004 Bonusmeilen im Gegenwert von 26.000 Euro gegangen sein.
Handel und Dienstleistungsangebote entsprechen der Stadtgröße als größerem Mittelzentrum (Banken, Groß- und Einzelhandel, Transportdienstleistungen, zwei Krankenhäuser).

### Öffentliche Einrichtungen
- Amtsgericht Neuwied
- Arbeitsgericht Neuwied (bis 1966)
- Finanzamt
- Gesundheitsamt
- Zollamt
- Marienhaus Klinikum St. Elisabeth und Haus St. Matthias (ehem. DRK-Krankenhaus)

### Verkehr

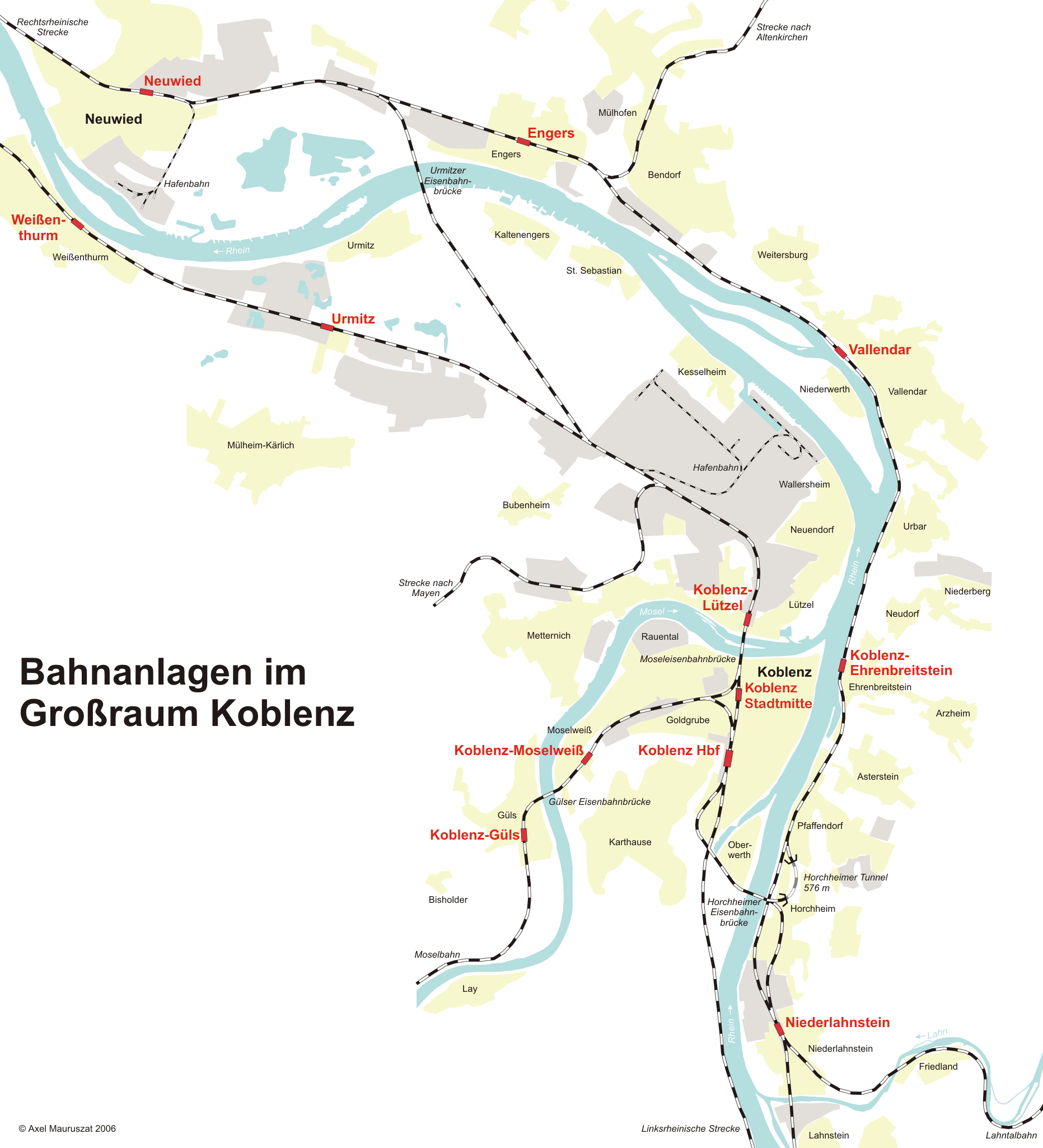
Karte der Bahnanlagen im Großraum Koblenz

#### Straßenverkehr
In Neuwied kreuzen sich die Bundesstraßen 42 und 256. Diese sind in Stadtnähe größtenteils als Schnellstraßen ausgebaut, wobei die B 256 auf der Raiffeisenbrücke, einem der städtischen Wahrzeichen, über den Rhein führt. Über die Bundesstraßen sind die Bundesautobahnen 3, 48 und 61 in wenigen Minuten erreichbar.

#### Schienenverkehr
Der Bahnhof Neuwied liegt an der Eisenbahnstrecke Köln–Wiesbaden (Rechte Rheinstrecke). Hier beginnen die Hafenbahn Neuwied, die Kleinbahn Neuwied-Rasselstein-Augustenthal und die Bahnstrecke Neuwied–Koblenz, welche Neuwied über die Urmitzer Eisenbahnbrücke mit Koblenz verbindet. Über Koblenz besteht Anschluss an die linksrheinischen Eisenbahnlinien und das Intercity-Netz. Im Stadtteil Engers gibt es ebenfalls einen Bahnhof an der rechten Rheinstrecke, dort beginnt zudem die Brexbachtalbahn nach Siershahn. Im Stadtteil Feldkirchen an der Grenze zu Irlich gab es bis 1987 den Bahnhof Fahr-Irlich.

### Radwanderwege
Durch die Neuwieder Stadtteile Rodenbach, Niederbieber, Oberbieber und Heimbach-Weis führt der Deutsche Limes-Radweg. Dieser führt entlang der Deutschen Limes-Straße. Die Stadt Neuwied ist zugleich Mitglied im Verein Deutsche Limes-Straße.

## Bildung
Neuwied ist bekannt als „Stadt der Schulen“. Zu den fast 50 Schulen zählen zwei allgemeinbildende Gymnasien, dazu eine Duale Oberschule mit wirtschaftlichem bzw. technischem Schwerpunkt, zwei Realschulen, drei Hauptschulen, eine Realschule plus, drei berufsbildende Schulen, eine Waldorfschule und zwölf Grundschulen. Außerdem befinden sich in Neuwied Deutschlands einzige Bundesfachschule des Lebensmitteleinzelhandels, die Landesblindenschule, eine Gehörlosenschule, weitere Schulen für unterschiedliche Arten der Behinderung sowie mehrere Förderschulen.
Hinzu kommen zwei Krankenpflegeschulen und eine Kinderkrankenpflegeschule.

### Geschichte des Schulwesens
Bereits vor der Gründung der Stadt hatten die wiedischen Grafen den Wert der Bildung erkannt und diese nach Kräften gefördert. Im Jahr 1616, vor Beginn des Dreißigjährigen Kriegs, hatte Graf Hermann ein Edikt erlassen, wonach die Schulpflicht in der Grafschaft angeordnet wurde.

### Gymnasien

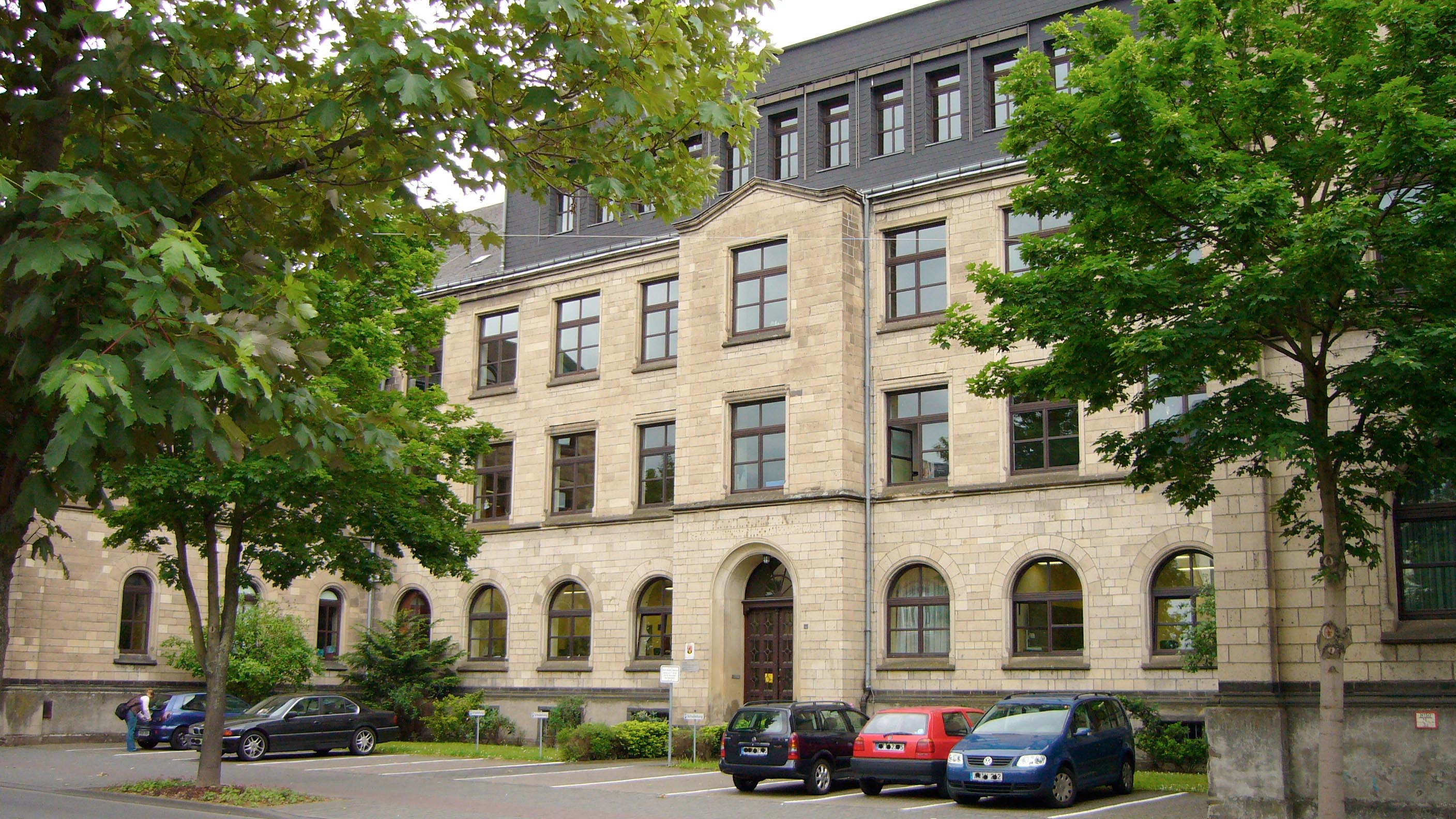
Werner-Heisenberg-Gymnasium

- Das heutige „Werner-Heisenberg-Gymnasium“ ist die älteste Schule der Stadt. Sie wurde 1707 durch Graf Friedrich Wilhelm zu Wied als „Lateinische Stadt- und Landesschule der Grafschaft Wied“ eingerichtet und im Jahr 1819 in ein „Evangelisches Gymnasium“ umgewandelt. Als Schulgebäude diente das Roentgensche Haus in der Neuwieder Pfarrstraße. Im Jahr 1929 zog die Schule in das vormalige Lehrerseminar an der Engerser Landstraße. Heute ist diese Schule ein neusprachliches, naturwissenschaftliches Gymnasium und trägt seit 1972 den Namen „Staatliches Werner-Heisenberg-Gymnasium Neuwied“.
- Das „Rhein-Wied-Gymnasium“ wurde im Jahr 1869 von einer Bürgerinitiative gegründet, 1876 als „Höhere Mädchenschule“ von der Stadt übernommen. Im Jahr 1879 wurde ein Teil der Schule in eine Lehrerinnenbildungsanstalt umgewandelt. Weil die Zahl der Schülerinnen stieg, wurde 1912 ein neues Gebäude am oberen Ende der Hermannstraße gebaut. Die Schule hat eine Partnerschaft mit dem Collège ACEJ Karama in Mushubati, Gitarama in Ruanda, als Austauschschule fungiert das „Institut Notre Dame“ in Heusy (Verviers) in Belgien.

Seit 1971 sind beide Neuwieder Gymnasien koedukativ, also für Jungen und Mädchen offen.

### Landesschulen für Gehörlose und Blinde

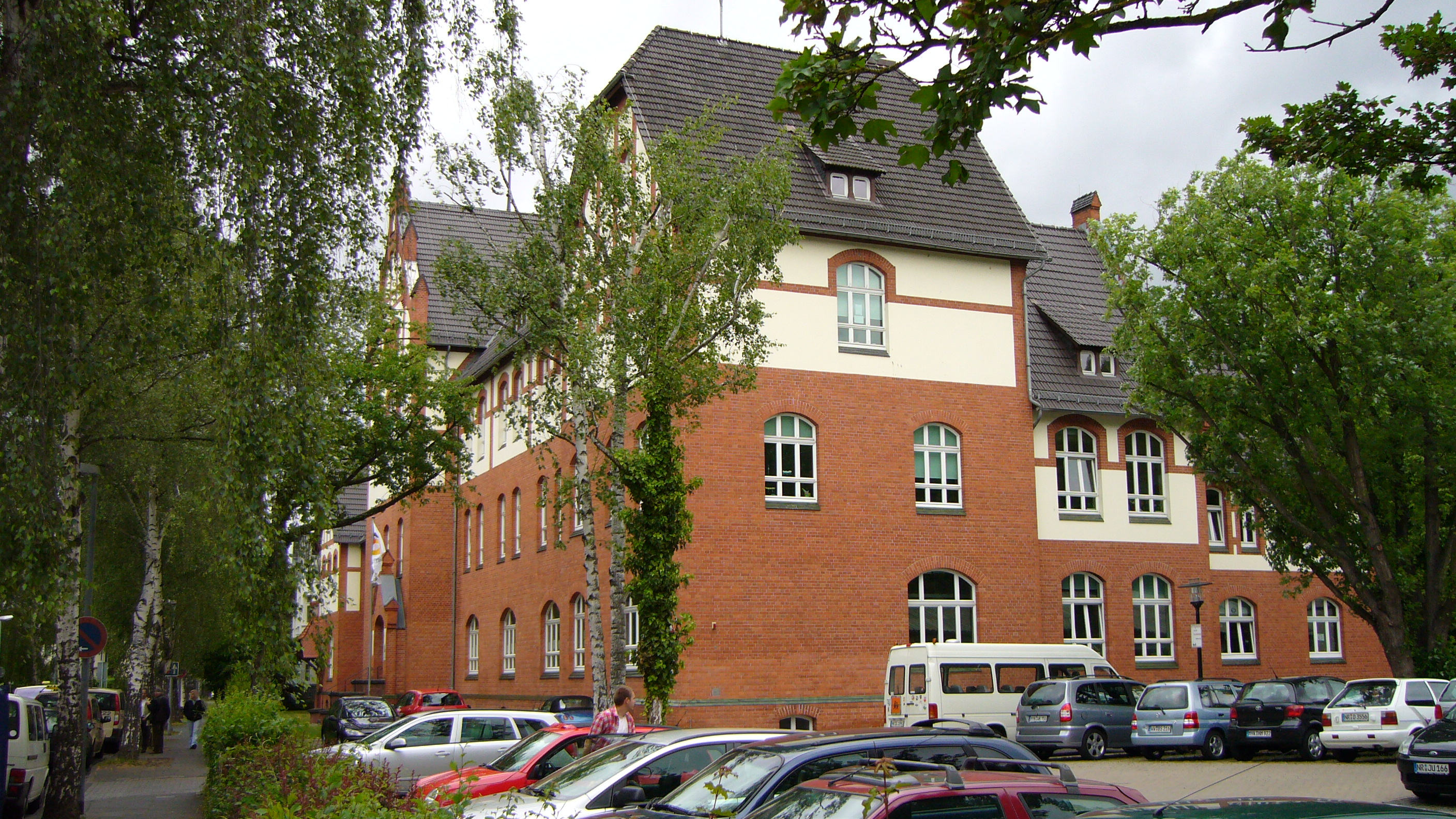
Landesschule für Gehörlose und Hörbehinderte in Neuwied

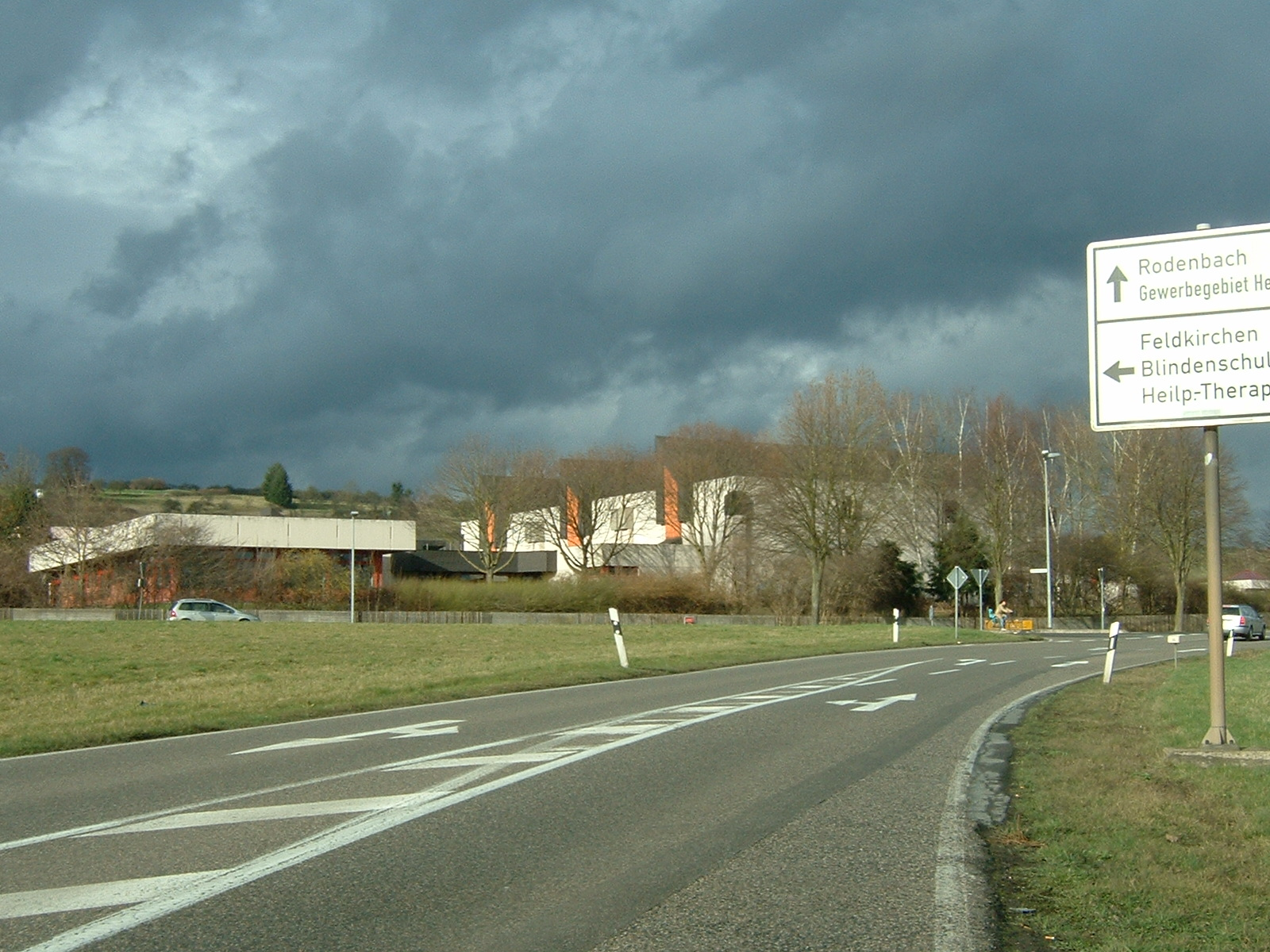
Landesschule für Blinde und Sehbehinderte in Neuwied-Feldkirchen

- Die „Landesschule für Gehörlose und Hörbehinderte“, früher Taubstummenanstalt, wurde 1854 gegründet. Zuerst war sie im Roentgenhaus untergebracht, zog im Laufe der Jahre mehrfach um, bis sie 1900 in einen Neubau umzog, wo sie noch heute ist. 1928 wurde eine evangelische Haushaltungsschule für Mädchen angegliedert. Zur Schule gehören ein Internat (seit 1951) und ein Kindergarten (seit 1972).
- Die Landesschule für Blinde und Sehbehinderte wurde 1899 als evangelische Provinzial-Blindenanstalt der Rheinprovinz unter maßgeblicher Beteiligung des Fürstenhauses zu Wied in Neuwied gegründet. Blinde Kinder wurden hier unter anderem in Blindenschrift und handwerklichen Fertigkeiten unterrichtet oder konnten eine Ausbildung absolvieren. Heute sind ein Kindergarten und ein Internat angeschlossen, die Kinder und Jugendlichen erhalten Unterricht nach angepassten Lehrplänen für Grund- und Hauptschulen und können einen Sekundarabschluss (Mittlere Reife) und eine Berufsausbildung Bürsten- und Pinselmacher mit einer handwerklichen Lehrabschlussprüfung erreichen

### Einrichtungen des Landes
- In Neuwied sind drei „Staatliche Studienseminare für Lehrämter“ angesiedelt: Das Staatliche Studienseminar für das Lehramt an berufsbildenden Schulen mit 30 Bildungsbereichen, für das Lehramt an Grund- und Hauptschulen mit 17 Bildungsbereichen und für das Lehramt an Förderschulen mit 18 Bildungsbereichen. Die Studienseminare sind Dienststellen der Abteilung „Landesprüfungsamt für das Lehramt an Schulen“ im Ministerium für Bildung, Wissenschaft, Jugend und Kultur (MBWJK) des Landes Rheinland-Pfalz in Mainz.
- Im Stadtteil Engers ist seit dem Jahr 2003 die Landesmusikakademie Rheinland-Pfalz als zentrale Fort- und Weiterbildungsstätte für Musikausübende angesiedelt. Sie liegt unmittelbar am Rhein und in direkter Nachbarschaft zum Schloss Engers. Die Landeseinrichtung ist als kulturelle Bildungs- und Begegnungsstätte eingerichtet worden, um ihren Benutzern für unterschiedliche musikalische Aktivitäten günstige Arbeitsbedingungen zur Verfügung zu stellen.

### Private Bundesfachschule

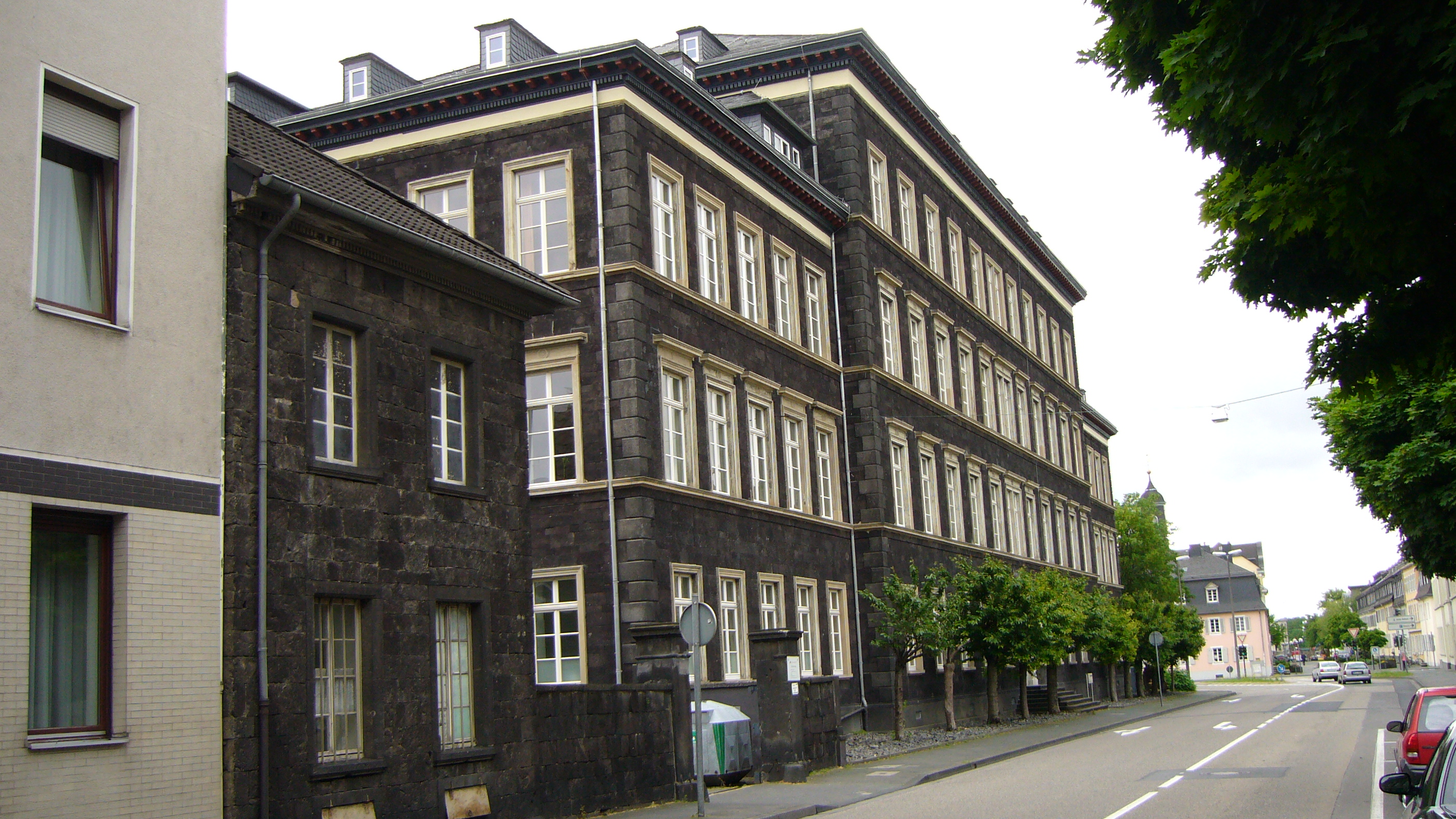
Lebensmittelfachschule

- Die „Bundesfachschule des Lebensmittelhandels“ im Bildungszentrum Neuwied ist die einzige Branchenfachschule in Deutschland, die an kein Unternehmen gebunden ist. Gegründet wurde die Fachschule 1936 und befindet sich im historischen Gebäude der ehemaligen „Herrnhuter Knabenanstalt“. Es werden die Ausbildung zum „Staatlich geprüften Handelsbetriebswirt“ und eine Reihe von Lehrgängen und Weiterbildungen angeboten.

### Rudolf-Steiner-Schule
Die Rudolf-Steiner-Schule im Stadtteil Niederbieber ist eine Freie Waldorfschule in privater Trägerschaft.

## Persönlichkeiten
Berühmte Persönlichkeiten aus Neuwied sind unter anderem Graf Friedrich III. von Wied, der Gründer der Stadt, Maximilian Prinz zu Wied-Neuwied, die Prinzessin Elisabeth zu Wied, der Admiral und Kommandant der kaiserlichen Hochseeflotte im Ersten Weltkrieg, Friedrich von Ingenohl, der Fürst von Albanien Wilhelm zu Wied, der kommunistische Schriftsteller und Arzt Friedrich Wolf, die Fußballspieler Hasan Ali Kaldırım und Khaled Narey, die Tennisspielerin Anna-Lena Friedsam sowie der Schauspieler und Regisseur Christian Ulmen, der in Neuwied geboren wurde, aber in Hamburg aufwuchs.